# Karl XII
För andra betydelser, se Karl XII (olika betydelser).
Karl XII, född 17 juni (27 juni enligt n.s.) 1682 på slottet Tre Kronor i Stockholm, död 30 november (11 december enligt n.s.) 1718 i Fredrikshald i Norge, var kung av Sverige från 1697 till sin död, likaså hertig över Pfalz-Zweibrücken mellan 1697 och 1718 under namnet Karl II. Karl XII ärvde makten över stormaktsriket Sverige år 1697 som enväldig kung efter fadern Karl XI:s död. Karl XII valde att följa i sin fars fotspår gällande dennes politik och levnadssätt för att stävja rikets svåra inre och yttre förhållanden. Huvuddelen av sin regeringstid tillbringade han i fält under stora nordiska kriget, där han från år 1700 bekrigade en trippelallians bestående av Danmark-Norge, Sachsen-Polen och Ryssland. Kungens ledarskap och taktiska färdigheter bidrog till inledande framgångar i kriget. Vid krigsutbrottet tvingade han Danmark-Norge till fred och slog den ryska armén i slaget vid Narva. Senare tågade Karl XII in i både Polen och Sachsen och efter ett långvarigt fälttåg besegrade han sin kusin August (II) den starkes sachsiska armé och detroniserade honom som polsk kung.
Krigslyckan vände för Karl XII under fälttåget mot Ryssland, som han inledde hösten 1707 och som slutade med hans avgörande nederlag i slaget vid Poltava 1709. Kungens armé kapitulerade inför ryssarna och Sveriges tidigare fiender kunde senare återvända till kriget. Dessa kom efter kriget att ta makten över flera av de svenska besittningarna. Karl XII flydde till Osmanska riket, där han kom att vistas under flera år och varifrån han styrde det svenska riket. Han misslyckades med att koordinera ett gemensamt fälttåg mot sina fiender genom en allians med osmanerna; de senare gav honom det turkiska smeknamnet Demirbaş ("Järnhuvudet"). Karl XII återvände till Sverige först år 1715 för att i stället bekriga Danmark-Norge. Han genomförde flera skattereformer för att kunna finansiera sin fortsatta krigföring. Dessa kom att resultera i en ekonomisk kris i Sverige och en stor börda för Sveriges krigs- och pestdrabbade befolkning. Hans första anfall mot Norge år 1716 misslyckades på grund av livsmedelsbrist. Ett förnyat och större anfall mot Norge år 1718 avslutades abrupt då han blev dödsskjuten under belägringen av Fredrikstens fästning.
Karl XII:s död och stora nordiska krigets följder innebar omfattande territoriella förluster och enormt mänskligt lidande för det besegrade svenska riket, vilket i slutändan ledde till slutet för Sveriges stormaktstid. Då kungen var ogift och saknade avkomma blev hans syster Ulrika Eleonora regerande svensk drottning, även om hon i sin tur snart lämnade över tronen till sin make Fredrik I. Som en reaktion på Karl XII:s styre avvecklades det karolinska enväldet, varpå makten hamnade i riksdagen och att Sverige gick in i den period som kom att kallas för frihetstiden. Karl XII:s regeringstid tillhör de mest omdiskuterade och kontroversiella vad gäller de svenska kungarna. Hans liv har givit upphov till ett flertal skrifter och kulturella verk, inklusive en populär biografi skriven av filosofen Voltaire. Hans eftermäle och omständigheterna rörande hans död har tidvis varit föremål för en polariserad debatt.

## Titel
Karl XII:s fullständiga titel på svenska löd: 
Vi Karl, med Guds Nåde, Sveriges, Götes och Vendes Konung, Storfurste till Finland, Hertig uti Skåne, Estland, Livland, Karelen, Bremen, Verden, Stettin, Pommern, Kassuben och Venden, Furste till Rügen, Herre över Ingermanland och Wismar, så och Pfalzgreve vid Rhen, i Bayern, samt till Jülich, Kleve och Berg Hertig

## Barndom och uppväxt (1682–1697)

Prins Karl (1684) av Anna Maria Ehrenstrahl.

Karl XII föddes på slottet Tre Kronor i Stockholm lördagen den 17 juni g.s. (27 juni, n.s.) 1682 som son till kung Karl XI och drottning Ulrika Eleonora den äldre. Han var den andra i ordningen av kungaparets sju barn, av vilka endast Karl och systrarna Hedvig Sofia och Ulrika Eleonora levde vidare till vuxen ålder. Kungen skrev i sin almanacka:
| ”          | "Den 17 juni, som var om lördagsmorgonen klockan tre fjärdingar på sju, blev min gemål förlossad och födde en son. Gud vare därföre evinnerligen tack och lov, som haver hulpit henne, han hjälpe henne snart till sin förra hälsa igen!" | „ |
| – Karl XI. | |   |

Karl föddes med segerhuva, alltså en del av fosterhinnan kvar på huvudet. Den 12 juli 1682 blev den unge prinsen döpt på slottet av dopförrättaren Samuel Werenius. Till faddrar utsågs prins Georg av Danmark, hertig Kristian Albrekt av Holstein-Gottorp och furstbiskopen av Lübeck. Gamla drottning Kristina var gudmor tillsammans med Maria Amalia av Kurland och prinsessan Sofia Dorotea av Holstein.
Ulrika Eleonora tog stor del i sina barns uppfostran. Den unge prinsen Karl lärde sig morgon- och aftonbön samt bibliska historier från modern. Drottningen ordnade offentliga middagar för att vänja barnen vid uppmärksamhet och tog dem med på militärexercis på Djurgården. Som den äldste pojken i kungafamiljen utsågs Karl till kronprins. Karl XI beordrade att ge honom en omfattande utbildning för att förbereda honom till att en dag ta över makten över Sverige som enväldig kung, ett envälde som Karl XI själv införde till riket genom riksdagarna 1680 och 1682 och som baserades på teorin om kungadömet av Guds nåde.

### Utbildning

Prins Karl (till vänster) tillsammans med systrarna Ulrika Eleonora (1688–1741) och Hedvig Sofia (1681–1708). Målning av David Klöcker Ehrenstrahl.

Vid fyra års ålder tilldelades Karl sin förste lärare, Andreas Nordenhielm, som undervisade honom i läsning, skrivning, språk, historia och moralfrågor under åtta år. Vid sex års ålder skrev prinsen sina första brev. Vid samma ålder tog Karl XI över sonens uppfostran och utsåg flera guvernörer, såsom hovkanslern Erik Lindschöld och det kungliga rådet Nils Gyldenstolpe, men ingen blev lika betydelsefull som Nordenhielm. Även andra, såsom Tomas Polus och Gustaf Cronhielm, var delaktiga i undervisningen. Den 2 januari 1689 flyttades prinsen till en egen våning i slottet med egen hovstat och regemente.
| ”                                                     | "Jag önskar att jag må en gång hava den lyckan att följa min pappa i fält." | „ |
| – Faksimil ur Karl XII:s anteckningar från juni 1689. |                                                                             |   |

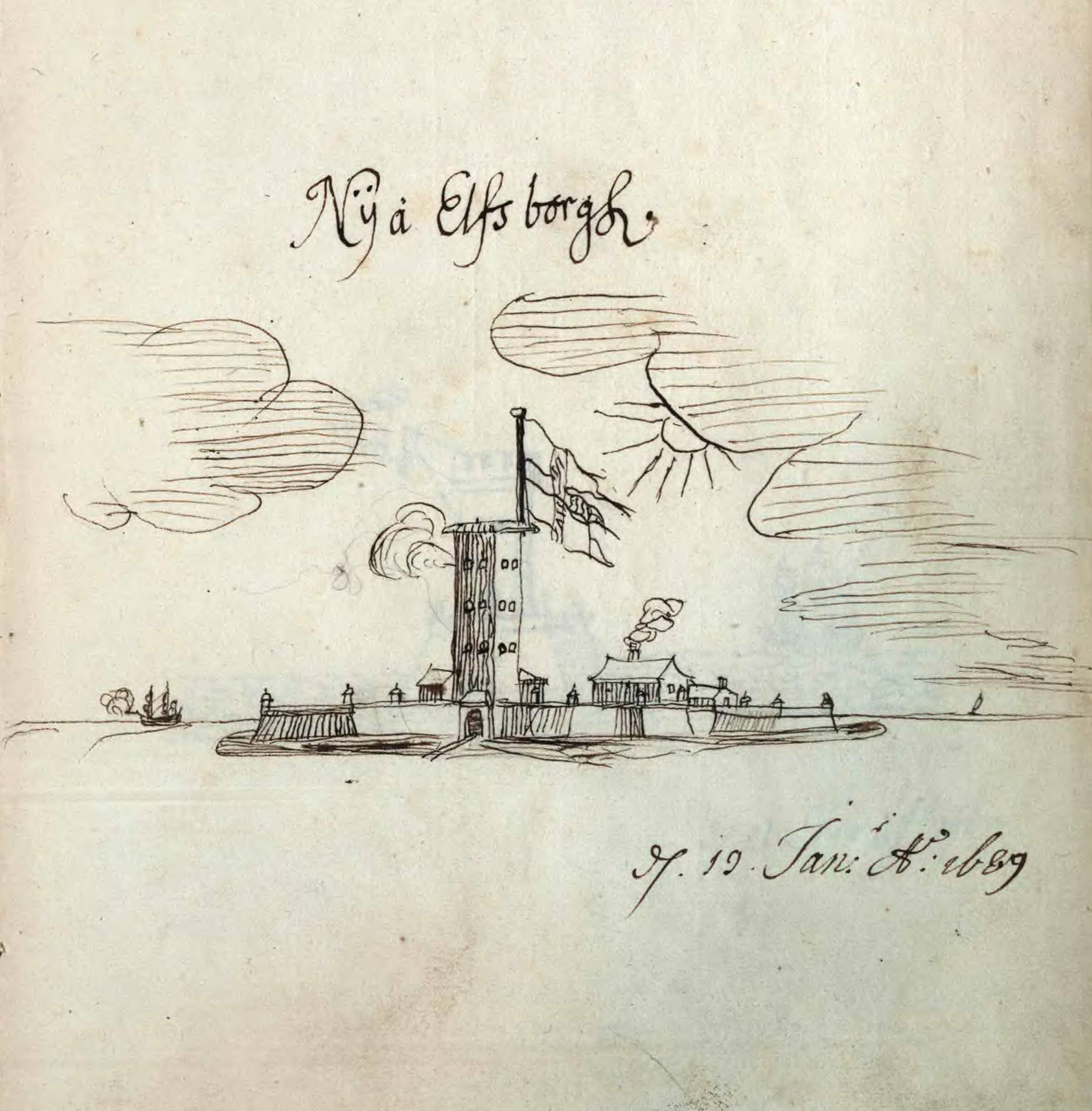
Teckning av Karl XII föreställande fästningen Nya Älvsborg.

År 1690 utfärdade Karl XI en undervisningsinstruktion som skulle följas noga tills prinsens artonårsdag för att förbereda hans eventuella maktövertagande. Prinsens uppfostran grundade sig på Aristoteles pedagogiska teori tabula rasa om det obegränsat formbara barnet, där kloka och dygdiga män skulle omge honom för att forma honom till en klok och dygdig furste. Prinsens undervisning i kristendomen, ledd av biskopen Erik Benzelius, fokuserade på teologi och ansvar inför Gud. Studier inkluderade Bibeln, bekännelseskrifterna, Martin Luthers katekes och andra protestantiska skrifter. Betoning låg på Gamla testamentet med principen "öga för öga, tand för tand", men även på mildhet och rättvisa. Prinsen studerade även kulturspråk och antikens historia genom verk av olika romerska författare. Karl kunde återge långa citat utantill från deras verk och favoriserade Quintus Curtius Rufus, i synnerhet dennes biografi om Alexander den store, som prinsen såg som sin store idol.
Karl fick kunskaper i allmänhistoria genom latinundervisning och verk av Laurentius Petri och Samuel von Pufendorf, där han fascinerades av Gustav II Adolfs person och levnadsöden. Han studerade matematik och krigsvetenskap med generalkvartermästarlöjtnant Carl Magnus Stuart, som lärde honom matematiska lösningar av taktiska problem. Stuart visade även honom Erik Dahlberghs topografiska gravyrer och avbildningar av prinsens farfar Karl X Gustavs och Karl XI:s fältslag. Vid femton års ålder visade Karl ett starkt intresse och talang för matematik och befästningskonst, men då hans utbildning senare avbröts fick han inga djupare kunskaper om filosofi, statsvetenskap och strategiskt tänkande.
Karl XI kom även sätta spår för prinsens kärva och kraftfulla mansideal; den senare började alltmer efterlikna faderns manér och vanor. Tidigt började Karl delta i faderns exerciser och inspektionsresor, liksom i jaktpartier från och med sju års ålder. Både han och fadern red långa sträckor tillsammans, oftast med rekordjakt i tankarna. När prinsen var tolv år red han och fadern från Södertälje till Stockholm under två och en halv timme, och en tid senare red de mellan Uppsala och Ulriksdals slott på knappt fyra timmar.
Under sina unga år beskrevs Karl som vetgirig, begåvad och flitig, som tog till sig sin undervisning mycket väl. Han hade utmärkta kunskaper i svenska och talade flytande tyska och latin. Franska lärde han sig genom att studera den franske kungen Henrik IV:s levnad och dramer av Corneille, Molière och Racine, men han undvek senare att tala franska. Senare kom han även lära sig tala lite finska, italienska, polska, turkiska och grekiska. Han blev även skicklig i fäktning, ridning och hantering av skjutvapen. Senare i vuxenlivet kom Karl att införskaffa stora detaljkunskaper om stridsmetodik. Han medverkade personligen i utformningen av flera exercisreglementen och deltog aktivt i övningar och mönstringar med sina trupper. Allt som rörde armén var av yttersta vikt för honom, alltifrån anskaffandet av förnödenheter och ammunition till formgivning av uniformer och fanor.

### Förmyndarstyrelsen och trontillträde

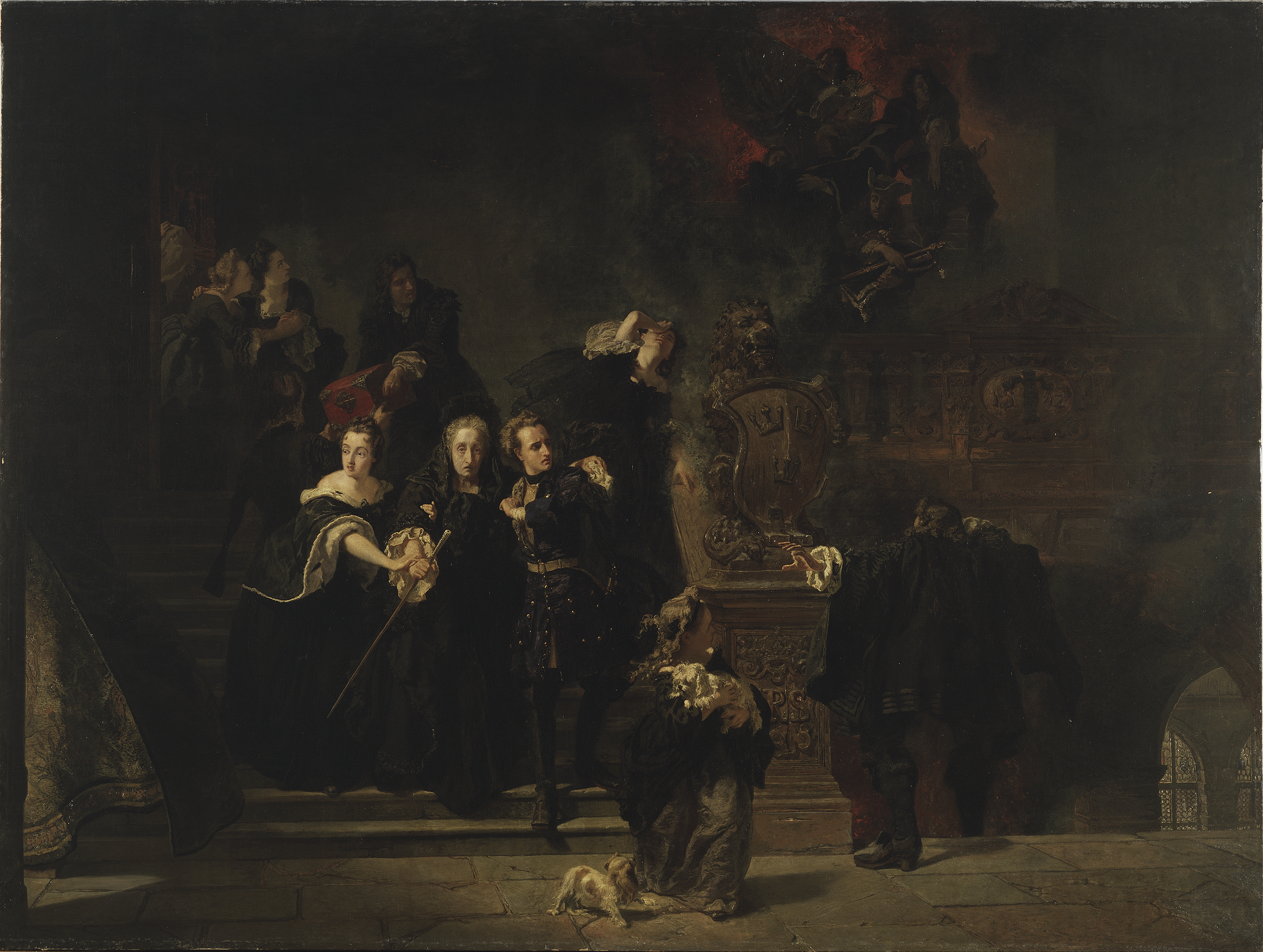
Slottsbranden 1697 som konstnären Johan Fredrik Höckert föreställde sig den i sin målning Slottsbranden i Stockholm den 7 maj 1697 från 1866. Karl XII leder tillsammans med systern Hedvig Sofia ut änkedrottningen ur den brinnande byggnaden. Notera att kungen här går iklädd sin militäruniform från krigsåren och inte de hovkläder som han egentligen bar vid tiden för eldsvådan.

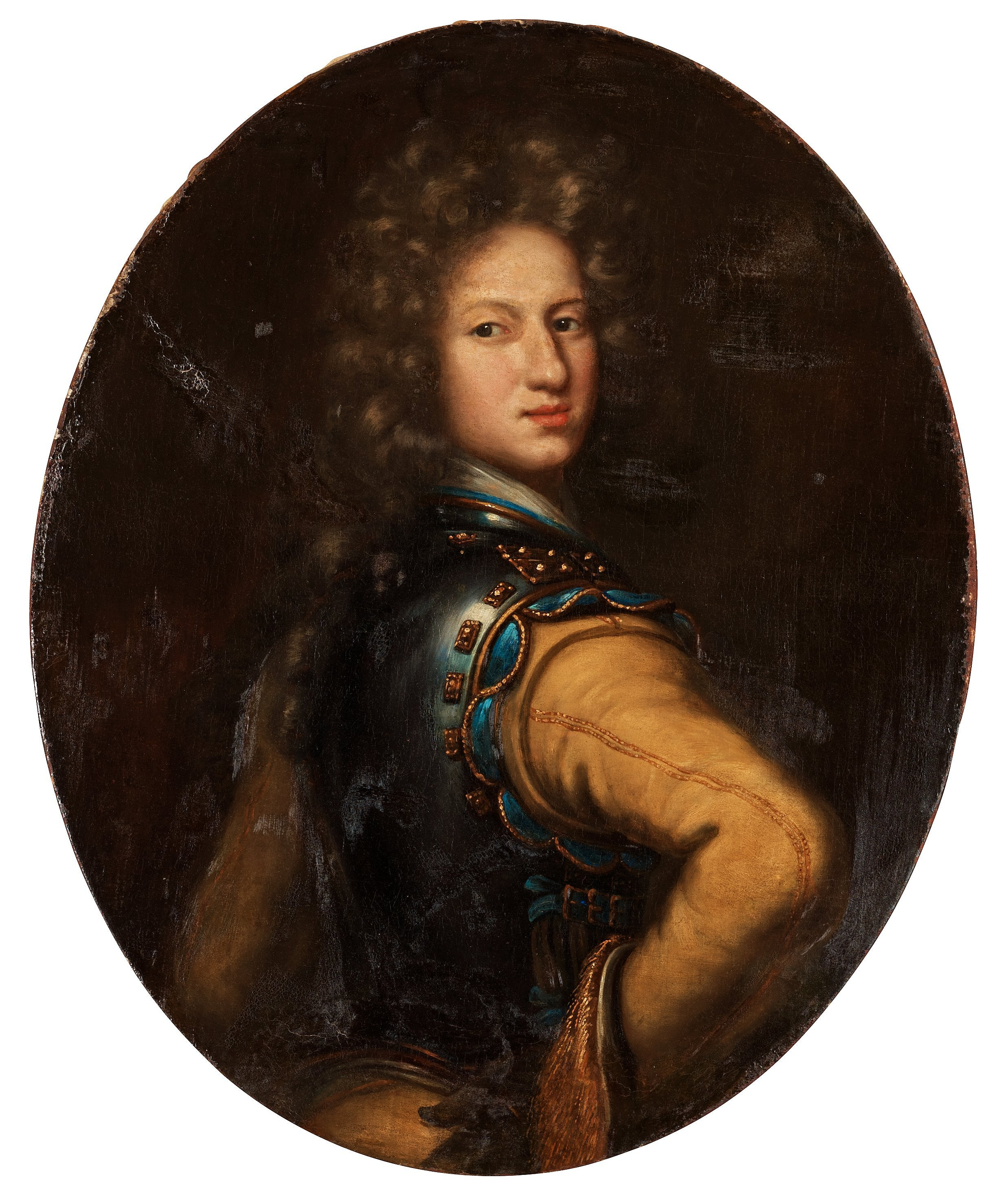
En femtonårig Karl XII iförd militäruniform med stålharnesk 1697, olja på duk av David Klöcker Ehrenstrahl.

Sedan Karls mor Ulrika Eleonora hade avlidit 26 juli 1693, och då hans far var mycket upptagen av rikets styrning, tog hans farmor, änkedrottningen Hedvig Eleonora, hand om de kungliga barnens uppfostran. Karl kom genom detta att få starka band till sin farmor och sina båda systrar, som han genom livet stod mycket nära. Den 5 april 1697 dog även fadern Karl XI av bukspottkörtelcancer, varvid den fjorton år gamle prinsen avslutade sina studier och blev omyndig svensk kung under namnet Karl XII.
Den förmyndarstyrelse som styrde Sverige efter Karl XI:s död bestod av änkedrottningen och de fem kungliga råden: kanslipresidenten Bengt Oxenstierna, Christopher Gyllenstierna, Fabian Wrede, Nils Gyldenstolpe och Lars Wallenstedt. Under deras tid tog styrelsen hand om en svår missväxtskris, som drabbade hela det svenska riket och tog död på tusentals invånare. Den 7 maj 1697, samma år som missväxten var som värst, drabbades även den kungliga familjen av en katastrof. Slottet Tre Kronor, där de nyligen ätit middag, förstördes av en stor eldsvåda. Alla i familjen lyckades dock evakuera i tid. Efter branden inköptes Wrangelska palatset på Riddarholmen och renoverades till ett nytt kungligt palats. Den fjortonårige Karl och hans familj flyttade in i det nya palatset, där de och hovet levde under förmyndarstyrelsens regeringstid, medan Karlbergs slott användes som sommarresidens.
Förmyndarstyrelsens samarbete var instabilt, präglat av medlemmarnas beroende av minnet från den hårda kritik som drabbat Karl XI:s förmyndare. En ständig maktkamp uppstod, där rådsherrarna försökte påverka den unge Karl XII att välja sida i den ständiga konflikten mellan Europas två maktblock: Frankrike å ena sidan och å andra sidan Österrike med sjömakterna England och Nederländerna. För att öka inflytandet över besluten inkluderades Karl XII ofta i överläggningarna. Senare föreslogs att han skulle ta över regeringsansvaret. Vid en riksdag i november 1697, i samband med Karl XI:s begravning, föreslogs av adeln att Karl XII omedelbart skulle förklaras myndig, ett förslag som godkändes av alla fyra stånden. Den ende som motsatte förslaget var prosten Jakob Boëthius från prästerskapet, som av religiösa skäl protesterade mot enväldet som styrelseform. Karl XII svarade genom att låta arrestera Boëthius, som senare dömdes till livstids fängelse. Detta ansågs vara ett exempel på att ingen skulle våga kritisera varken Karl XII, hans myndighetsförklaring eller enväldet offentligt.
Den 8 november 1697 uppvaktades Karl XII av de fyra ståndens representanter som bad honom att ta över regeringen, vilket han accepterade i Guds namn. Den 27 november tillträdde han regeringen, och förmyndarstyrelsen avslutade sitt uppdrag. Den 13 december avlade ständerna sin hyllningsed till Karl XII, som kröntes den 14 december 1697 i Storkyrkan. Vid ritten från slottet till Storkyrkan bar Bengt Oxenstierna rikssvärdet, Christopher Gyllenstierna äpplet, Hans Wachtmeister nyckeln och Fabian Wrede fanan. Vid ceremonin framhölls hans ställning som enväldig kung genom att han inte angav varken någon kungaed inför de fyra stånden eller kungaförsäkran under smörjelseakten, samt att han själv satte kronan på sitt huvud. Själva kröningen förrättades dock av ärkebiskop Olof Svebilius. Ceremonin uppmärksammades av två missöden: kungakronan föll av hans huvud, men återfanns av överstemarskalken Johan Gabriel Stenbock, och ärkebiskopen Olof Svebilius tappade smörjhornet. Kröningsmåltiden hölls i Wrangelska palatset, där Karl XII serverades av rådsherrarna inför stående publik.

## Första regeringsåren (1697–1700)
"Det är inte så lätt att nu bilda sig en bestämd uppfattning om vad man

kan vänta av konungen av Sverige, eftersom han ännu är ganska ung.

Icke desto mindre äro alla överens om, att han är mycket skarpsinnig;

det är allmänt bekant, att han tycker mycket om hårda lekar och att han

alltid har visat böjelse för krig i det han blandat sig i skvadroner, när hans

far, konungen, lät honom strida, vilket inte kunde göras utan fara. Han är

frikostig ända till slöseri. De, som känna honom väl, säga, att han kommer

att få sin fars fasthet i att hålla fast vid ett beslut, som han en gång fattat." 

Karta över stormaktsriket Sverige.

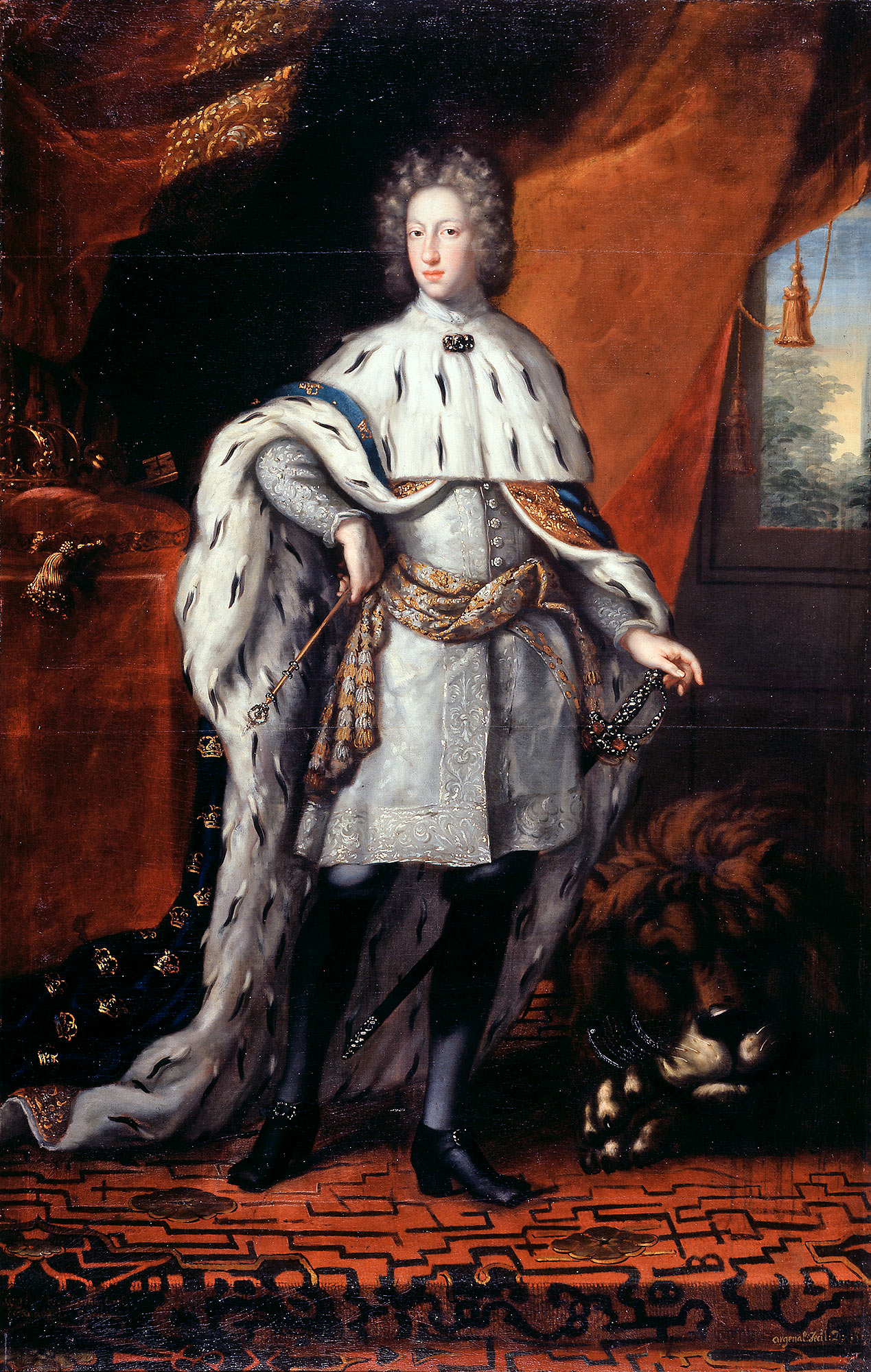
Karl XII iklädd kröningsdräkt 1697, runtomkring honom syns maktens och det kungliga enväldets symboler, till vänster riksregalierna och till höger ett liggande lejon. Olja på duk av David Klöcker Ehrenstrahl.

Karl XII tillträdde som enväldig monark under utmanande inre och yttre förhållanden och följde sin fars politiska system med fokus på enkelhet och disciplin. Han ändrade dock sin regeringsmetod genom att fatta viktiga beslut i ett privat kabinett, till skillnad från Karl XI:s öppna styrelseskick. Karl XII:s blygsamma och skygga natur skilde honom från sin far, men han fortsatte att omge sig med lågadeln och föredrog deras råd framför den aristokratiska eliten. Genom att hålla sitt innersta kabinett begränsat till lägre adelsmän som Tomas Polus och Carl Piper, där den senare blev en av hans närmaste rådgivare, förblev Karl XII och hans politiska beslut gåtfulla och svåra att förstå för utländska diplomater och även för dem i hans innersta krets.
I sina möten med sina rådgivare har omgivningen uppmärksammat kungens kortfattade kommunikationsstil och envishet. Som ung monark av en av Europas mäktigaste stater tvingades Karl XII bära på ett enormt ansvar i hanteringen av statsangelägenheter och diplomatiska förhandlingar. För att dölja sin osäkerhet höll han sig oftast tyst under möten och ville helst undvika långa samtal, vilket bland andra den franske ambassadören Jean Antoine de Mesmes d'Avaux tolkade som brist på självförtroende. Ambassadören var djupt imponerad av kungens starka vilja och envishet, samtidigt som han befarade att dessa karaktärsdrag skulle bli potentiellt farliga såväl för kungen själv som för resten av hans rike. Som enväldig monark tolererade Karl XII ingen inblandning i sitt styre och valde att behålla allt ansvar själv i stället för att konsultera med sina rådgivare.
Karl XII visade samma skygghet gentemot förslag om äktenskap som mot politiska frågor. Tänkbara kandidater som presenterades för honom var prinsessorna Sofia Hedvig av Danmark och Marie Elisabeth av Schleswig-Holstein-Gottorp. Han visade särskilt motstånd mot tanken på att gifta sig med Marie Elisabeth, som han kallade henne "ful som fanden". Han kände sig dragen till Sofia Hedvig, men han bromsades av sina rådgivare som ville utreda de danska intentionerna först. Karl XII var dock fast bestämd med att inte gifta sig vid denna tidpunkt och föredrog att vänta tills han blivit äldre. Detta beslut oroade hans omgivning och komplicerade tronföljdsfrågan som skulle bli aktuell i kungens senare liv.
Under en kort period bröt Karl XII sitt ensamma liv när kusinen, hertig Fredrik IV av Holstein-Gottorp, besökte Stockholm för att fria till kungens syster Hedvig Sofia. Fredrik, känd för sitt vilda levnadssätt, lockade sin unge släkting till en del omtalade nöjen, det så kallade "holsteinska raseriet". När hertigparet efteråt lämnade Sverige samma år fortsatte kungen att roa sig på egen hand genom att spela spratt med sina tjänare och delta i farliga krigslekar som testade hans och andras gränser. Mellan mars och augusti 1698 använde Karl XII en miljon daler silvermynt från statskassan för att förnya Stockholms hovliv med festligheter som baler och teatrar till 1700. Dessa extravaganta evenemang förargade stadens elit och gav utländska diplomater intrycket av en omogen och ansvarslös envåldshärskare. Samtidigt har den unge kungen beskrivits som mycket skarpsynt och för att ha ärvt sin mors givmildhet, vilka var karaktärsdrag som skulle känneteckna honom under resten av hans liv.

### Inrikespolitik
Under Karl XII:s regeringstid behöll han faderns styrelsesätt men försummade inte sina inrikes- och utrikesplikter. De förhoppningar som riksrådet och adelsståndet hyste under hans myndighetsförklaring, att han skulle minska sin makt samt avbryta reduktionen och lindra de hårda räfsterna, kom helt på skam. Reduktionsarbetet avbröts i början av 1700-talet, men inga tidigare förändringar ångrades. Ett markant exempel var rättegången mot Nils Bielke, en av rikets främsta män, som efter direkta påtryckningar från Karl XII blev dömd till döden år 1705 för maktmissbruk. Domen verkställdes dock inte i tid och kungen lät senare benåda Bielke till livet.
Under Karl XII:s regeringstid var han aktiv i rådets justitieärenden och ledde över 157 rådssessioner på två och ett halvt år, som hölls tre gånger i veckan. Han följde Karl XI:s organisation för försvaret, vilket innebar modernisering av gränsfästningar och fullbordandet av örlogsbasen i Karlskrona. Inom den religiösa sfären var han hårt renlärig i de luthersk-ortodoxa konventionerna och förbjöd resor till tyska akademier som påverkades av pietismen. Projektet med en ny bibelöversättning, påbörjad av Karl XI, avslutades 1703 och resulterade i Karl XII:s bibel, som förblev Sveriges kyrkobibel fram till 1917.

### Utrikespolitik
Vid sitt regeringstillträde hade Karl XII ingen erfarenhet inom utrikespolitik och förlitade sig på faderns politiska system för vägledning. Sveriges grundpelare var neutralitet i Västeuropas konflikter och vänskap med sjömakterna England, Nederländerna och om möjligt Frankrike. Under 1698 förnyade Sverige sina förbund med dessa makter, vilka fokuserade på en fredlig och vänskaplig politik. En ambassadbeskickning skickades till Moskva i Ryssland i juli 1699 enligt bruk vid regentombyten, och i november samma år bekräftades den svensk-ryska freden.
Slutligen, för att hålla Danmark-Norge under uppsikt och försvaga det, skulle Sverige alliera sig med huset Hannover och ge kraftigt stöd åt hertigdömet Holstein-Gottorp, med vilket Sverige hade goda relationer sedan Karl X Gustavs tid. Kung Fredrik IV av Danmark, kusin till Karl XII, ville vid denna tid knyta Holstein-Gottorp närmare det egna landet. En incident där danska trupper i maj 1697 förstörde holsteinska befästningar ledde till oro hos Karl XII och rådsherrarna i Stockholm. Svenska diplomater förhandlade med den habsburgske kejsaren Leopold I och sjömakterna för en fredlig lösning. Karl XII beslutade sig dock att på eget bevåg, utan rådslag med varken Oxenstierna eller de övriga rådsherrarna, skicka truppförstärkningar till Holstein-Gottorp för att skydda dess befästningar. Detta beslut kritiserades av hans rådgivare och av Frankrikes kung Ludvig XIV, som fruktade ett nytt nordiskt krig. När svenska trupper placerades i Pommern såg Danmark detta som en oerhörd provokation.

## Krigsåren (1700–1718)

### Krigsutbrottet

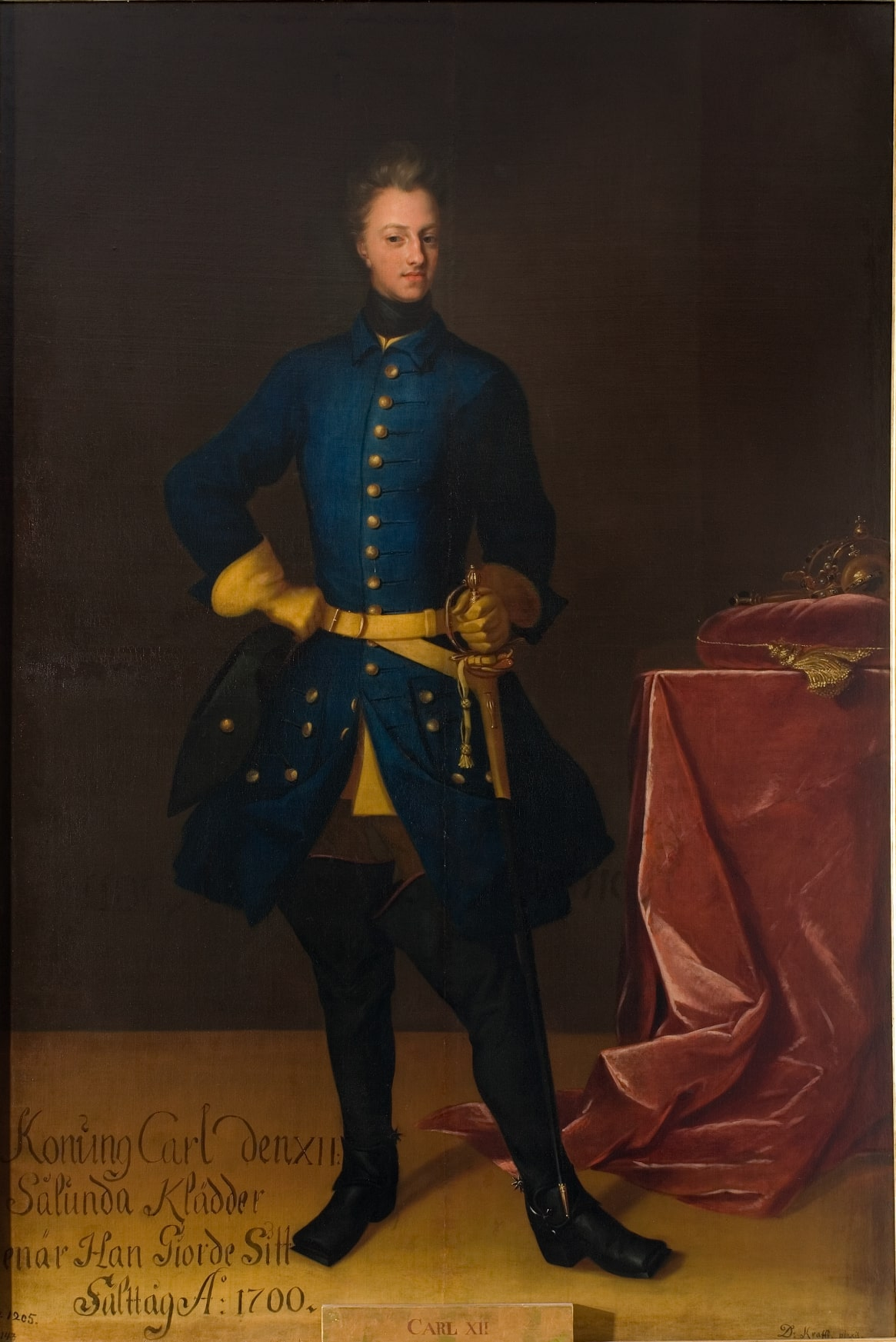
Karl XII iförd sin soldatuniform år 1700. Målning (1706) av David von Krafft.

Karl XII:s kusin August den starke, som var kung av Polsk-litauiska samväldet under titeln August II och kurfurste av Sachsen, planerade tillsammans med den landsflyktige livländske adelsmannen Johann Patkul en erövring av den svenska provinsen Livland. Deras planer stöddes av Fredrik IV av Danmark och tsar Peter I av Ryssland, och de tre partnerna kom att bilda en trippelallians riktat mot Sverige. I februari 1700 attackerade de sachsiska trupperna Livlands huvudstad Riga. Samtidigt invaderade Danmarks kung Fredrik IV och hans armé Holstein-Gottorp. Det svenska indelningsverket sammankallades. Totalt kunde det svenska riket i början av 1700 mönstra omkring 77 000 soldater, där merparten skulle försvara rikets gränser medan en fjärdedel skulle ingå i Karl XII:s huvudarmé. Därmed hade stora nordiska kriget inletts och varade till 1721. Karl XII fick underrättelse om angreppen från Kungsör. Han lämnade Stockholm i hemlighet den 16 april, som han aldrig skulle få återse igen. Under sin tid på fält brevväxlade han flitigt med riksrådet i Stockholm, som han försökte leda från distans, medan han fokuserade alltmer på krig och utrikespolitik. Tack vare Karl XI:s reformer var Sverige väl rustat för krig och genom sin omfattande utbildning var Karl XII väl förberedd att leda sin armé. Samtidigt var kungens rådgivare oroliga för att hans envishet skulle leda till ett jagande efter krigarära.
| ”           | "Det är underligt att bägge mina kusiner vilja hava krig, må så vara. Konung August har brutit ord och avsked. Vi hava en rättfärdig sak; Gud hjälper oss väl. Jag vill först avgöra med den ena, sedan får jag alltid tala med den andra." | „ |
| – Karl XII. | |   |

#### Anfallet mot Danmark

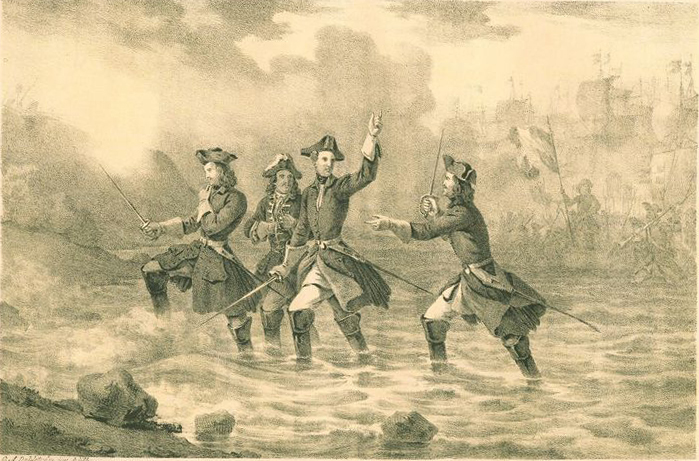
Karl XII vadar i land under landstigningen vid Humlebæk. Målning (1851) av Carl Andreas Dahlström.

I maj anlände Karl XII till Karlskrona och påskyndade upprustningen av den svenska flottan för att den skulle rycka ut till Öresund. Flottan kunde dock inte lämna Karlskrona förrän i juni. Karl XII beordrade generalamiralen Hans Wachtmeister att låta flottan passera den danska flottan som blockerade den västra infarten vid Drogden via den grunda östra infarten vid Flintrännan, vilket lyckades den 3 juli. Flottan samlades även med engelska och holländska eskadrar vid ön Ven, som ville ansluta sig till Karl XII för att återbalansera maktförhållandena i Norden. Tillsammans kunde de bombardera den danska flottan, som retirerade till Köpenhamn. I stället för att undsätta Holstein beslöt den svensk-engelsk-holländska krigsledningen att landstiga på Själland vid Humlebæk söder om Helsingör. Vid sextiden på kvällen den 25 juli landsteg Karl XII med en mindre svensk trupp, som snabbt kunde bortdriva det svaga danska kustförsvaret och etablera ett brohuvud. Karl XII fick sitt elddop i denna operation. Efter två veckor landsattes ytterligare trupper vid Humlebæk och med dessa började Karl XII marschera mot Köpenhamn, som han planerade att belägra och samtidigt bombardera den ankrade danska flottan från både land och hav.
Fredrik IV av Danmark inledde fredsförhandlingar med Holstein-Gottorp efter att ha fått information om Karl XII:s landstigning. Freden i Traventhal slöts den 8 augusti, vilket Karl XII fick veta den 12 augusti. Trots att fredsfördraget bekräftades den 14 augusti ville Karl XII ändå fortsätta marschen mot Köpenhamn för att förstöra den danska flottan. Men efter påtryckningar från sjömakterna och risken för isolering på Själland, tvingades Karl XII avbryta marschen och överskeppas tillbaka till Skåne med sina trupper i slutet av augusti. Detta tillät Danmark att undvika ett totalt nederlag, samtidigt som Karl XII kunde fokusera på de hårt ansatta Östersjöprovinserna.

#### Undsättandet av Östersjöprovinserna

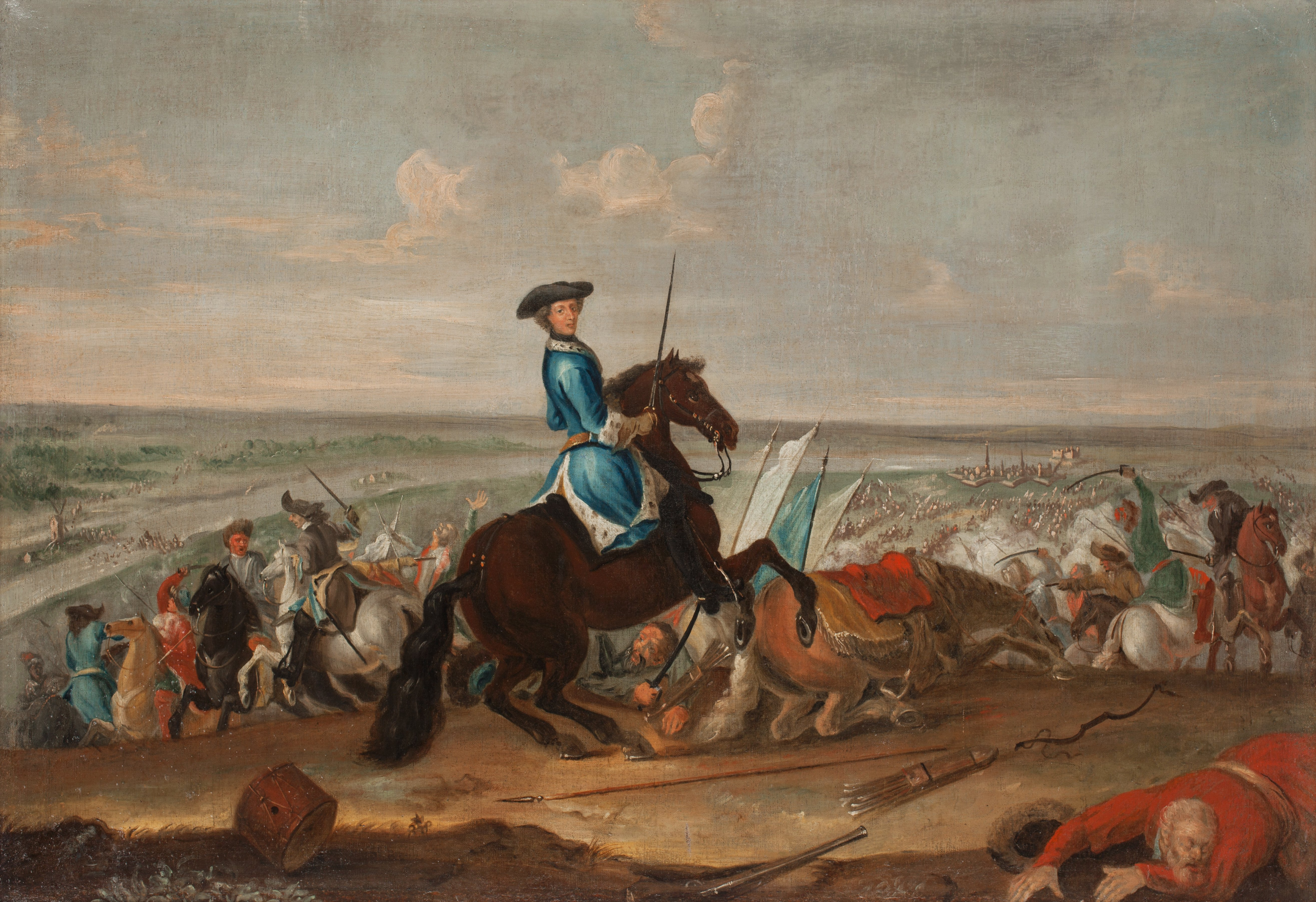
Karl XII i slaget vid Narva av David von Krafft.

Tsar Peter I förklarade krig mot Sverige i augusti 1700 och belägrade Narva i Estland i september samma år. Samtidigt förberedde sig Karl XII och den svenska armén för att flytta till den baltiska fronten efter att Danmark lämnat trippelalliansen. I oktober anlände de till Pernau och tvingade August II att dra tillbaka trupperna till Kurland, vilket avvärjde hotet mot Riga. Den 13 november inledde Karl XII en marsch mot Narva och anlände dit den 20 november. Trots invändningar från sina officerare och en plötslig snöstorm, beordrade Karl XII ett omedelbart anfall mot den tre gånger starkare ryska belägringsarmén. Med vinden i ryggen inledde han slaget vid Narva med ett framgångsrikt anfall som skapade panik bland de ryska trupperna. Karl XII deltog personligen och undkom oskadd. Den ryska armén förlorade omkring en tredjedel av sin styrka och de resterande kapitulerade inför svenskarna, som tilläts återvända till Ryssland efter förhandlingar. Karl XII:s seger väckte starka reaktioner i Europa och hyllades som spektakulär. Den blev även politiskt betydelsefull och följdes av hyllningsvisor, dikter, tal och propagandaskrifter som talade om Guds stöd bakom Karl XII och svenskarna.

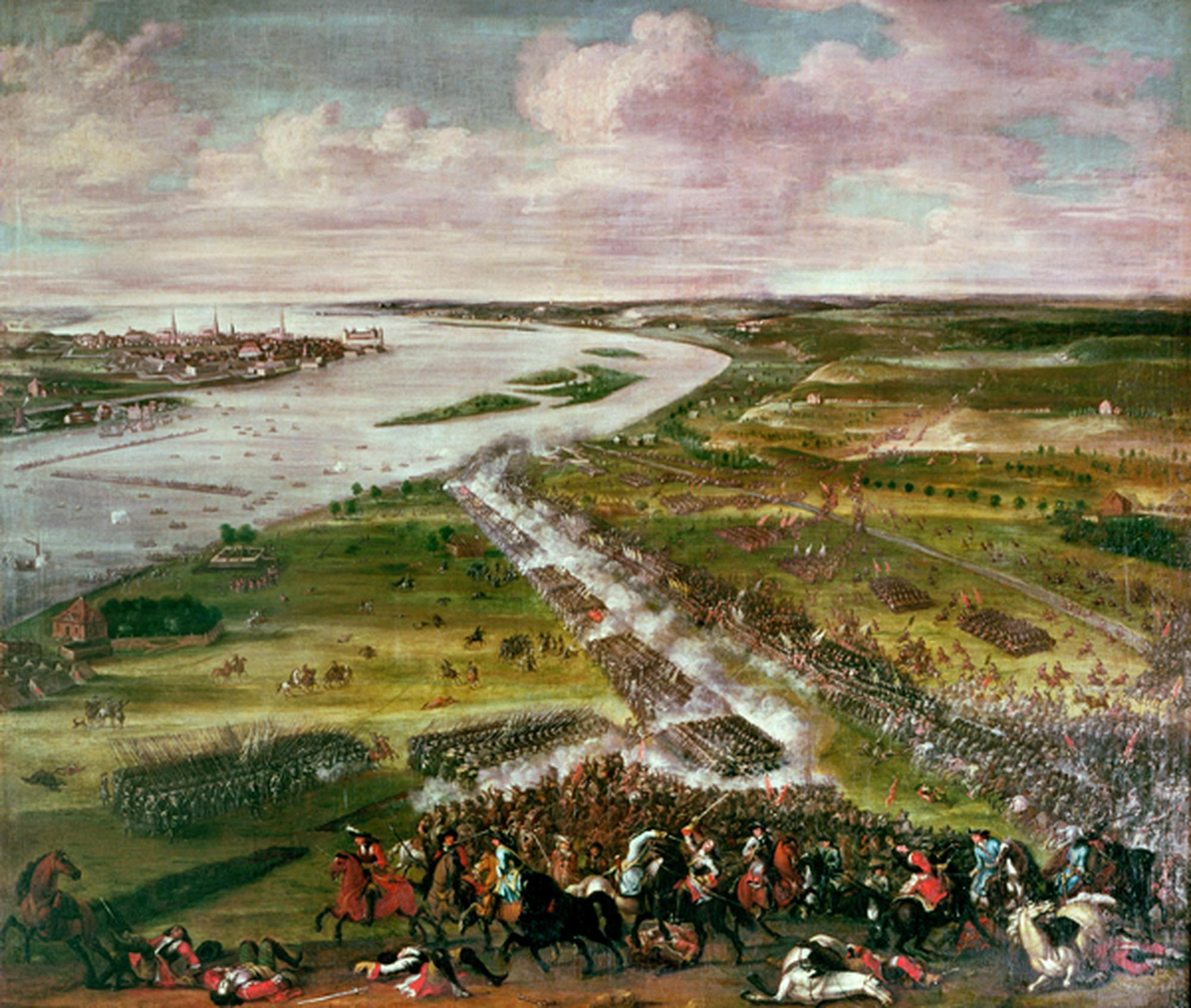
Övergången av Düna, 1701 av Daniel Stawert.

Efter slaget gick Karl XII och den svenska huvudarmén i vinterkvarter nära Dorpat. Under våren förstärktes armén med trupper från svenska fastlandet och i juni marscherade de mot Riga för att möta August II:s sachsiska och ryska trupper. Den 7 juli stod huvudarmén utanför Riga. Karl XII planerade att korsa floden Düna intill staden och möta fienden på andra sidan. Den 9 juli rodde han med den svenska första anfallsvågen över floden och etablerade ett brohuvud efter hårda strider. August II beordrade en reträtt, vilket gav Karl XII en taktisk seger, men misslyckades strategiskt då det svenska kavalleriet inte kunde följa upp och förfölja fienden. Snart ockuperade den svenska huvudarmén hela Kurland. Kort efter Düna-operationen ingick Karl XII ett förbund med adelsfamiljen Sapieha i Litauen, där han skulle ge militärt stöd i deras konflikt med familjen Ogiński, som stödde August II, i utbyte mot deras stöd i kriget mot August II. I början av december 1701 tog Karl XII befälet över en svensk kavalleriavdelning och besegrade en polsk-litauisk vid byn Tryszki i Samogitien. Efter detta försvann Karl XII från sin armé och rykten om hans öde spreds. När han oväntat återvände till det svenska högkvarteret den 30 december beordrade han armén att förbereda sig för avmarsch in i Litauen.

#### Krigspolitiska vägval

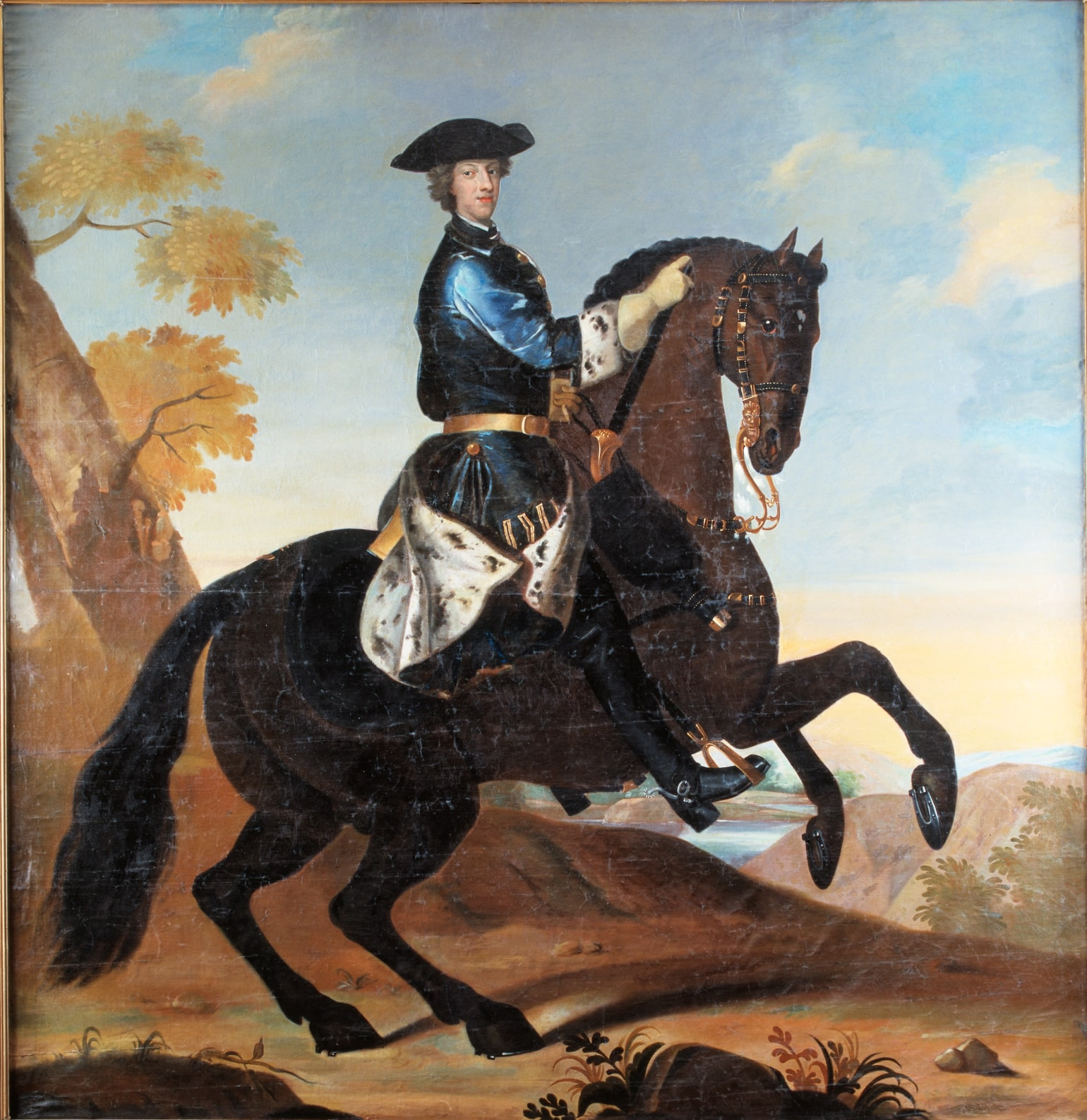
Karl XII ridande på Brandklipparen, en av kungens mest kända hästar som tidigare sägs ha tillhört fadern Karl XI. Målning av David von Krafft.

I september 1701 utbröt en omfattande konflikt i Italien, vilket ledde till det spanska tronföljdskriget mellan Europas maktblock. August II spelade en dubbelroll i konflikten, växelvis erbjudande sina tjänster till båda sidor medan han stärkte sin krigsmakt för Polen. Karl XII:s rådgivare, särskilt Bengt Oxenstierna, föreslog fred med August II och intervention i västeuropeiska konflikten. Andra hävdade att Polen var neutralt, men Karl XII tvivlade på detta, då August II använde polskt territorium som operationsbas för sina sachsiska trupper. Karl XII såg få möjligheter till fred med August II och visade inget intresse för att avvika från sina planerade operationer mot trippelalliansens medlemmar för att engagera sig i den spanska konflikten. Sålunda beslutade han att Sverige skulle upprätthålla strikt neutralitet i västeuropeiska stridigheter. Däremot under fasthållande av den för Sverige gynnsamma vänskapen med sjömakterna för att kunna fokusera på att konfrontera Sachsens och Rysslands arméer. Han ansåg att det var avgörande att besegra August II för att förhindra framtida skador på det svenska riket.
Karl XII:s politik och krigföring syftade till en omfattande omstrukturering av förhållandena i östra Europa. Han såg möjligheten att stödja oppositionen mot August II i Polen för att avsätta honom som kung och utropa en svenskvänlig kandidat, vilket skulle rikta Polens och Sveriges samlade makt mot Ryssland. Hans mål var att driva ut de sachsiska trupperna, hindra ryska framryckningar och finansiera sin krigföring genom kontributioner och brandskatter från Polen. Detta skulle i slutändan resultera i svensk hegemoni i östra Europa. Karl XII:s fokus på Polen ledde till försummandet av försvarslinjen vid Östersjöprovinserna och Finland. Tsar Peter I utnyttjade detta genom att omgruppera sina trupper och erövra områden i Livland och Ingermanland, där han vid floden Neva grundade staden Sankt Petersburg år 1703. Samtidigt som rapporter om ryska framryckningar nådde Karl XII, blev han livligt anbefalld av sina rådgivare att han skulle bistå de hotade Östersjöprovinserna i stället för att fortsätta kriget mot August II i Polen. Karl XII var dock fast besluten att först avgöra det polska dilemmat på slagfältet innan han skulle göra gemensam sak med Peter I.

### Polska fälttåget

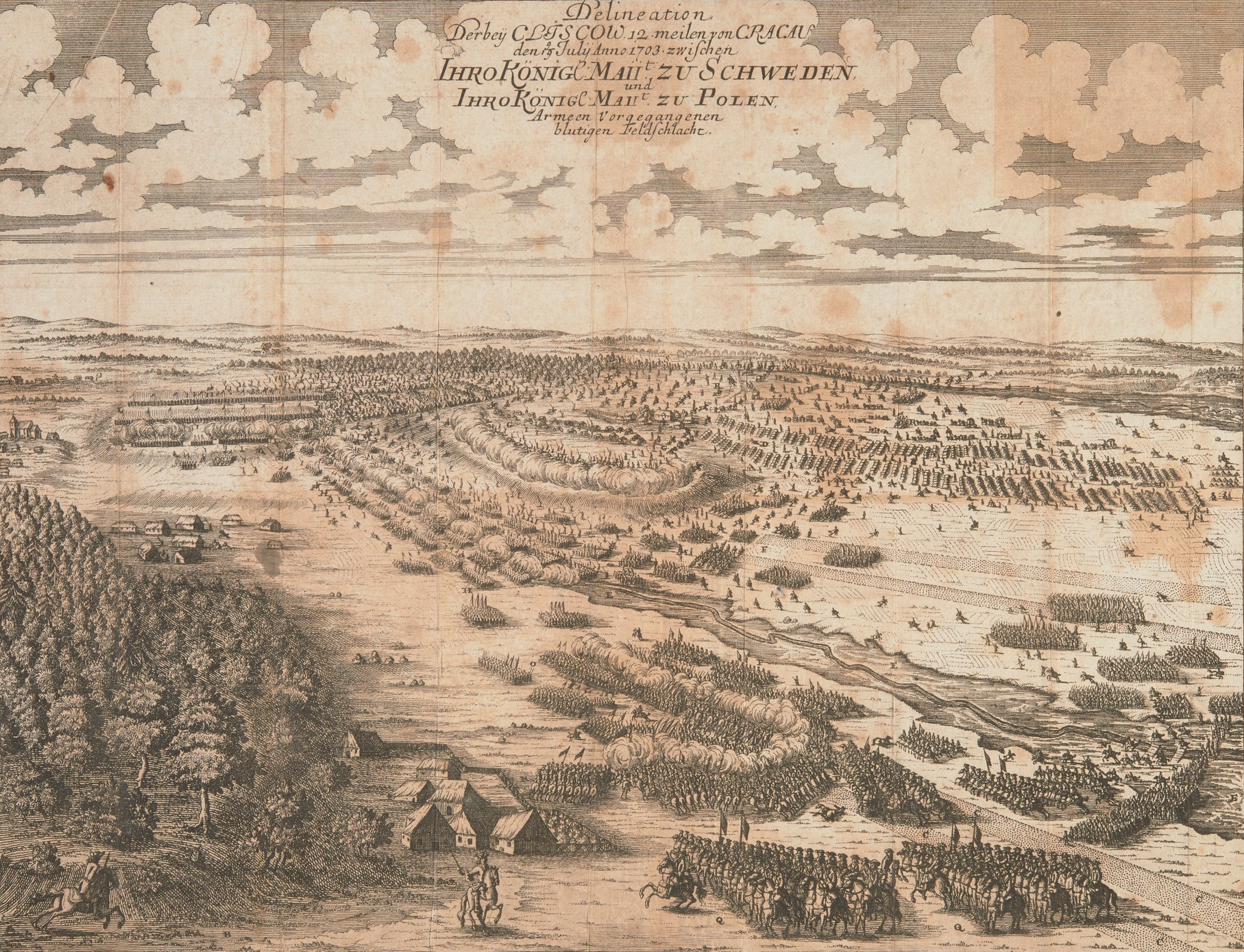
Samtida kopparstick av slaget vid Kliszów den 9 juli 1702.

I början av 1702 marscherade Karl XII in i Litauen och senare mot Warszawa, som han intog utan strid den 14 maj. Efter misslyckade förhandlingar med de polska adelsfraktionerna avtågade han mot Kraków för att möta August II. I slaget vid Kliszów den 9 juli segrade Karl XII genom improvisation och självbehärskning mot en förskansad sachsisk-polsk armé. En stor förlust för Karl XII personligen var att hans svåger Fredrik av Holstein-Gottorp stupade under slaget. Efter segern vid Kliszów fick Karl XII ökad operativ frihet i Polen, men han misslyckades återigen med att förfölja den sachsisk-polska armén. August II drog sig tillbaka till Kraków för förstärkningar och fortsatte sedan till Sandomierz. Karl XII erövrade Kraków den 29 juli och samlade in en brandskatt på 60 000 riksdaler. Den 19 september bröt Karl XII sitt vänstra lårben i en ridolycka och var sängliggande i sex veckor. Han kunde gå på kryckor till julen, men benbrottet medförde att han fick en lätt haltande gång under resten av livet. Efter att ha fått försträrkningar från Pommern marscherade han till Lublin i början av oktober och slog vinterkvarter där.
Under våren 1703 bröt Karl XII upp från vinterkvarteret och marscherade mot Warszawa, dit han anlände i början av april 1703. Där fick han underrättelser om den polska sejmens starka lojalitet till August II. Efter misslyckade förhandlingar med ärkebiskop Michał Stefan Radziejowski marscherade Karl XII norrut och besegrade en sachsisk kavalleriavdelning vid Pułtusk den 21 april. Han nådde Thorn i mitten av maj och inledde en belägring mot dess sachsiska garnison, som kapitulerade den 3 oktober. Karl XII samlade ett rikt byte på 100 000 riksdaler och förstörde stadens befästningsverk. Efter att ha intagit Elbing och indrev en brandskatt på 136 000 riksdaler från Danzig gick han i vinterkvarter i Västpreussen och etablerade sitt högkvarter i Heilsberg i biskopsdömet Ermland den 22 december.

#### August II:s detronisering
Under de första tre åren i Polen visade Karl XII:s armé sin slagkraft medan August II visade svaghet. Efter att ärkebiskop Radziejowski kallat till en svenskvänlig konfederation av polska adelsmän i Warszawa avsattes August II som kung den 6 februari 1704. Som svar bildades Sandomierzkonfederationen av adelsmän som stödde August II. Karl XII planerade att placera en av Johan III Sobieskis söner, i första hand Jakob Sobieski, på den polska tronen. Men August II lyckades kidnappa Sobieski och dennes bror Konstantin och fängsla dem i Sachsen. Karl XII tvingades därmed leta efter en ny kandidat och efter långa underhandlingar föreslog han vojvoden Stanisław Leszczyński. Kungavalet ägde rum den 2 juli, trots motstånd från Radziejowski, och Stanisław valdes till kung. Men varken Radziejowski eller Vatikanen ville kröna honom, vilket tvingade Karl XII att fortsätta sitt fälttåg mot August II för att tvinga ut honom ur Polen innan Stanisław kunde bli krönt till kung.
Den 20 augusti 1704 slöt Peter I och August II ett nytt anfalls- och försvarsförbund i Narva, där Sandomierzkonfederationen skulle delta i ett inbördeskrig mot Stanisław Leszczyński. Karl XII fick förstärkningar från Sverige och tågade mot sydöstra Polen. Den 27 augusti erövrade han Lemberg och tog stora förråd och en brandskatt på 300 000 riksdaler. Efter att ha fått veta att August II med sina sachsiska och ryska trupper hade återtagit Warszawa, lämnade Karl XII Lemberg och marscherade mot Warszawa. När han nådde stadens utkanter beslutade August II att retirera till Sachsen. Karl XII förföljde dem och mötte det sachsiska infanteriet under general Johann Matthias von der Schulenburg vid Punitz den 28 oktober, där en kort strid utbröt. Schulenburg lyckades fly till Sachsen med sina trupper, varpå Karl XII fortsatte att förfölja och massakrera ryska och kosackiska trupper vid Tillendorf och Oderbeltsch. Med fiendetrupperna borta förlade Karl XII sin armé i vinterkvarter nära Schlesien.
Trots Karl XII:s starka ställning i Polen var Stanisław ännu inte krönt och August II inte besegrad. I början av sommaren 1705 försökte Karl XII få till stånd Stanisławs kröning från högkvarteret i Rawicz i västra Polen. När en polsk-sachsisk kavalleriavdelning gjorde ett misslyckat försök att störa kröningsprocessen den 21 juli, tvingades Karl XII i augusti förflytta sin armé till Błonie utanför Warszawa. Han kvarlämnade en armékår under general Carl Gustaf Rehnskiöld, som hade order att bevaka västra Polen. Den 14 september 1705 lät Karl XII personligen övervaka kröningen av Stanislaw till Polens kung i Warszawa. Den 18 november slöts fred och försvarsförbund mellan Sverige och Polen, där länderna skulle samarbeta militärt mot Ryssland och protestanter i Polen skulle få utökade rättigheter. För att stödja August II lät Peter I under sommaren 1705 skicka ryska och kosackiska trupper till östra Polen.

#### Uppgörelsen med Sachsen

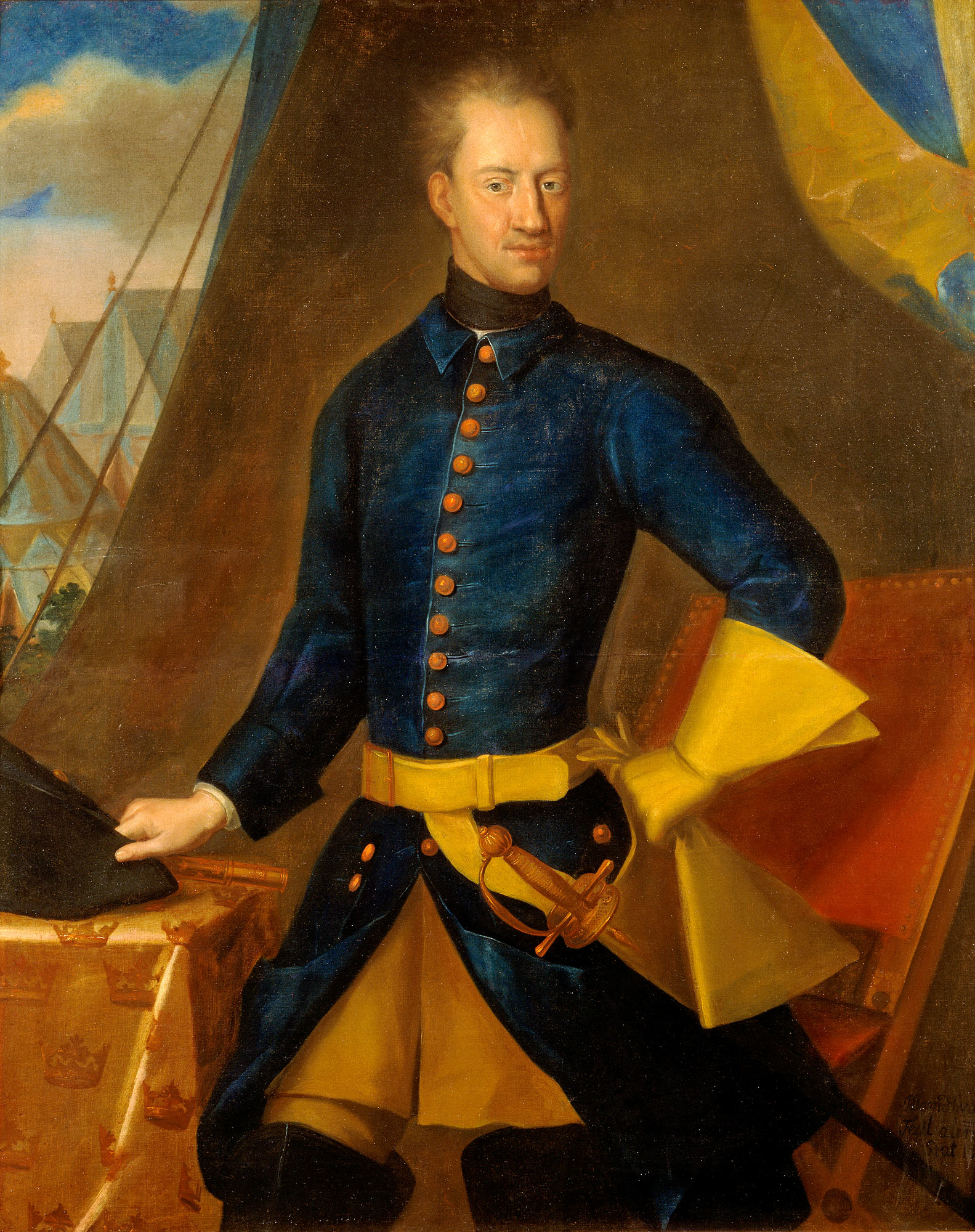
Karl XII i Altranstädt (1706) av Johan David Schwartz.

Den 29 december 1705 inledde Karl XII en vintermarsch mot östra Polen med sin huvudarmé och samarbetade med polska styrkor ledda av Jan Kazimierz Sapieha och Józef Potocki. Målet var att anfalla en dubbelt så stor rysk och sachsisk armé under befäl av August II, general Aleksandr Mensjikov, som befann sig nära Grodno. Efter en snabb marsch på arton dagar nådde Karl XII och hans armé Grodno den 15 januari 1706 och överraskade de ryska och sachsiska trupperna som retirerade in i staden. Grodno belägrades inte på grund av bristande försörjning, så svenskarna och polackerna omringade staden för att svälta ut fienden. En del av fienden, inklusive August II och Mensjikov, lyckades dock lämna staden den 18 januari. Från Sachsen samlade August II en armé under general Schulenburg för att anfalla Karl XII bakifrån.
Den 3 februari 1706 möttes Schulenburgs armé och Rehnskiölds armékår i slaget vid Fraustadt, där Rehnskiöld triumferade och Schulenburg förlorade tre fjärdedelar av sin armé. Karl XII kunde då sätta ytterligare press på den instängda ryska armén i Grodno. Efter att ha fått vetskap om förlusten vid Fraustadt beordrade Peter I att den ryska armén i Grodno skulle evakueras till Lillryssland. Armén lämnade Grodno den 31 mars 1706 och förstörde bron över Njemen för att hindra förföljelse. Karl XII försökte följa efter, men han stoppades av de svårframkomliga Pinskträsken. Den decimerade ryska armén hade förlorat hälften av sitt manskap sedan inneslutningen av Grodno. Efter att ha stannat i Pinsk-området i en månad, flyttade Karl XII sina trupper till Lutsk i Volynien. Han skickade en kavalleriavdelning som efter hårda strider lyckades jaga bort kosackerna från östra Polen. Den svenska vinteroffensiven blev därmed en stor framgång, men August II gav fortfarande inte upp sina anspråk på den polska kronan. Karl XII beslutade således att avsluta sin kamp mot August II genom att genomföra en riskabel marsch mot Sachsen. Den svenska armén skulle då operera i Tysk-romerska riket, vilket kunde leda till en krigsförklaring från den habsburgske kejsaren Josef I. Karl XII beslöt ändå att ta den risken.

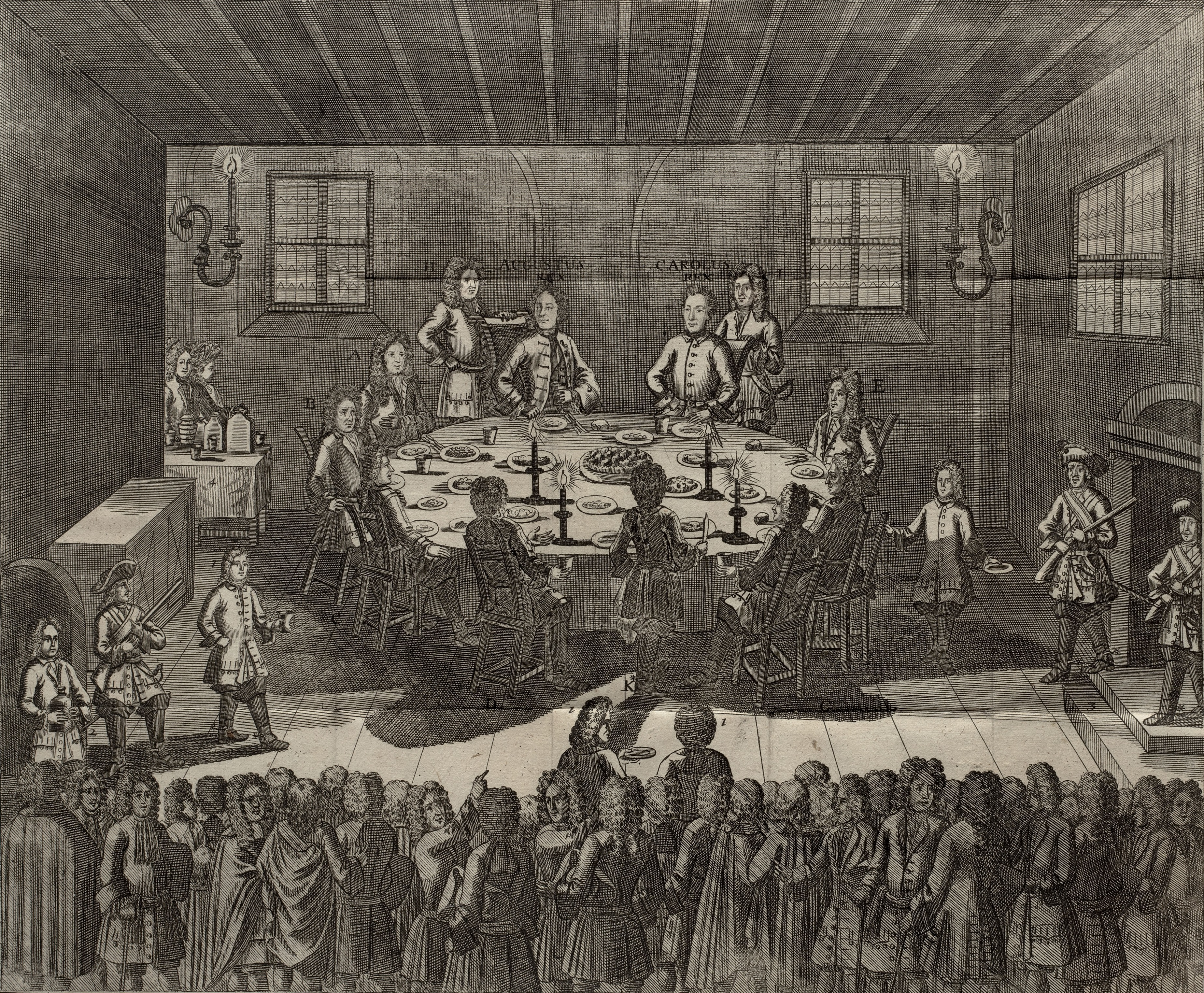
Samtida kopparstick som avbildar den officiella taffeln med Karl XII och August II efter undertecknandet av freden i Altranstädt.

I juli 1706 lämnade Karl XII Lutsk och förenades med Rehnskiölds armékår i augusti innan han korsade gränsen till Sachsen i slutet av månaden. Hans intrång orsakade protester i Wien, men inga krigshandlingar följde från kejsarens sida. Förhandlingar inleddes när den svenska armén nådde Altranstädt i september och resulterade i fred med Sachsen. Fördraget tvingade August II att bryta sin allians med Ryssland och erkänna Stanisław Leszczyński som kung av Polen. Andra villkor inkluderade frigivning av bröderna Sobieski, utlämning av Johann Patkul och att Sachsen skulle stå för den svenska arméns underhåll under vintern. Patkul avrättades den 10 oktober 1707, vilket användes i den fientliga propagandan mot Sverige och Karl XII. En uppgörelse från August II:s sida var att avtalet skulle hållas hemligt för Peter I av rädsla för hans reaktion. Under den svenska arméns vistelse i Sachsen erövrade ryska trupper östra Polen. En kombinerad sachsisk-polsk-rysk armé besegrade en svensk styrka vid Kalisch, som var ovetande om det hemliga avtalet. När Karl XII fick reda på detta offentliggjorde han avtalet och avsättningen av August II som kung i Polen.

### Högkvarteret i Altranstädt

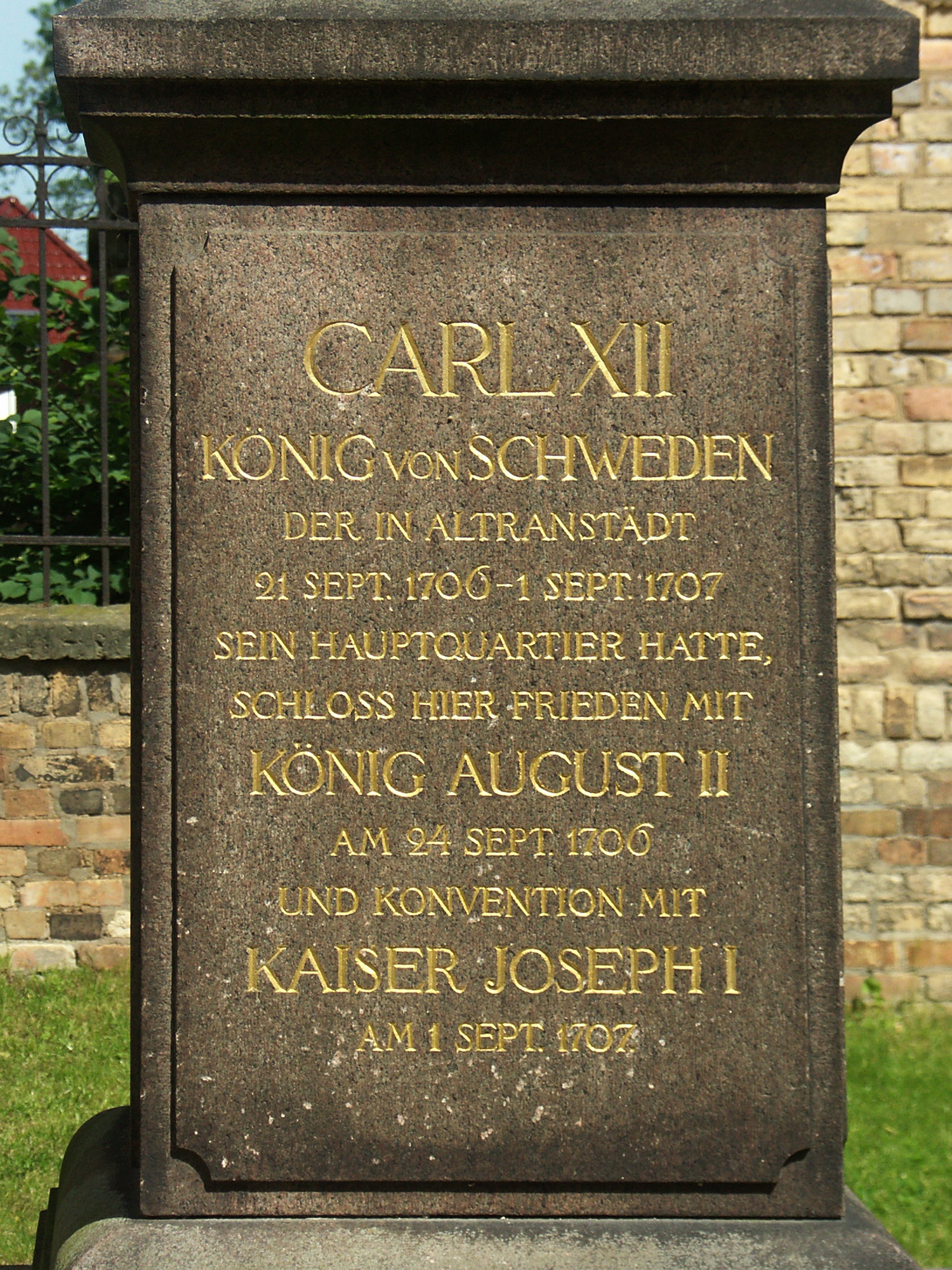
Minnesmärke över Karl XII:s vistelse i Altranstädt.

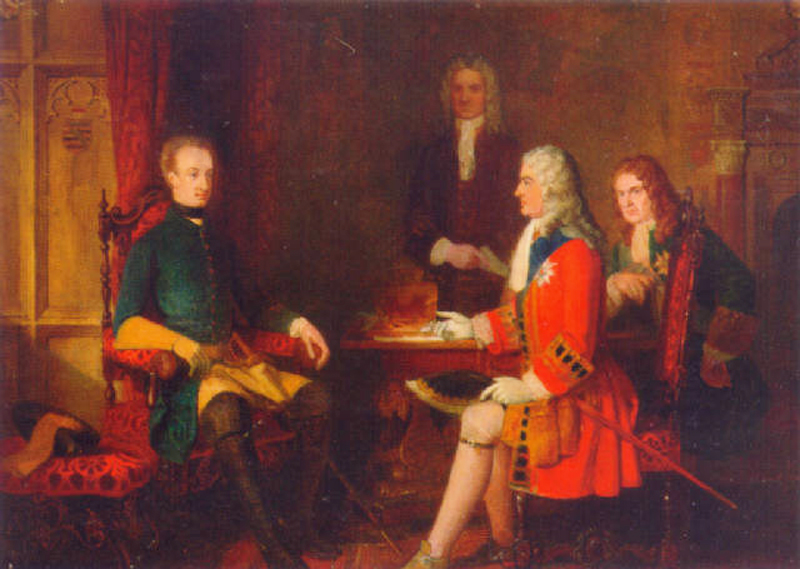
Karl XII:s möte med John Churchill, hertig av Marlborough (1887) av Henry Edward Doyle.

Under ett år förlade den svenska armén sig i Sachsen och finansierade sin verksamhet genom krigsskatter enligt Altranstädtfördraget. Under denna period utrustade Karl XII sin armé, rekryterade från Sverige och värvade nya regementen i Tyskland. Vid deras första möte visade både Karl XII och August II hövlighet, men detta förändrades när Karl XII fick tag på August II:s hemliga korrespondens med tsar Peter I, vilket ledde till skärpta krav och återbekräftelse av freden. Under tiden i Sachsen förvandlades Karl XII:s högkvarter till en plats för fester, baler, teaterföreställningar och gästabud, vilket blev en central punkt i den europeiska politiken. Många furstar, diplomater, militärer och lycksökare från hela Europa samlades i Altranstädt för att träffa den segerrike kungen. De flesta fick dock endast en glimt av honom när han höll öppna tafflar i slottet Altranstädts stora matsal. Många blev förvånade över hans utseende och uppträdande. Enligt den engelske ambassadören i Berlin, Thomas Wentworth, var Karl XII "lång och ståtlig men omåttligt smutsig och ovårdad. Hans uppträdande är mera ohyfsat än man skulle vänta sig av en så pass ung man." I ett brev till professor Johan Upmarck Rosenadler beskrev Uppsalastudenten Anders Alstrin att kungen "kommer mig så underlig, så singlulier och obegriplig för i allt det hangör, i alla åthävor och miner, så att jag kan intet så säga, dock är han så nådig och gör sig så gemen med alla. Intet konterfej av alla de jag sett är honom rätt likt." Enligt författaren Bengt Liljegren var Karl XII inte omedveten om uppmärksamheten kring honom, men att han inte tycktes fästa sig mycket vid det.
Under pågående spanska tronföljdskriget var flera makthavare i Europa nyfikna på Karl XII:s kommande militära drag och vilken sida han skulle välja. Den antifranska alliansen hoppades att han skulle lämna Sachsen och vända sig mot Ryssland, då svenskarnas närvaro vid Österrikes norra gräns försvagade de kejserliga truppernas möjligheter att bekriga Frankrike. Drottning Anna av Storbritannien skickade sitt sändebud, hertigen av Marlborough, till Karl XII för att sondera terrängen. Mötet mellan Marlborough och Karl XII blev inte särskilt hjärtligt, men till hertigens stora lättnad meddelade kungen att han vidmakthöll sin linje om neutralitet i tronföljdskriget. En konflikt uppstod dock mellan Karl XII och kejsaren Josef I på grund av bristen på religionsfrihet för protestanter i Schlesien enligt bestämmelserna i Westfaliska freden. Efter hot om ockupation av hela provinsen och förhandlingar med Preussen, Storbritannien och Nederländerna, tvingades Österrike ge efter. Altranstädtkonventionen undertecknades den 22 augusti 1707, vilket återställde trosfriheten för Schlesiens protestanter. Trots ett uteblivet löfte om en evangelisk trippelallians mellan Sverige, Preussen och Hannover, hade Karl XII genom sina förhandlingar säkrat sin rygg inför det kommande ryska fälttåget.

### Ryska fälttåget

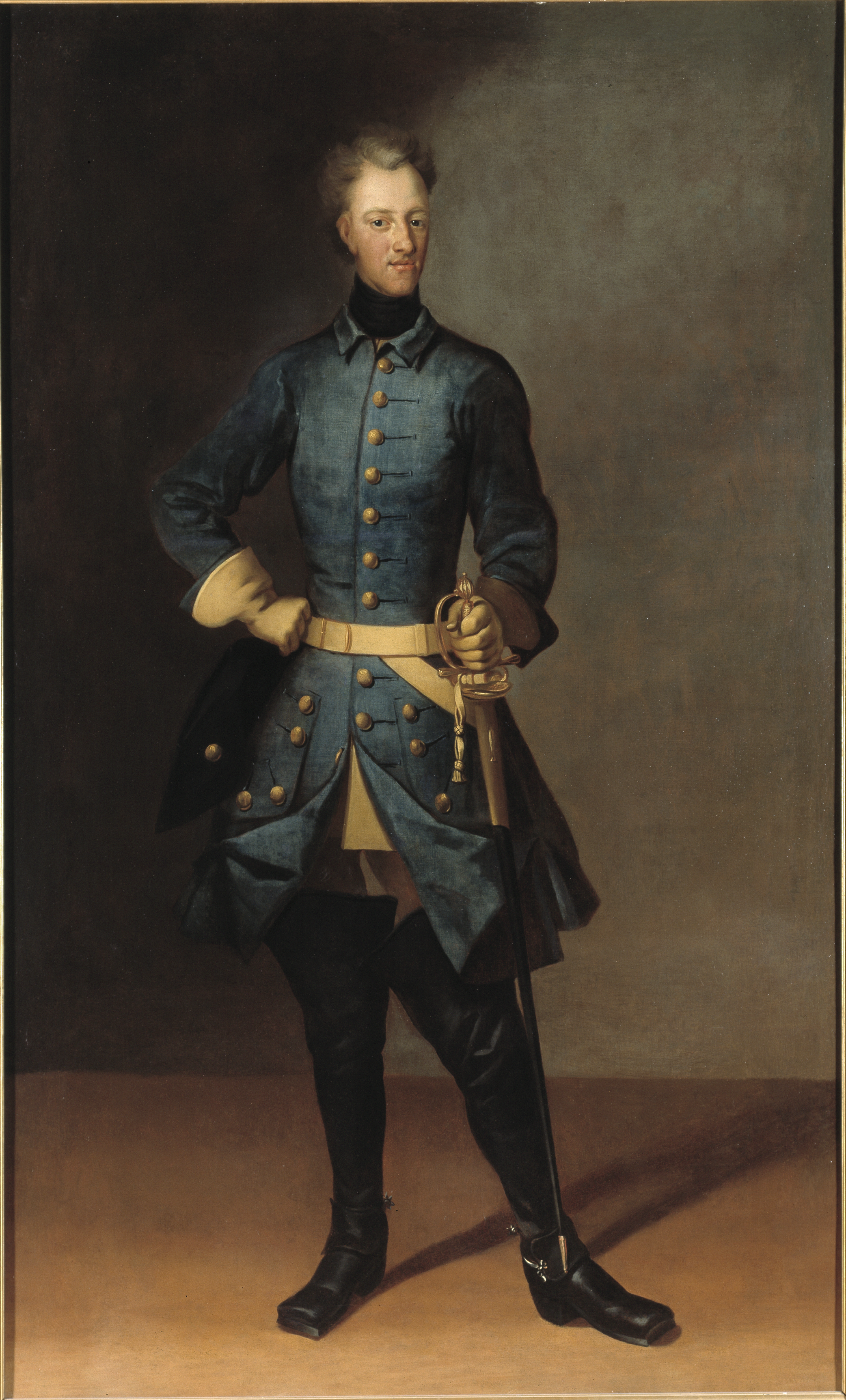
Karl XII (1707) av David von Krafft.

Den 22 augusti 1707 lämnade den svenska huvudarmén Sachsen och Karl XII inledde därmed sin marsch mot Ryssland. Armén gjorde halt i västra Polen i en och en halv månad, där Karl XII lämnade en armékår under generalmajor Ernst Detlof von Krassow för att konsolidera Stanisławs välde. Karl XII fortsatte österut med en armé på 33 000 man, medan Peter I hade omkring 100 000 trupper stationerade i Polen, Ingermanland, Livland och Lillryssland. Efter att ha slagit vinterkvarter kring Brześć Kujawski i oktober, korsade Karl XII den frusna Weichsel den 30 december och marscherade genom Masurien. Efter motstånd från masuriska bönder som bedrev gerillakrig, nådde Karl XII Grodno den 28 januari 1708 och drev bort en rysk garnison. Under våren planerade han sitt fortsatta fälttåg i samarbete med de missnöjda zaporizjakosacker under hetman Ivan Mazepa, med vilken han hade bedrivit förhandlingar sedan fälttågets inledande skede. Kungens mål var att nå Moskva och han beordrade även förstärkningar och proviant från general Adam Ludwig Lewenhaupt i Kurland.
Den 4 juli 1708 mötte Karl XII en överlägsen rysk armé, vilken tvingades till reträtt efter slaget vid Holowczyn. Efter segern kunde Karl XII etablera sig nära Dnepr och inta staden Mogilev den 8 juli innan han den 5 augusti tågade mot den ryska gränsen. Peter I försökte undvika en direkt konfrontation med Karl XII genom att beordra sina trupper att dra sig tillbaka och tillämpa brända jordens taktik. Överfall organiserades mot svenska förband, särskilt nära byarna Malatitze och Rajovka. Efter att ha stött på svårigheter längs vägen till Moskva, tvingades Karl XII att vända söderut mot Severien och planerade att övervintra där, men fann att ryska trupper redan hade intagit huvudorten Starodub. Senare när general Lewenhaupt hade slagits med Peter I:s armé vid Lesna den 29 september, där han råkade förlora värdefull proviant och trupper, blev Karl XII bekymrad över framtiden för sitt fälttåg.
Samtidigt som den svenska huvudarmén led av hungersnöd, sjukdomar och deserteringar, ledde Karl XII sina trupper söderut över floden Desna för att möta Mazepa och hans kosacker i Lillryssland. Efter att ha säkrat övergången av Desna den 2 november och sammanstrålat med Mazepa, förbättrades svenskarnas försörjningsläge i Lillryssland. I staden Baturin fanns rikliga förråd på livsmedel och ammunition som Mazepa hade utlovat till Karl XII. Tsaren sände en expedition för att bränna Baturin och avrätta Mazepas kosacker. Detta tvingade Karl XII att gå i vinterkvarter i Romny, där hans trupper utsattes för överfall och psykologisk krigföring från tsarens trupper. Den stränga vintern ledde till tusentals förluster bland de svenska soldaterna under marschen söderut. Karl XII erövrade Veprik efter svåra strider och tunga förluster. Av logistiska skäl fortsatte huvudarmén mot floden Vorskla och överlevde på områdena runt den. Efter vinteroffensiven vid Oposjnja och Krasnokutsk längs med Vorskla hittade Karl XII lämpliga försörjningsområden norr om Poltava. Han sökte även efter nya allianser och stöd från den osmanske sultanen Ahmed III och tatarerna på Krim, liksom hyste förhoppningar om förstärkningar från Polen.

#### Vändpunkten vid Poltava

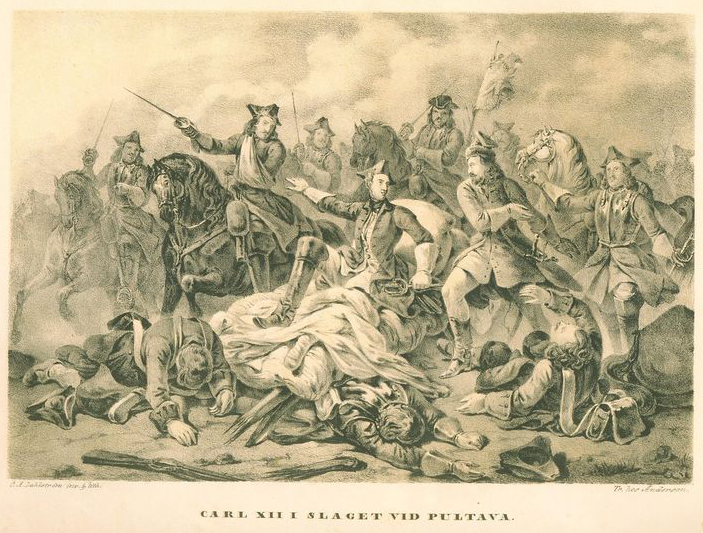
Carl XII i slaget vid Pultava (1851) av Carl Andreas Dahlström.

I maj 1709 inledde Karl XII en belägring av Poltava för att hålla fienden sysselsatt och locka ut Peter I till ett fältslag. Belägringen pågick i sex veckor med flera skärmytslingar runt staden och längs med Vorskla. Mitt i juni anlände Peter I med en armé på cirka 75 000 man för att undsätta Poltava. Vid en skärmytsling den 17 juni träffades Karl XII i vänster fotblad av en rysk muskötkula. Under några dagar svävade hans liv i fara till följd av sårfeber och kraftig blodförgiftning. Den 21 juni korsade Peter I:s armé Vorskla och etablerade ett befäst läger utanför Poltava den 26 juni. Samtidigt som Karl XII började kvickna till fick han veta dagen därpå att Stanisław och von Krassow inte kunde erbjuda någon hjälp. Trots dessa bakslag och arméns prekära läge beslutade sig Karl XII för att anfalla tsarens läger vid Poltava den 28 juni. Kungen närvarade under anfallet personligen och bärandes på en bår som spänts mellan två hästar. Slaget vid Poltava ledde till ett förödande nederlag för den svenska anfallsstyrkan på grund av dålig rekognosering och oordning i befälsföringen. Dessa resulterade i den mest förlustbringande militära sammandrabbningen i Sveriges historia, då den svenska styrkan förlorade två tredjedelar av sitt manskap.

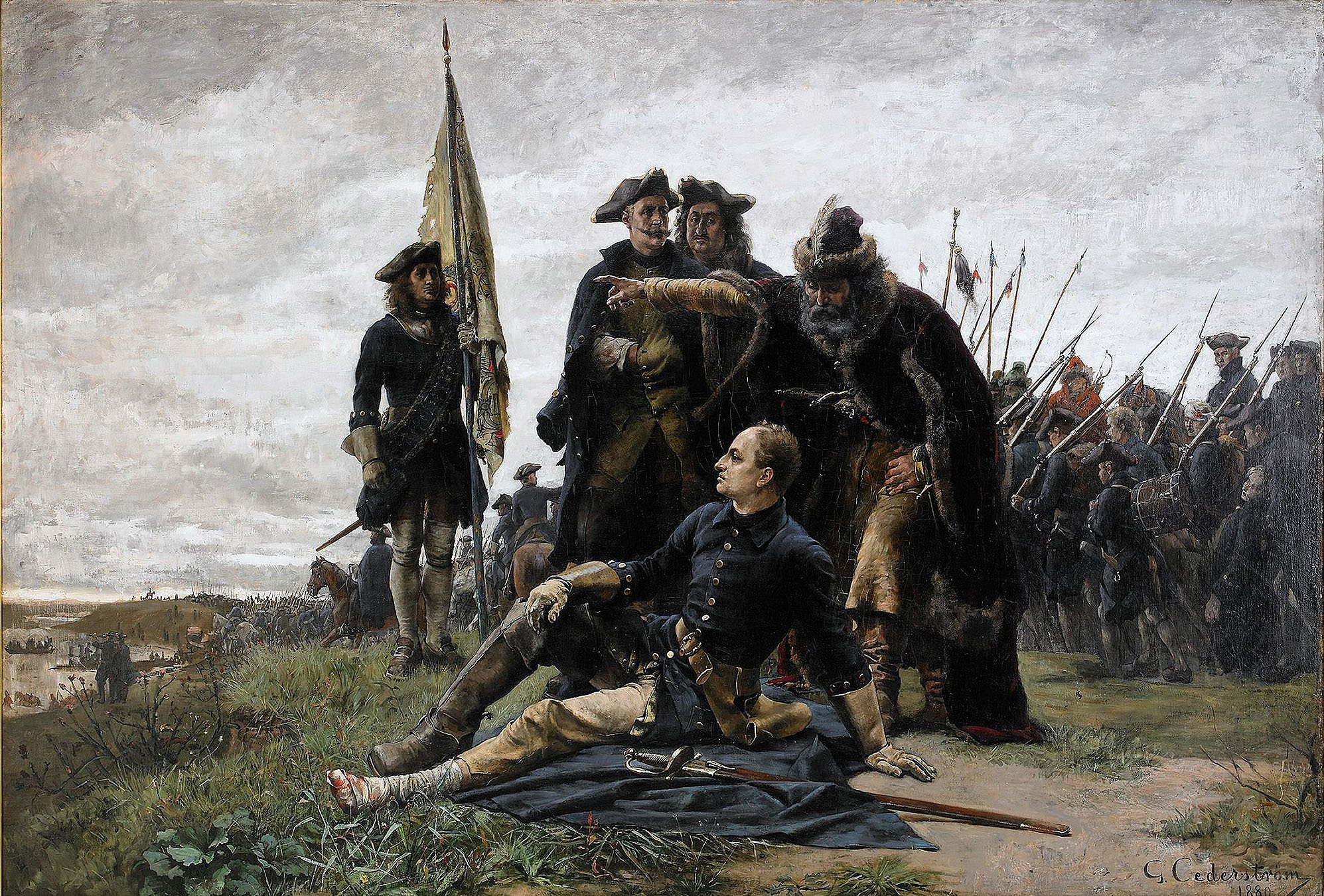
Ivan Mazepa uppmanar Karl XII att sätta sig i säkerhet på andra sidan av Dnepr. Målningen från 1880-talet föreställer målaren Gustaf Cederströms nationalromantiska tolkning av det historiska förloppet.

Karl XII lyckades undvika fångenskap och retirerade söderut längs Vorskla med återstoden av sin armé och allierade kosacker för att söka stöd från tatarerna. Men förvirring och modlöshet rådde bland hans generaler. Vid byn Perevolotjna vid Dnepr övergick Karl XII tillsammans med Mazepa och cirka 3 000 svenskar och kosacker floden på natten till den 1 juli för att förbereda arméns mottagande av tatarerna, medan de övriga trupperna under general Lewenhaupt skulle följa efter. Lewenhaupt kapitulerade dock utan motstånd när Mensjikov krävde det. Detta resulterade i att resterna av den svenska huvudarmén, bestående av över 16 000 soldater och 6 000 civila, hamnade i rysk fångenskap. Karl XII blev rasande över nyheten om kapitulationen och kom aldrig att förlåta Lewenhaupt. I sina senare brev till Hedvig Eleonora och Ulrika Eleonora lade han skulden på Lewenhaupt för kapitulationen, men erkände dock att han själv indirekt hade en del i den.
Karl XII:s nederlag vid Poltava och Perevolotjna ledde till en avgörande seger för Ryssland och blev en stor militär katastrof för Sverige. Det markerade en vändpunkt i kriget till förmån för anfallsförbundet mot Sverige och resulterade i förnyade anfall mot det försvagade svenska riket från flera fronter. August II förnyade sina förbund med Peter I och Fredrik IV, tågade in i Polen med sina sachsiska trupper, återtog sin kungamakt och ogiltigförklarade tidigare fredsfördrag. Danmark förklarade krig 18 oktober 1709 mot Sverige och en dansk armé invaderade Sverige, men besegrades av general Magnus Stenbock i slaget vid Helsingborg i februari 1710. Segern vid Poltava möjliggjorde för Peter I att återuppta sin offensiva krigföring mot det svenska riket genom att ockupera både Livland och Finland. Senare kom segern att markera början på Sveriges slutliga nederlag och kejsardömet Rysslands övertagande som den ledande makten i norra Europa efter kriget.

### Vistelsen i Osmanska riket

Karl XII (1710) av Mikael Dahl.

Karl XII och hans följe korsade floden Bug den 5 juli, varefter de med kort varsel undvek en rysk styrka som övermannade en grupp svenskar och kosacker som blev kvar nära floden Dnepr. De sökte asyl i det turkiska territoriet och blev mottagna i Otjakov. Sultanens utsände, serasker Jussuf pascha, godkände deras asylansökan men placerade dem i staden Bender för att undvika konfrontation med Ryssland. Men Karl XII att bosätta sig där och kamperade i stället vid floden Dnestr utanför staden. Han genomgick en framgångsrik fotoperation i slutet av juli, men han kunde inte gå ordentligt på två månader. Efter Mazepas död den 22 september mottog Karl XII ett lån från hans förmögenhet. Ungefär vid denna tidpunkt fick kungen nyheten om att hans syster Hedvig Sofia hade avlidit i smittkoppor den 12 december 1708. Han tog förlusten mycket hårt och det skulle ta ett års tid innan han slutligen kunde acceptera hennes död. Saknaden efter henne gjorde att han kom att anförtro sig allt mer åt systern Ulrika Eleonora.

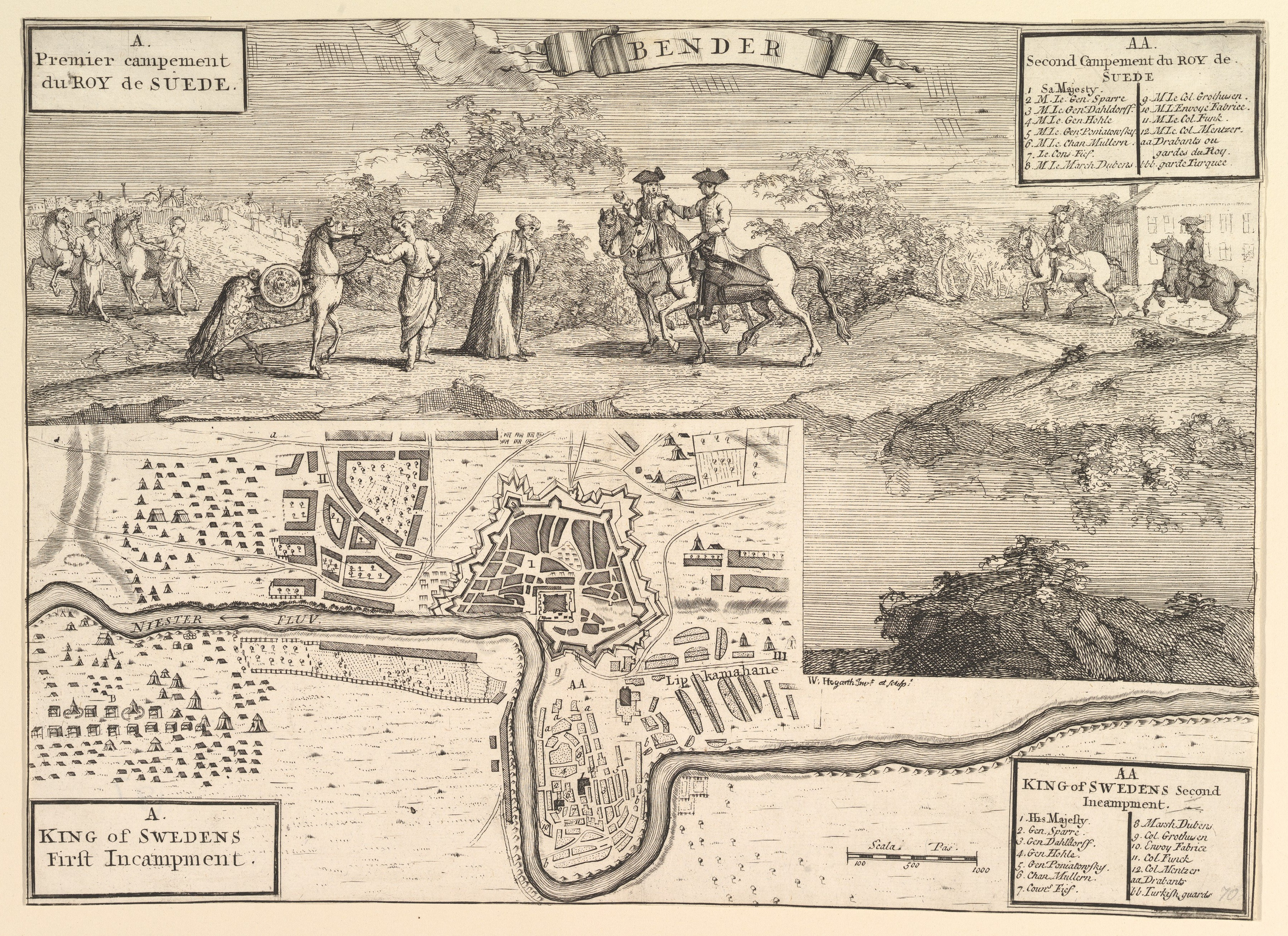
Karl XII:s läger Karlopolis utanför Bender. Gravyr (1724) av William Hogarth från Aubry de La Motrayes reseberättelse.

Karl XII styrde Sverige på avstånd från Osmanska riket, med bas i byn Varnița norr om fästningen i Bender, som från juli 1711 utvecklades till staden Karlopolis. Statsförvaltningen blev mycket ineffektiv, eftersom en resa för en svensk kurir genom Europa kunde ta mellan tre och tolv månader. Casten Feif och Gustaf Henrik von Müllern blev kungens närmaste rådgivare i Karlopolis. Mellan 1710 och 1713 finansierade Karl XII tre expeditioner till Främre Orienten med fokus på bibliska länder. Syftena inkluderade insamling av etnografiska och kulturhistoriska material, studier av Osmanska rikets förhållanden, och utforskning för ett handelsavtal med osmanerna. Kungen ägnade stor uppmärksamhet åt resenärerna vid deras återkomst, från vilka han mottog ritningar, turkiska varor och exotiska djur. Inspirerad av islamisk arkitektur, som i Sofiamoskén, korresponderade Karl XII med Nicodemus Tessin om slottsbygget i Stockholm med visionen att skapa en sluten residensanläggning av hela det stora slottsområdet.
Karl XII mottog storslagna gåvor från sultanen och andra turkiska dignitärer, och i enlighet med turkiska sedvänjor visade han sin tacksamhet genom frikostiga presenter trots sina begränsade ekonomiska resurser. Efter att ha förlorat stora delar av krigskassan vid Perevolotjna var hans ekonomiska läge extremt ansträngt, vilket tvingade honom att ta ut lån från västeuropeiska handelshus och privatpersoner i det Osmanska riket. Hans kreditvärdighet försämrades gradvis under vistelsen i Turkiet, och 1714 var den så dålig att han endast kunde ta lån till ockerräntor. Totalt skuldsatte sig Karl XII för omkring 2,5 miljoner riksdaler under sin tid i Osmanska riket, motsvarande hälften av Sveriges årliga statsinkomster, varav nästan en halv miljon var till privatpersoner.

#### Turkisk diplomati

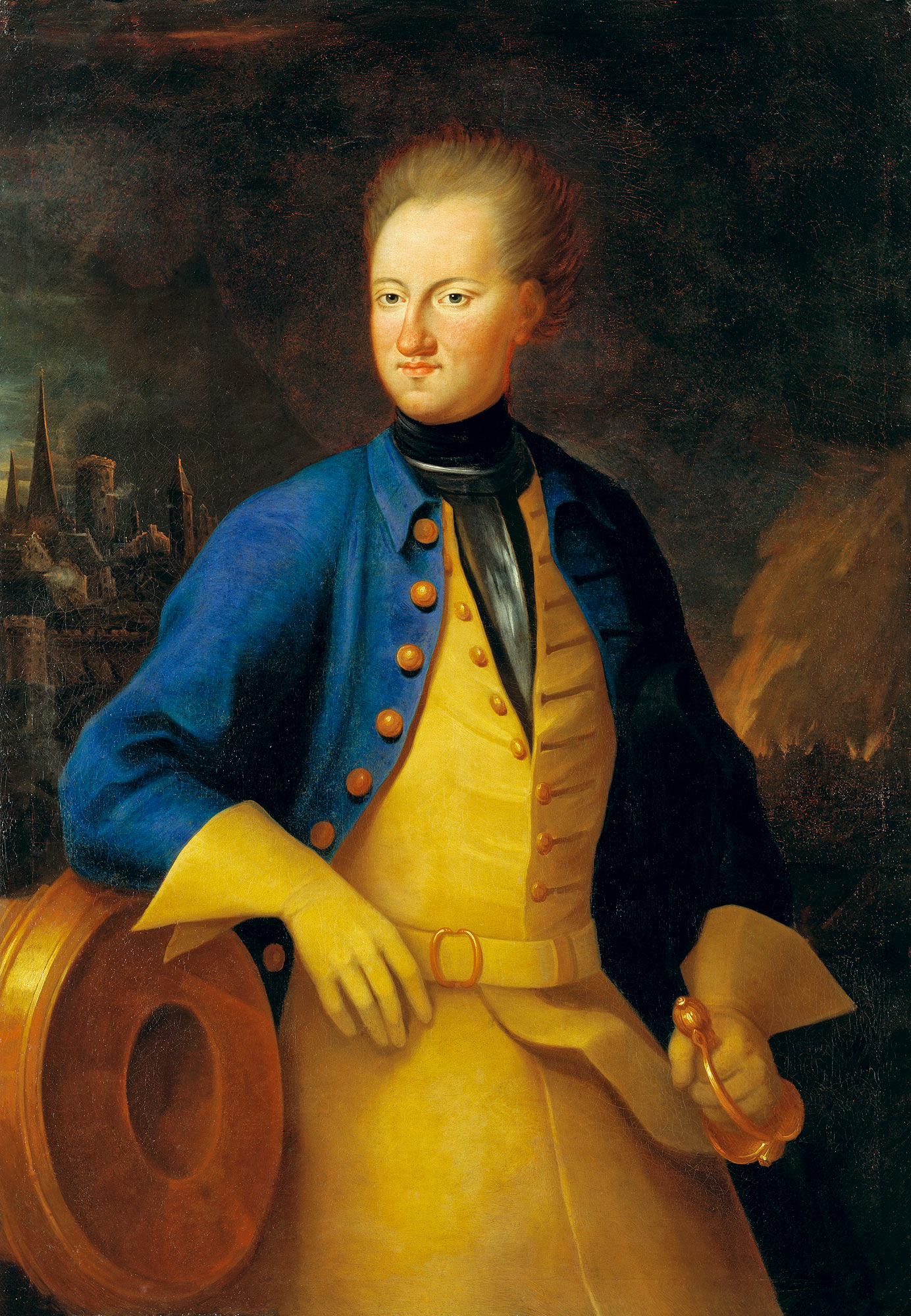
Karl XII i Bender. Målning (1715) av Axel Sparre.

Under sin vistelse i Osmanska riket försökte Karl XII få stöd för en sydeuropeisk front mot Ryssland och avsättning av August II från Polens tron. Han planerade ett anfall mot Peter I med hjälp av svensk-turkiska-tatariska styrkor. Trots försök att påverka Turkiet att gå i krig mot Ryssland stötte han på motstånd från den turkiska ledningen, i synnerhet från storvesiren Çorlulu Ali pascha. Storvesiren bedrev en passiv utrikespolitik och försökte hålla Karl XII kvar i Turkiet som ett pressmedel mot Ryssland. Efter att ha hjälpt till med att störta Çorlulu i juni 1710, lyckades Karl XII övertyga Ahmed III att krigsförklara Ryssland. Peter I svarade med att under våren 1711 korsa gränsen till Turkiet med en rysk armé. Karl XII erbjöds att delta i en turkisk motoffensiv, men avböjde då han inte fick ta befäl över styrkorna. Vid Prutfloden i juli 1711 omringades Peter I av en turkisk-tatarisk armé, vilket tvingade tsaren till förhandlingar. Karl XII försökte personligen delta i förhandlingarna, men fred hade redan slutits mellan parterna innan han kunde göra någon påverkan. Den enda punkten som berörde Sverige i fredsavtalet var att tsaren lovade att inte hindra Karl XII:s hemfärd. Kungen krävde då 80 000 turkiska och tatariska soldater för sin hemresa. Då storvesiren Baltacı Mehmet pascha endast kunde erbjuda 8 000 man till kungens förfogande, beslutade Karl XII att avvakta med sin hemresa.
Efter fredsuppgörelsen bröt Turkiet återigen med Ryssland då Peter I inte uppfyllde sina åtaganden. Storvesiren uppmanade Karl XII att återvända till Sverige och erbjöd en eskort på 12 000 man, men kungen vägrade. Efter Baltacı Mehmets avsättning förklarade sultanen återigen krig mot Ryssland, men inga större konflikter uppstod då Peter I lovade att uppfylla sin del av Prutfreden. I hösten 1712 tog Ahmed III personligen över utrikespolitiken och då ryssarna fortfarande inte hade uppfyllt sina åtaganden planerade sultanen ett nytt anfall mot Ryssland 1713, vilket sågs som en ny möjlighet för Karl XII att fortsätta kriget. Karl XII gav general Stenbock fullmakt att rusta upp och landsätta en svensk armé i Pommern, vilket hälsades med tillfredsställelse i Turkiet. Stenbock landsteg i Pommern i september 1712, men i stället för att gå mot Polen inledde han förhandlingar med August II, vilket kom som en stor besvikelse för Karl XII och Turkiet. Sultanen insisterade på att Karl XII skulle omedelbart skickas hem för att leda den svenska armén.

#### Kalabaliken i Bender

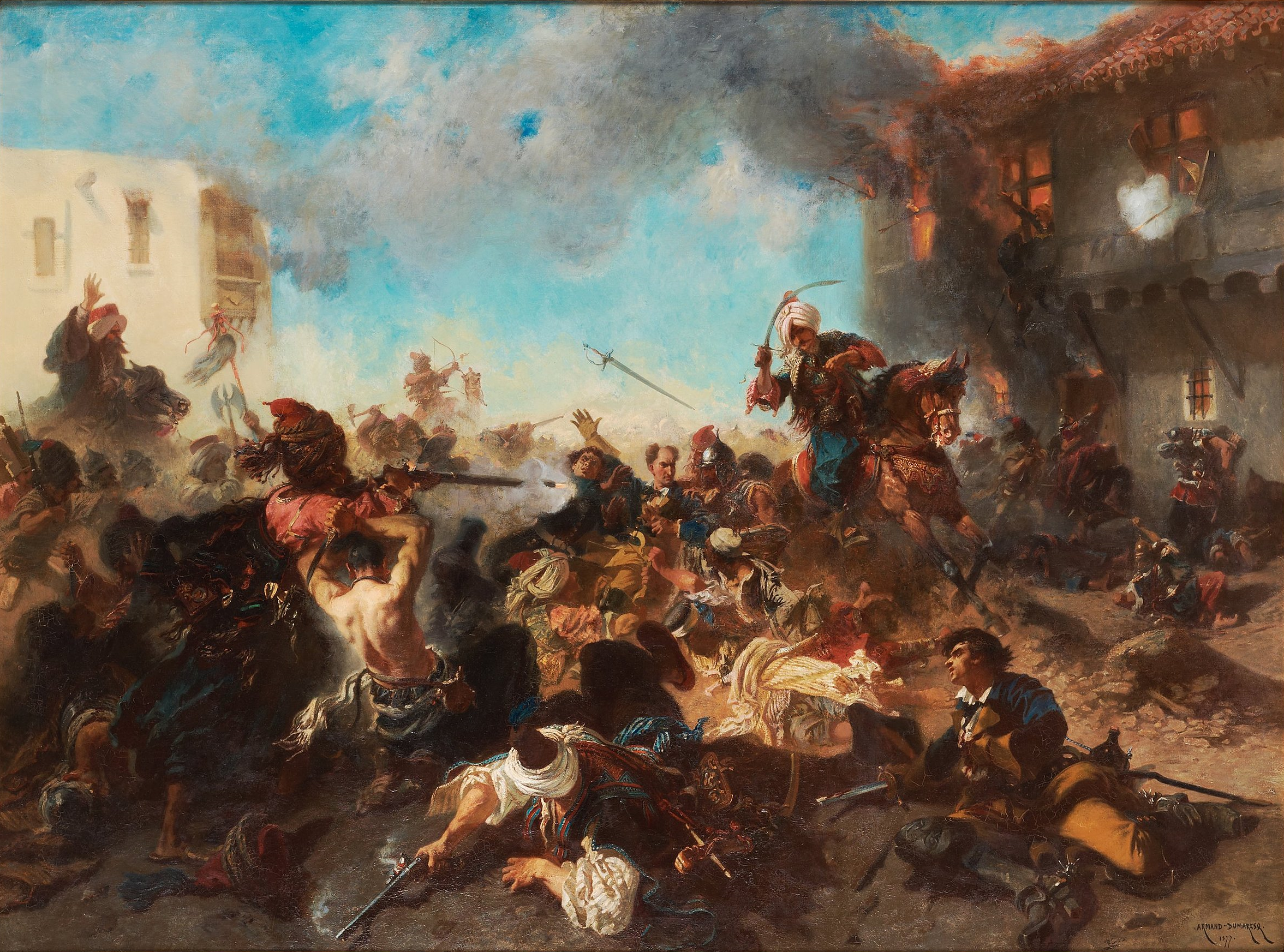
Kalabaliken i Bender (1877) av Charles Édouard Armand-Dumaresq.

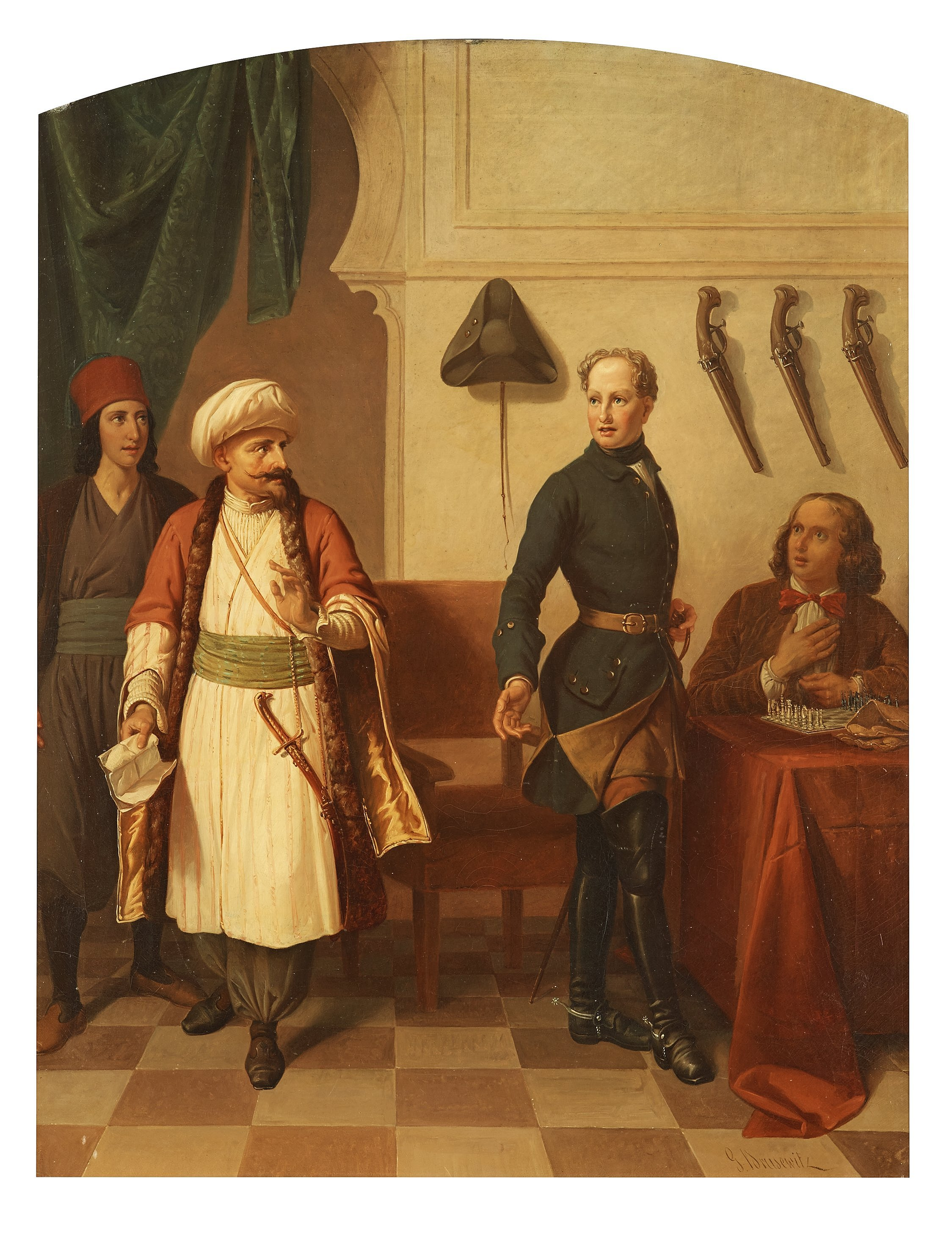
Kung Karl XII i Bender av Gustaf Brusewitz.

Ahmed III gav order om att Karl XII skulle tas till fånga med försäkran om att kungen inte skulle skadas. Samtidigt erbjöd sultanen kungen en eskort på omkring 10 000 man hem genom Polen, vilket Karl XII avböjde av rädsla för att överlämnas till fienden. Sultanen hotade sedan kungen med våld om denne inte lämnade frivilligt. För att tvinga ut svenskarna användes belägringstaktik och blockad av livsmedelsförsörjningen. Men Karl XII förblev passiv i sitt läger och förberedde sig för strid. Den 31 januari 1713 samlades en turkisk-tatarisk armé utanför det svenska lägret. Nästa dag meddelade janitsjarerna att deras anfall skulle avbrytas ifall kungen skulle överlämna sig åt dem i utbyte mot en gisslan, men kungen vägrade. Kort efteråt utspelades en hård strid i det svenska lägret där 500 svenskar togs till fånga, medan kungen själv och 45 svenska soldater och civila tjänstemän försvarade sig i lägrets kungshus. Livdrabanten Axel Erik Roos utmärkte sig särskilt under striden och ska enligt vittnen ha räddat Karl XII:s liv tre gånger under samma dag, bland annat genom att skydda kungen med sin egen kropp. Efter flera timmars strid blev kungshuset nedbränt och Karl XII och de övriga svenskarna blev sultanens fångar. Händelsen, känd som "kalabaliken i Bender", väckte starka reaktioner runtom i Europa och ledde till att Karl XII fick det turkiska smeknamnet Demirbaş ("Järnhuvudet").
| ” | "Konungens ansikte bar intet spår av sorgsenhet eller nedslagenhet, men övre delen av näsan och örsnibban voro litet rispade och blodiga av den kula janitsjaren avskjutit [...] Konungen hade dessutom fått ett ögonbryn svett, toppen av mössan kluven av ett sabelhugg, ett lätt sår i vänstra handen och slutligen sin dräkt nedblodad och söndersliten på flera ställen. För övrigt iakttog man alltid hos honom samma själsstorhet och samma stolthet. Man försäkrade mig vid detta tillfälle, att ingen kunde hava ett värdigare uppträdande än denne furste i allt vad han företog sig, och jag har aldrig sett någon, som tagit sig bättre ut till häst". | „ |
| – Aubry de La Motraye, Utdrag ur Motrayes dagbok i sin beskrivning av Karl XII kort efter kalabaliken 1713. | |   |

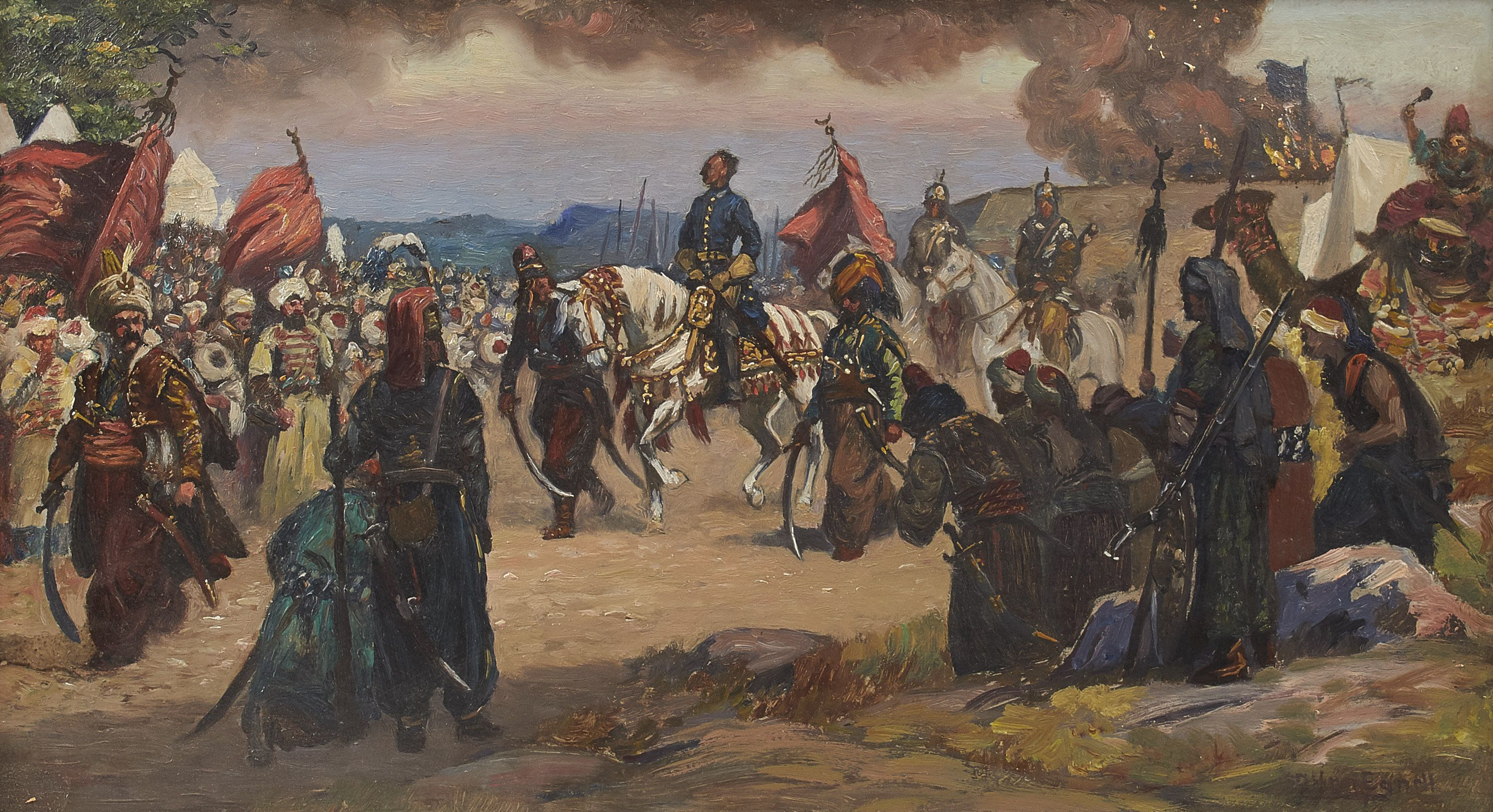
Karl XII blir bortförd av turkiska soldater efter kalabaliken 1713. Målning av Allan Egnell.

Några dagar före kalabaliken fick Ahmed III bud om general Stenbocks seger vid Gadebusch, vilket övertygade honom om den svenska arméns kapacitet utan Karl XII. Turkarna ville rätta till situationen genom att befria kungen och de svenska fångarna. Tre månader senare förklarade de krig mot Ryssland för fjärde gången. Karl XII:s diplomater arbetade också för att få de skyldiga för kalabaliken straffade och använde Ludvig XIV som påtryckningsmedel. Då sultanen fruktade för sin egen ställning tvingades han genomföra omfattande utrensningar där flera höga ämbetsmän avskedades. Några månader senare skedde en omsvängning i den osmanska politiken, där Karl XII och Sverige inte längre ansågs lika viktiga i sammanhanget. Orsaken var de pågående fredsförhandlingarna i Västeuropa, särskilt fördragen i Utrecht och Rastatt som avslutade spanska tronföljdskriget från 1713. Sultanen oroade sig för ett nytt krig med Habsburgarna och valde att ingå fred med Ryssland i Adrianopel den 5 juni 1713. Sveriges politiska ställning försämrades också av kung Stanisławs flykt från Polen och Stenbocks kapitulation vid Tönningen i maj 1713. Trots att Karl XII behandlades väl och fick stanna i Turkiet hade han nu spelat ut sin roll för sultanen.
På order av Ahmed III eskorterades Karl XII från Bender den 6 februari mot Saloniki för eventuell transport till en grekisk ö. Efter kungens protester styrdes färden i stället till Demotika, dit han anlände den 6 mars. Senare flyttades han till slottet Timurtasj nära Adrianopel. Efter kalabaliken låg kungen sängliggande under elva månader, möjligen på grund av utmattning och depression. I november återvände han till Demotika, där han började återhämta sig och gjorde en lång ridtur i december. Riksrådet i Stockholm blev alltmer oroligt över kungens frånvaro och kallade till en riksdag i december 1713. De skickade överste Hans Henrik von Liewen till Demotika för att övertyga Karl XII att återvända till Sverige. Efter flera sammanträden blev kungen övertygad om att planera sin hemresa.

### Hemresan genom Europa
I ett brev till riksrådet daterat den 27 april 1714 meddelade Karl XII att han planerade att resa till Stralsund. Förberedelser pågick under våren och sommaren. Den 20 september 1714 lämnade han Demotika och stannade till vid Timurtasj, där sultanen överöste honom med avskedsgåvor. Den turkiska ledningen skildes inte från kungen med någon större saknad. Under hans femåriga vistelse i Turkiet hade riket förbrukat sju storvesirer, två khaner av Krim och fyra paschor av Bender. I oktober anlände kungen och svenskarna från Bender till Pitești nära Österrikes gräns. För att säkra återbetalning av kungens lån följde 29 osmanska kreditorer och deras familjer med till Sverige. Kungen beordrade svenskarna att vara vänliga mot dem och inte skylla några handlingar på hela nationen. Inför hemresan förhandlade Karl XII med den habsburgske kejsaren Karl VI om att resa inkognito genom det kejserliga territoriet. Hotet om att ta sjövägen ombord på ett franskt fartyg fick kejsaren att gå med på kravet. Kejsaren anvisade en rutt som undvek protestantiska områden för att undvika eventuella protester från den missnöjda befolkningen. Karl XII ville undvika igenkännande av flera skäl, inklusive att inte äventyra förhållandet med kejsaren och undvika ryska eller sachsiska försök att kidnappa honom.
Resan planerades med få raster och kungen skulle resa med två följeslagare, Gustaf Fredrik von Rosen och Otto Fredrik Düring. Under förklädnad som "kapten Peter Frisck" utfärdades pass för Karl XII och hans följe den 25 oktober 1714. De skulle undvika rakning och kungen skulle bära förklädnad. Ture Gabriel Bielke red efter dem och klädde ut sig till kungen för att förvilla spioner och åskådare. Den 26 oktober samlades ett sällskap på 1 168 personer för att resa genom Oltdalen in i Siebenbürgen. Samma dag avvek kungen från det brokiga sällskapet med 24 man. Karl XII, Düring och von Rosen påbörjade sin resa från Pitești den 27 oktober och nådde Kenin i Siebenbürgen den 28 oktober. Där skiljde sig kungen från von Rosen och fortsatte med Düring. De åkte postskjuts genom Ungern till Wien och fortsatte sedan genom Bayern, Hessen-Kassel, Hannover och Mecklenburg. Den 11 november anlände de till Stralsund där kungen, förklädd som kurir, påstod att han hade brådskande meddelanden till general Carl Gustaf Dücker. Efter att ha avverkat 2 152 kilometer på fjorton dagar och tre timmar, välkomnades kungen till staden. Nyheten om kungens ankomst till sitt eget rike spred sig som en löpeld runtom Europa och i Sverige hälsades detta med glädje. Riksrådet vädjade till kungen att han måste återvända till Stockholm, men han valde i stället att stanna en tid i Stralsund.

### Krigsfinansiering

#### Inrikespolitisk och diplomatisk verksamhet

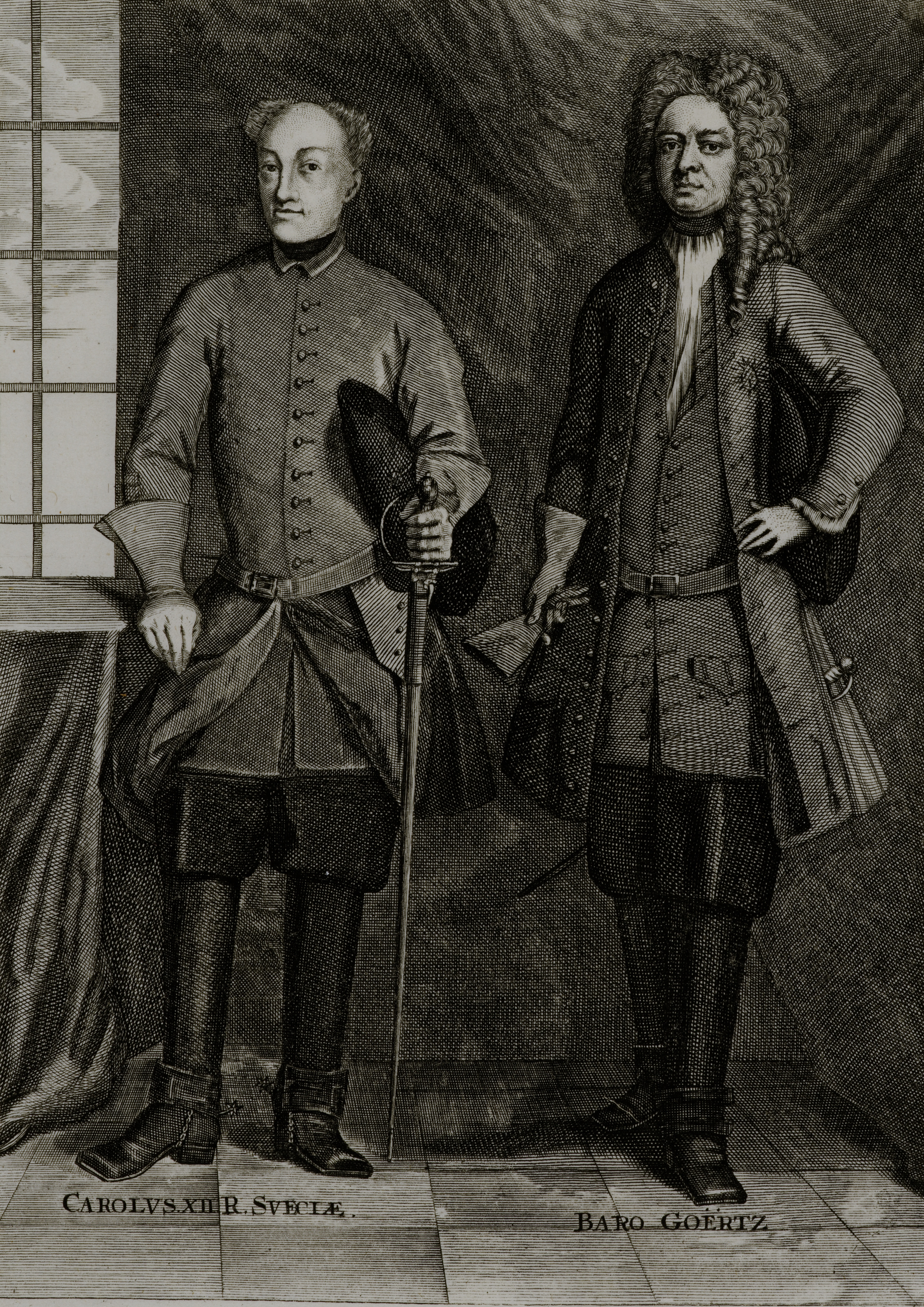
Karl XII bredvid baron Georg Heinrich von Görtz, som från och med 1716 blev ledare för den svenska statshushållningen och diplomatin. Kopparstick (1727) av William Hogarth.

Under sin tid i Osmanska riket diskuterade Karl XII med sina rådgivare om Sveriges inre förhållanden. De senare gav olika förslag för att förbättra det svenska näringslivet, inklusive att underlätta handel och hantverk genom att minska skråtvånget och främja invandring av hantverkare samt etablering av manufakturer och stadstillväxt. Karl XII ville dock prioritera ett nytt fälttåg mot Polen över förbättringar av näringslivet. Sveriges befolkning led av ekonomiska konsekvenser som ökad fattigdom, minskad produktion och försämrad handel på grund av krigets kostnader. Kostnaderna ledde till flera klagomål från riksrådet, som utöver kriget även tvingades hantera en omfattande böldpest som härjade runtom i det svenska riket mellan 1710 och 1713. I oktober 1713 utfärdade Karl XII en ny kansliordning av Kanslikollegiet, kungens expedition för förordningar och brevväxling, som genomfördes praktiskt två år senare. Den nya ordningen delade upp kansliet i sex expeditioner med ansvar för olika områden, inklusive revision och inrikes- och utrikesärenden. Bland dessa expeditioner fanns Kontributionsränteriet, som inrättades i juni 1712 och blev Sveriges första självdeklaration av egendom, baserad på grundval och fördelning av skatt till den kvot som var erforderlig.
Väl i Stralsund, trots förlusten av flera territorier och ett svårt ekonomiskt läge, var Karl XII redo att fortsätta kriget. Med en förminskad krigsmakt på cirka 50 000 man, behöll Sverige ändå en intakt flotta som upprätthöll kommunikationen med de återstående tyska besittningarna. Karl XII knöt närmare band med baron Georg Heinrich von Görtz, som var hertig Kristian August av Holstein-Gottorps representant och förmyndaren till kungens systerson Karl Fredrik. Görtz blev snart en av kungens viktigaste rådgivare, vilket ledde till missnöje hos riksrådet. Anledningen var att representanter från Holstein-Gottorp hade försökt inskränka den svenska tronföljden genom förhandlingar med Ryssland, där tsaren och holsteinarna skulle komma överens om att låta den unge Karl Fredrik efterträda Karl XII som svensk kung. Under våren 1715 säkrade Karl XII ett avtal med Frankrike som innebar årligt stöd på 600 000 riksdaler i tre år. Han hade högt anseende bland franska officerare, vilket ledde till rekryteringar till den svenska armén. Samtidigt slöt han ett avtal med Hessens lantgreve Karl I för att få trupper till sin tjänst. Ett giftermålskontrakt mellan lantgrevens son Fredrik och Ulrika Eleonora säkrade en arvprins för den svenska tronen. Karl XII försökte också indirekt påverka tsar Peter I genom att förbjuda handel i ryskockuperade hamnar och gav kaparbrev till svenska fartyg att kapa brittiska och holländska fartyg.

#### Skattepolitik

Ett nödmynt som utfärdades 1717. Myntets åtsida visar en väpnad krigare, med inskriptionen Wett och Wapen.

Vid Karl XII:s återkomst till svenskt territorium tog han personligen över ansvaret för krigsfinansieringen. De tidigare extraskatterna räckte inte längre och kungen behövde stora summor pengar för sina trupper i Pommern. Trots försök att samla in 680 000 daler silvermynt genom Kontributionsränteriet, var det omöjligt i ett jordbruksland som Sverige att införskaffa en sådan stor summa. Karl XI hade förbättrat statsfinanserna genom reduktionen och indelningsverket, men dessa system var inte anpassade för ett långvarigt krig. Vid Karl XI:s död fanns en ansenlig statskassa, men den tömdes snabbt på grund av missväxt och Karl XII:s frikostighet. För att hantera penningbristen fick man drastiskt sänka ämbetsmännens löner och utfärda lönesedlar som bevis på obetalda löner. Fram till Poltava 1709 finansierades kriget främst genom lån. Efter Poltava fick det svenska riket bära en större krigsbörda och budgetunderskotten ökade. Åtgärder som statslotterier och statsobligationer löste inte penningbristen. De ordinarie skatterna såsom arrendeavgifter, fastighetsskatter, avgifter från bruk och gruvor samt tullar räckte inte. När Östersjöprovinserna förlorades till Ryssland 1710, minskade de svenska tullinkomsterna kraftigt.
Vid krigsutbrottet 1700 visade det sig att grundskatterna inte räckte till för kronans ökade utgifter. En ny extraskatt, kontributionen, infördes och togs ut årligen med fasta belopp beroende på stånd och jordinnehav, samt inkomstskatt för andra grupper. Skattesystemet betraktades dock som oenhetligt och orättvist. Under sin tid i Turkiet försökte Karl XII och hans rådgivare reformera skattesystemet. Resultatet blev en förmögenhetsskatt där samtliga svenska undersåtar oavsett stånd, med undantag för den kungliga familjen, skulle betala procentuellt lika mycket av sin egendom. Den taxerades dock så pass lågt att skattesatsen behövde vara åtta procent, vilket var otänkbart högt. Efter omfattande protester återgick man till den gamla kontributionsmetoden. För att finansiera kriget togs obligationslån som hanterades av Upphandlingsdeputationen, som inrättades i januari 1716 på Görtz initiativ. Men förtroendet för Sveriges finansiella stabilitet och statens återbetalningsförmåga förblev lågt.
Karl XII hade dessutom ådragit sig stora skulder i Turkiet. De medföljande kreditorerna från Turkiet anlände till Stralsund 1715, men betalningar uteblev till förmån för tyska, franska och engelska handelshus. Karl XII tvingades även inteckna framtida inkomster för att betala köpmäns och bönders beslagtagna varor när det blev bättre tider. För att hantera penningproblemen föreslog Casten Feif att ge ut billiga kopparmynt med högre nominellt värde i silver, så kallade mynttecken. Karl XII beslöt att följa förslaget och i mars 1715 meddelade han att nya kopparmynt skulle ges ut med ett värde som en daler silvermynt. Dessa nödmynt var avsedda att lösas in efter kriget. Mer än 40 miljoner nödmynt utgavs, men av dessa löstes bara 15 miljoner in till sitt fulla värde. Nödmynten, som föraktfullt kallades "Görtzens gudar", användes mellan 1716 och 1719 och resulterade i en galopperande inflation. Trots sitt inflytande på Sveriges finanser var Görtz inte ansvarig för präglingen av nödmnynten, även om han accepterade dem på grund av den ekonomiska krisen.

### Förlusten av Pommern

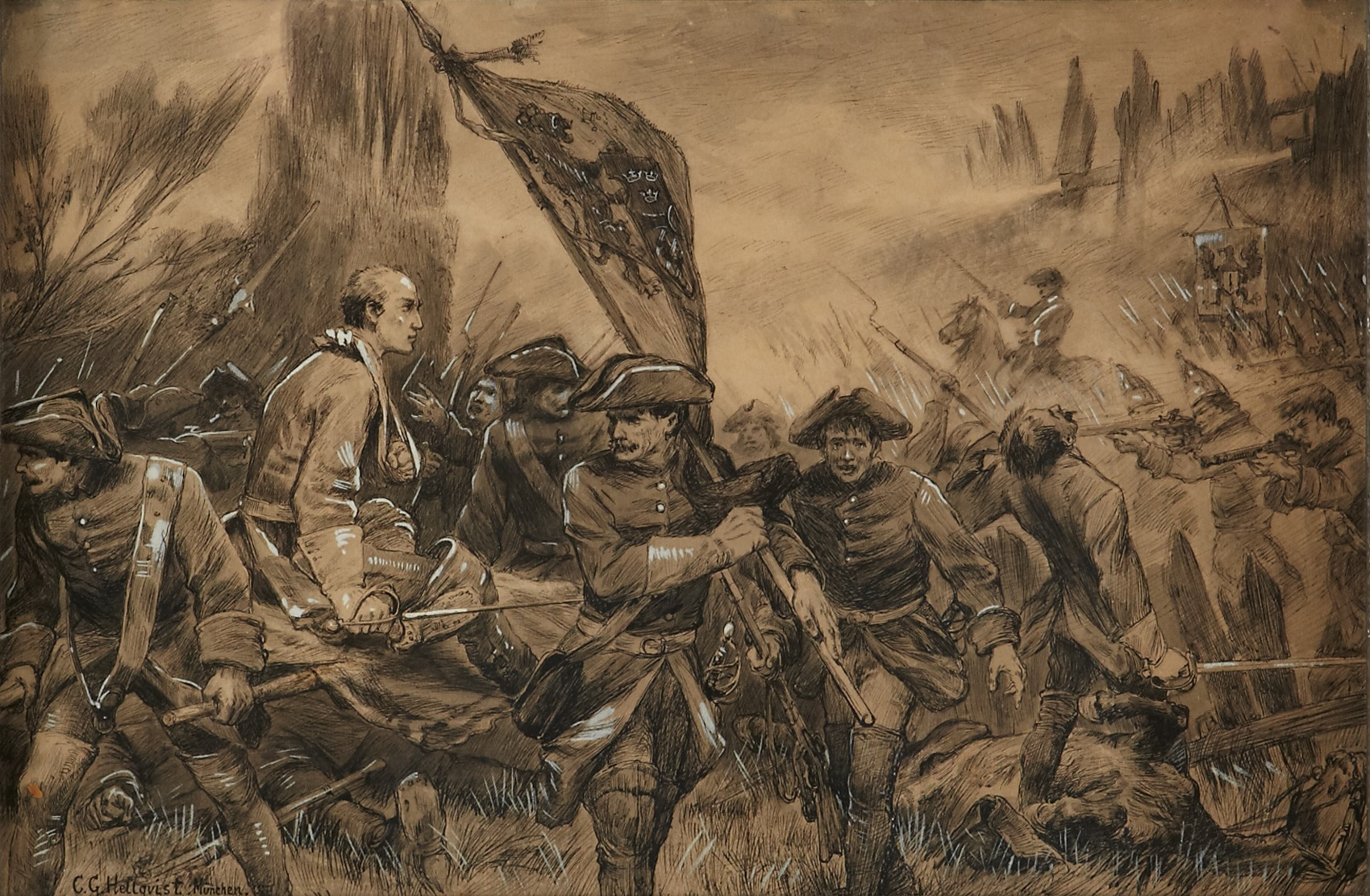
Karl XII blir evakuerad från slaget vid Stresow den 5 november 1715. Målning av Carl Gustaf Hellqvist.

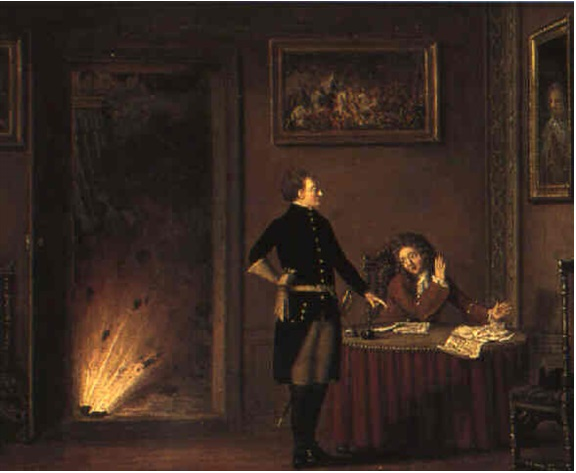
Denna målning av Pehr Hilleström porträtterar en legendarisk händelse från Stralsunds belägring. Kungen och hans skrivare befann sig i rummet när en fientlig brandbomb kastades in. Skrivaren fick panik, men kungen satt lugnt kvar och bad honom fortsätta skriva, förvånad över varför han hade avbrutit arbetet. När skrivaren pekade på bomben ska kungen ha svarat: "Vad har bomben med oss att göra? Skriv du på bara!"

Karl XII:s situation i Pommern försvårades när Preussens kung Fredrik Vilhelm I och Hannovers kurfurste tillika Storbritanniens kung Georg I förklarade krig mot Sverige 1715. Deras mål var att erövra Sveriges provinser i Tyskland. Wismar belägrades av en dansk-hannoversk-sachsisk armé i juni, medan Stralsund omringades av en dansk-preussisk-sachsisk armé i juli. Mellan juli och september kontrollerade den danska flottan sydvästra Östersjön och blockerade svenskarnas förbindelse till det svenska fastlandet. Den 9 oktober började de allierade trupperna vid Stralsund gräva löpgravar. Den 22 oktober inleddes ett kraftigt bombardemang mot stadens västra front och den 25 oktober intogs den södra fronten genom överrumpling. Allierade trupper landsattes på Rügen den 4 november, vilket Karl XII observerade men inte kunde förhindra. Efter en 25 kilometer lång ilmarsch till Gross Stresow inledde kungen en nattattack den 5 november. Anfallet misslyckades och Karl XII tvingades evakuera till Stralsund efter att ha blivit träffad av en muskötkula som snuddade hans bröst. Efter förlusten av Rügen var Stralsund i ett hopplöst läge. Allierade trupper förnyade sina bombardemang mot Stralsund och den 9 december öppnades en bräsch i stadens vallar. Efter stor tvekan och vädjanden från Ulrika Eleonora och sin egen generalstab, valde kungen att överlämna befälet till general Dücker och gå ombord på en slup för att fly från staden den 10 december. Den 12 december kapitulerade Stralsunds garnison och hela Pommern ockuperades av de allierades trupper. Wismar kapitulerade först i april 1716.

### Första norska fälttåget

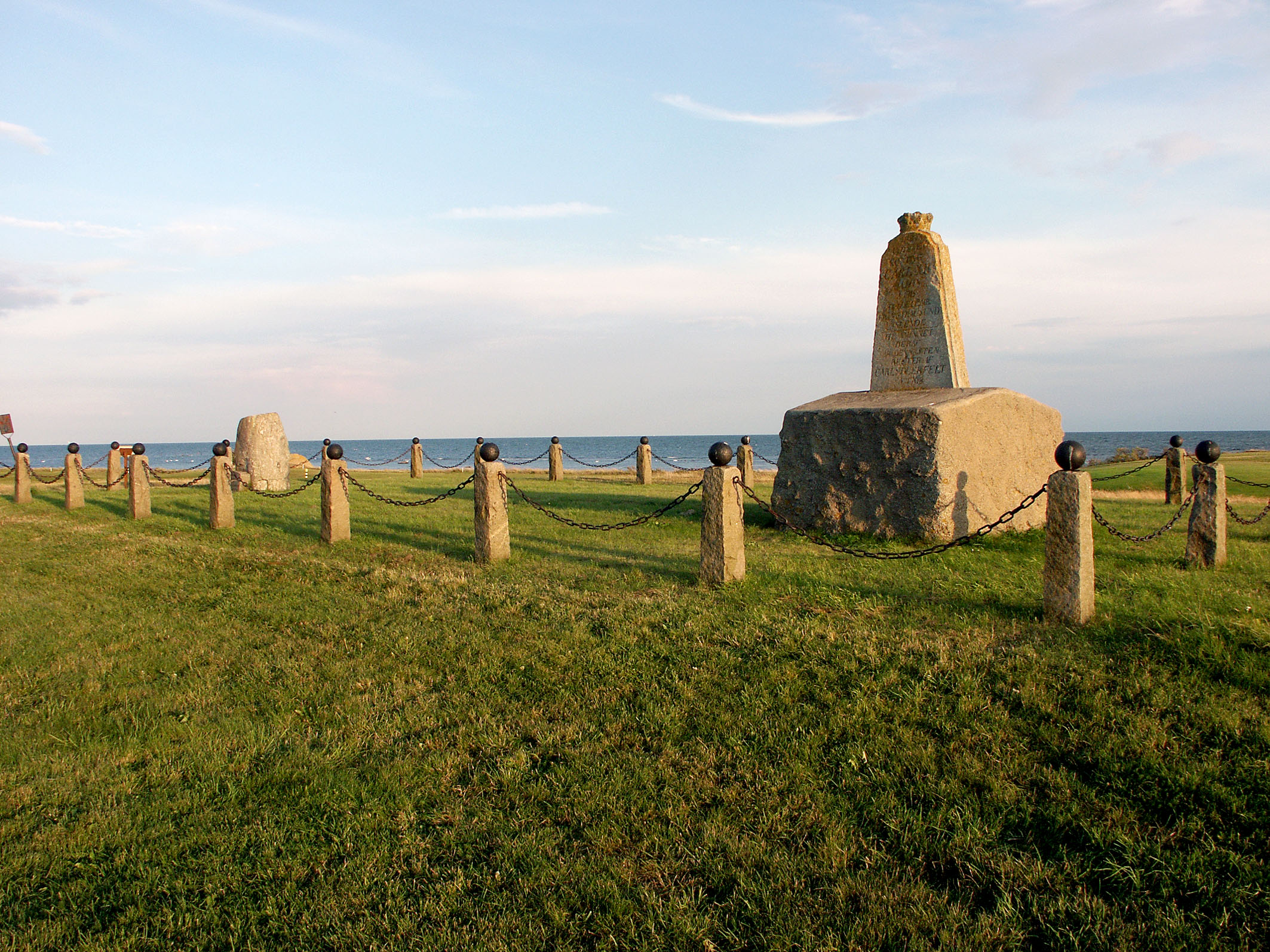
Stavstensmonumentet i Skåne, rest till minne av Karl XII:s landstigning 1715. Monument placeras oftast centralt för förbipasserande, inte alltid där själva händelsen inträffade.

Under överfarten till Sverige mötte kungen och hans följe fientligt artilleri och tvingades byta till ett snabbare örlogsfartyg mot Ystad. På grund av vinterstormar tvingades de söka sig till fiskeläget Skåre. Karl XII landsteg den 13 december 1715, vilket blev första gången på femton år som han beträdde svensk mark. Exakt var landstigningen skedde är inte klarlagt, men troligen var det vid Skåre, som hade en naturlig hamn sedan medeltiden.
Inkognito fortsatte kungen till Trelleborg och vidare till Ystad, där Karl XII inrättade sitt högkvarter på Stora Östergatan 10. Hans närvaro i staden orsakade bostadsbrist för det kungliga kansliet, hovpersonalen och besökare från när och fjärran. Där kunde han under juldagen sammanträda med och förvissa sig om relationerna mellan arvprins Fredrik och systersonen Karl Fredrik. Fredrik övertygade kungen om ett anfall mot Norge, baserat på underrättelser om svagheter i Norges försvar från en norsk officer. Kungen godkände planen och ägnade två månader åt sin fälttågsplan. Tidigare hade han planerat att kraftsamla en armé vid Landskrona och tåga över det frusna sundet till Själland. Men då isen bröts upp beslutade han sig för att fullfölja sin plan på att anfalla Norge. Den 16 februari 1716 lämnade han Ystad för att leda en styrka mot Christiania. En annan styrka ledd av general Carl Mörner samlades i Dalsland.
Den 25 februari korsade de svenska styrkorna riksgränsen till Norge och kungen tågade mot Høland efter att ha passerat Rödenessjön och Kongtorpsfjällen. Den 28 februari överfölls han och blev nära att bli tillfångatagen där av norska styrkor. Men han räddades av von Rosen och norrmännen tvingades retirera. Karl XII förenade sina trupper med Mörners styrka i Hølen den 8 mars och gick iland på Bygdøy den 10 mars och trängde fram till Christiania. Efter att ha belägrat Akershus fästning från den 11 mars, stannade han i Christiania i en månad. Under mars och april försökte Karl XII attackera den norska armén vid Gjellebekk, men han misslyckades och tvingades senare avbryta striderna. På grund av förnödenhetsbrist tvingades Karl XII överge Christiania på natten den 19 april och retirera till Svinesund. På kungens befallning förbereddes en transportflotta i Dynekilen med förnödenheter till kungens trupper. Efter två månader av dödläge beslutade Karl XII att anfalla Fredrikshald den 23 juni. Staden erövrades, men dess huvudfästningen Fredriksten stod ohotad. Staden brändes sedan av dess kommendant och Karl XII tvingades retirera med svåra förluster. Den svenska transportflottan i Dynekilen förstördes den 27 juni av en dansk eskader under kaptenlöjtnant Peter Tordenskjold. Utan möjlighet att försörja sina trupper tvingades Karl XII avsluta sitt norska fälttåg den 28 juni.
Från sitt nya högkvarter utanför Svinesund fick Karl XII varningar om fientliga upprustningar i Danmark, Åland och Finland. Ulrika Eleonora flyttade hovet till Vadstena när Sverige hotades av anfall från öster. Skåne hotades av en allierad landstigningsoperation som skulle involvera omkring 70 000 man och en gemensam dansk-rysk-brittisk flotta. Karl XII förstörde Svinesundsbron och vid brofästet på den svenska sidan lät han bygga fästningen Sundsborg. Han återförenades med sin syster på Vadstena slott den 30 augusti innan han slog sig ner och inrättade sitt högkvarter i Lund den 6 september. Han planerade att bränna ner områden i Skåne vid ett anfall. På grund av oegentligheter i den allierade ledningen avblåstes den planerade landstigningen mot Skåne den 8 september, då Peter I drog sig ur med sin flotta.

### Vistelsen i Lund

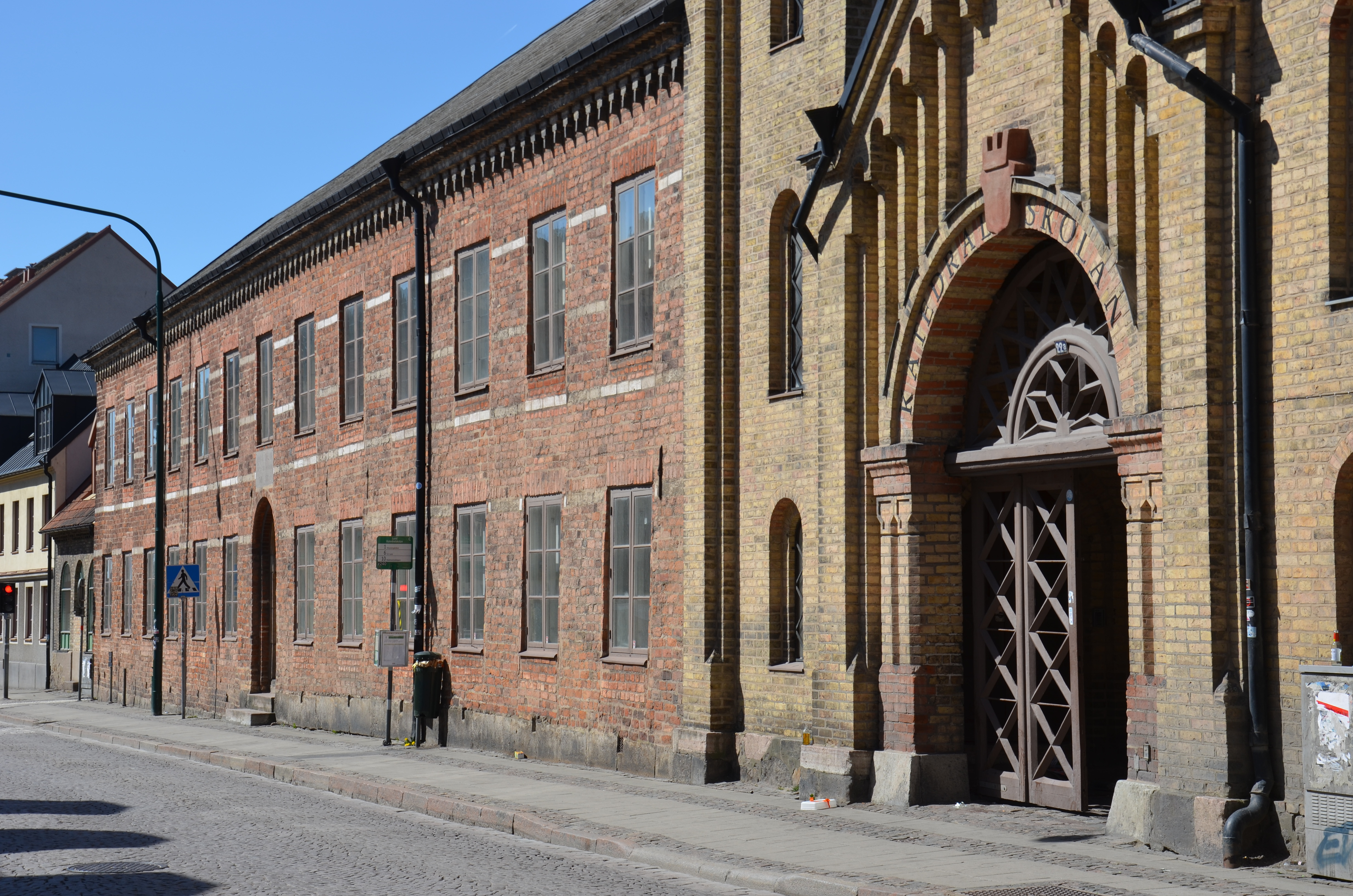
Under vistelsen i Lund mellan 1716 och 1718 hade Karl XII sitt residens på Stora Södergatan 22, även känt som "Karl XII-huset". Byggnaden tillhör idag Katedralskolan.

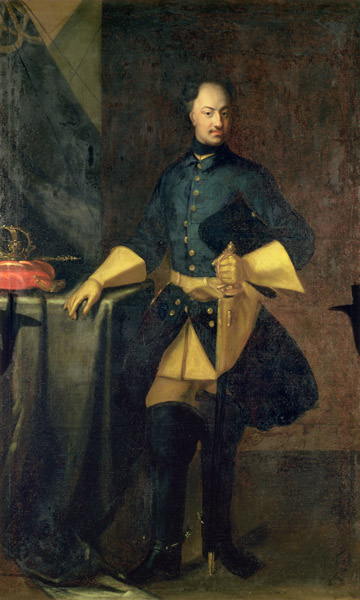
Karl XII i Lund (1717) av David von Krafft.

I Lund etablerade Karl XII sitt högkvarter i teologie professor Martin Hegardts hus vid korsningen Stora Södergatan och Svanegatan. Precis som i Ystad kom även Lund att lida av bostadsbrist som en följd av kungens vistelse. Staden fungerade som Sveriges inofficiella huvudstad under kungens närvaro, vilket gynnade stadens affärer och ledde till skapandet av Lunds och Skånes första tidning, Lundska Lögerdagz (Onsdagz) Courant. Karl XII förbättrade stadens renhållning och posthantering, den senare genom att utfärda en ny postordning i februari 1718. Lund och Kristianstad blev huvudpostorter och gästgiverierna fungerade som postens mellanhänder. Under Karl XII:s vistelse i staden påverkades Lunds universitet av bostadsbristen, vilket ledde till att många studenter avstod från att studera där mellan 1716 och 1718. Karl XII beordrade att studenter utan studieresultat skulle gå med i armén, vilket ledde till protester och en tillfällig avbrott i undervisningen. Senare visade kungen intresse för universitetets verksamhet genom att delta i Conrad Quensels, Johan Jacob Döbelius och Andreas Rydelius föreläsningar, liksom firade sin 35:e födelsedag där. Då Karl XII som ung inte fick tillfälle att studera filosofi försökte han ta igen vad han missat och fick i universitetsstaden inspiration till att i hösten 1716 skriva fjorton teser om människan och världen, kallade Anthropologia physica. Vidare utvecklade han sitt intresse för matematik med Christopher Polhem och Emanuel Swedenborg, med vilka han även diskuterade om stora ingenjörsprojekt till rikets förkovran och vetenskapliga ämnen som geometri och mekanik.

#### Utrikespolitisk verksamhet och krigsförberedelser
För sin fortsatta krigföring kom Karl XII att helt förlita sig på Görtz tjänster, som från och med 1716 blev ledare för den svenska statshushållningen och diplomatin. Detta gjorde Görtz till Sveriges mäktigaste ämbetsman. Tillsammans med kungen genomförde de diplomatiska aktiviteter, från devisen söndra och härska, för att splittra Sveriges fiender och ge Karl XII tid att stärka sin armé. Arvprins Fredrik, å andra sidan, motsatte sig Görtz och fruktade att Görtz fredsförhandlingar med Ryssland skulle hota hans tronanspråk. Han försökte påverka Karl XII genom att öppet tala negativt om Görtz, men kungens förtroende för Görtz förblev orubbat.
Som en del av sin utrikespolitik etablerade Karl XII kontakter med jakobiterna i Storbritannien efter deras misslyckade uppror mot Georg I 1715. Av dem fick han erbjudanden om stöd för att återinsätta Stuartätten på tronen, men han avböjde deras mutor och förband sig inte till deras planer. Han utfärdade dock ett skyddsbrev för Madagaskarpiraterna den 24 juni 1718 och planerade att med deras hjälp upprätta ett ostindiskt handelskompani och en svensk koloni på Madagaskar. Då flera av piraterna var jakobiter kom även Karl XII att stöda deras försök att avsätta Georg I. Genom Otto Vilhelm Klinckowström etablerade Karl XII förbindelser med den spanske statsmannen Giulio Alberoni för ett eventuellt svenskt-spanskt invasionsförsök mot England. Men på grund av senare händelser skulle varken den svenska kolonin på Madagaskar eller stödet till jakobiterna att förverkligas. Karl XII försökte lura Georg I med en påstådd svensk invasion av Skottland för att binda en del av den brittiska flottan, men engagerade sig inte i jakobiternas planer.
Mellan mars och april 1718 inspekterade Karl XII Västra Götaland och Värmland inför ett planerat fälttåg mot Norge. Arvprins Fredrik avrådde detta och hyste oro för Görtz överläggningar med Ryssland. Men kungen ignorerade hans klagomål och förberedde anfallet, som senare drog ut på tiden på grund av omfattande förberedelser. För det planerade anfallet mot Norge organiserade Karl XII en ny armé på 60 000 man och lämnade några förband i Sverige för att skydda Skåne och Stockholm. Han planerade att tränga in i Norge och invänta vintern för att nöta ut den norska armén. Generallöjtnant Carl Gustaf Armfeldt skulle med en styrka från Jämtland erövra Trondheim.

### Andra norska fälttåget
Karl XII:s mål var att erövra Fredrikshald med fästningen Fredriksten för att hindra norrmännen från att förstärka sina försvarslinjer nära Fredrikstad. Han planerade även ett anfall från havet med en svensk galärflottilj, men han tvingades i stället dra flottiljen över land på grund av norska fältbefästningar. De svenska fartygen överlevde angrepp från norrmännen, men de tvingades dra sig tillbaka. Fälttåget inleddes officiellt den 30 oktober när Karl XII korsade den norska gränsen och belägringen av Fredriksten startade den 20 november. Efter flera dagars strider intog Karl XII och svenska grenadjärer gränsfortet Gyldenlöwe den 27 november, och löpgravar grävdes nära Fredrikstens huvudvall innan november månad var till ända.

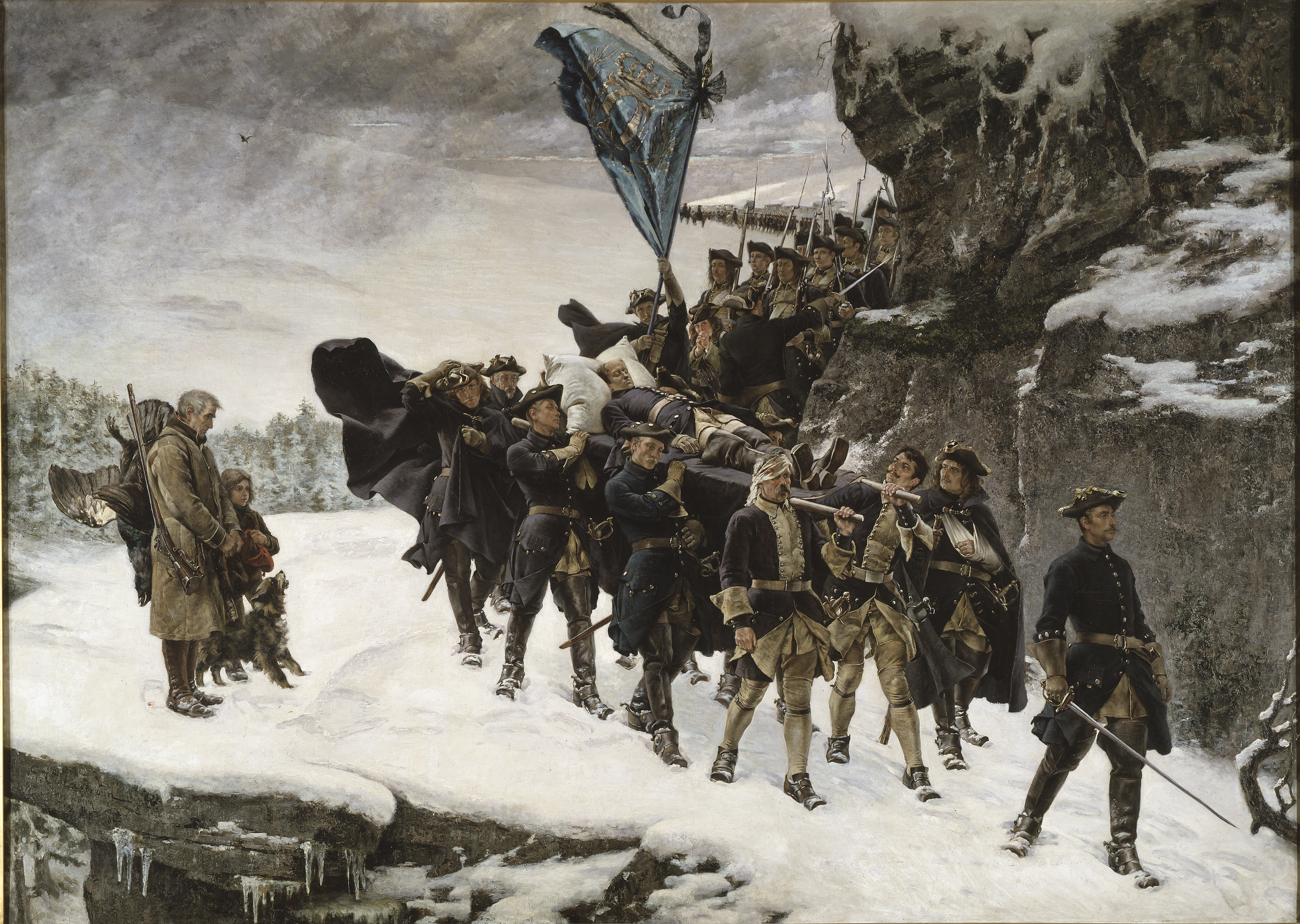
Karl XII:s lik förs hem till Sverige över de norska fjällen. Gustaf Cederströms nationalromantiska tolkning av händelsen i sin målning Karl XII:s likfärd från 1884. Notera att kungen i verkligheten låg i en försluten träkista under hemfärden, och inte på den öppna bår som tavlan visar.

På eftermiddagen den 30 november red Karl XII från högkvarteret i Tistedalen till löpgravarna vid Fredriksten, åtföljd av sex officerare. Han beordrade belägringsexperten Philippe Maigret att påskynda grävarbetet och vilade sedan i ett skjul i närheten av det fallna Gyldenlöwe. Efter aftongudstjänsten återkom han till löpgravarna vid sjutiden på kvällen och övervakade arbetet från ett bröstvärn i den gamla löpgravslinjen. Vid hans närhet stod Maigret, generalmajor Philip Bogislaus von Schwerin, generaladjutanterna Johan von Kaulbars och André Sicre samt kaptenerna Knut Posse och Philip Schultz. Vid åttatiden försökte norrmännen störa svenskarnas grävande genom att avfyra ljuskulor, följt av beskjutning med musköt- och kartescheld. Vid klockan halv tio kom löjtnant Bengt Wilhelm Carlberg fram till Karl XII med en rapport om den nya löpgravslinjen. Han hittade kungen skjuten av en kula i den vänstra tinningen med utgångshål genom den högra, vilket direkt medfört döden. Karl XII blev 36 år och 166 dagar gammal.
| ”                                                                           | "Så träffade utan ifrån tranchéen (skyttegaven) ett skott in på vänstra sidan genom Hans Majestäts huvud, varvid icke den minsta rörelse mer förspordes, än att handen undanhöll vänstra kindbenet, och huvudet lutade sig så sakta neder uti kappan, utan någon den ringaste ryckning i kroppen, som blev så alldeles stilla liggandes som den förut låg. [...] Stället varifrån detta olyckeliga skott kom, om det skedde från ett längre bort eller närmare håll, det kunde ingen av oss, som stodo lågt neder inom bröstvärnet, under ett så starkt skjutande utur kanoner och handgevär, ogörligen med rätt visshet utmärka." | „ |
| – Bengt Wilhelm Carlberg, Utdrag ur Carlbergs rapport angående kungens död. | |   |

De närvarande officerarna chockerades av kungens plötsliga död och såg till att dölja hans kropp med sina uniformskappor innan de förde den till hans högkvarter. Generalfältskären Melchior Neumann undersökte kroppen och placerade den i en furukista för transport till Uddevalla. Nyheten om kungens död spreds som en löpeld bland både svenska och norska styrkor. Efter ett krigsråd beslutade arvprins Fredrik och den svenska ledningen att belägringen av Fredriksten skulle hävas och att armén skulle marschera tillbaka till Sverige den 3 december. Under återtåget drabbades soldaterna av kyla och hungersnöd, och det dröjde tre veckor innan nyheten om kungens död nådde generallöjtnant Armfeldt i Trondheim. Under hemmarschen över fjällen vid början av januari 1719 drabbades Armfeldts trupper av en fruktansvärd snöstorm, som resulterade i döden för omkring 4 000 svenska soldater.

#### Kungens begravning och krigets slut

Kungaparet Fredrik I och Ulrika Eleonora (1733) av Georg Engelhard Schröder.

Den 6 december eskorterades kungens kista från Tistedalen till Uddevalla av 250 soldater. Den 13 december lades hans lik i en ekkista på platsen. Efter balsamering den 24 december, begav sig liktåget den 2 januari 1719 från Uddevalla till Karlbergs slott i Stockholm, där det anlände den 27 januari. Slutligen gravsattes Karl XII i en svart marmorsarkofag i det Karolinska gravkoret i Riddarholmskyrkan den 26 februari 1719. I Riddarholmskyrkans inventarium från 1936 framgick det att sarkofagen, som antas ha designats av Nicodemus Tessin den yngre och tillverkats i Holland, inte blev färdigställd förrän 1735. Vid gravöppningen 1917 konstaterades att sarkofagen var i så dåligt skick att en omedelbar restaurering krävdes, vilket genomfördes under andra halvan av 1918.
Karl XII:s död ledde till snabba politiska förändringar i Sverige. Arvprins Fredrik grep makten genom att arrestera och avrätta Görtz, vilket avslutade förhandlingarna med Ryssland och förlängde kriget med tre år. Ulrika Eleonora tillträdde som drottning efter att ha kämpat för sin arvsrätt, men den underkändes av ständerna vid 1719 års riksdag. Hon inskränkte kungamaktens befogenheter och stärkte riksrådets och ståndsriksdagens inflytande. Efter 15 månader abdikerade Ulrika Eleonora till förmån för sin make, som kröntes 1720 under titeln Fredrik I.
Mellan 1719 och 1721 bedrev Sverige fredsförhandlingar med samtliga parter, där man fick avträda stora landområden till främst Ryssland. Stora nordiska kriget resulterade i katastrofala följder för Sverige, med omfattande territoriella förluster och enormt mänskligt lidande. Omkring 200 000 i den svenska armén miste livet under krigets gång och många blev handikappade. Det resulterade i en stor brist på män i landet, vilket tvingade kvinnor att ta över jordbruksarbeten. Ekonomisk utarmning var också en konsekvens av det långvariga kriget, som betraktas som en av Sveriges värsta kriser. Med krigets slut avslutades även Sveriges tid som europeisk stormakt och Frihetstiden fick sin början.

## Död
Omständigheterna kring Karl XII:s dödsskjutning förblir ett olöst mysterium, trots omfattande undersökningar och diskussioner bland historiker, författare och experter. Trots närvaron av flera personer vid hans död finns inget tydligt vittne till ögonblicket då han träffades av det dödande skottet. Det spekuleras fortfarande kring var skottet kom ifrån, antingen från fiendens led eller från hans egna män. En vanlig teori är att han blev träffad av en norsk soldat från Fredriksten, då han befann sig inom skotthåll från fästningens murar.

### Kulteorier

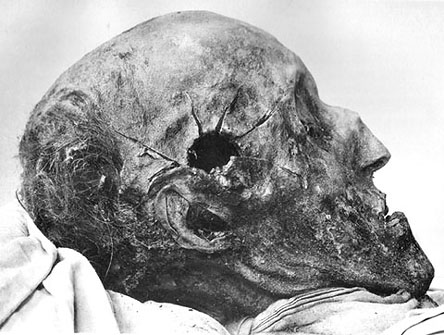
Fotografi från 1917 av Karl XII:s kranium.

I diskussionerna kring Karl XII:s död har flera experter tagit upp olika teorier om vilken sorts kula som träffade hans kranium. Ballistikexperten Gunnar Grenander hävdar att Karl XII träffades av en så kallad druvhagelkula som sköts från någon av fiendens kanoner på gränsfortet Overberget, då han argumenterade att man inte kunde finna blyrester i Karl XII:s kranium. Rolf Uppström ifrågasatte dock denna teori och pekar på flera felaktigheter i Grenanders argument. Uppström argumenterade att kulan inte kunde ha kommit från Overberget och att storleken på kulhålet i Karl XII:s kranium utesluter norska musköter som möjliga vapen. Han föreslår att den dödande kulan kan ha kommit från svenska musköter.

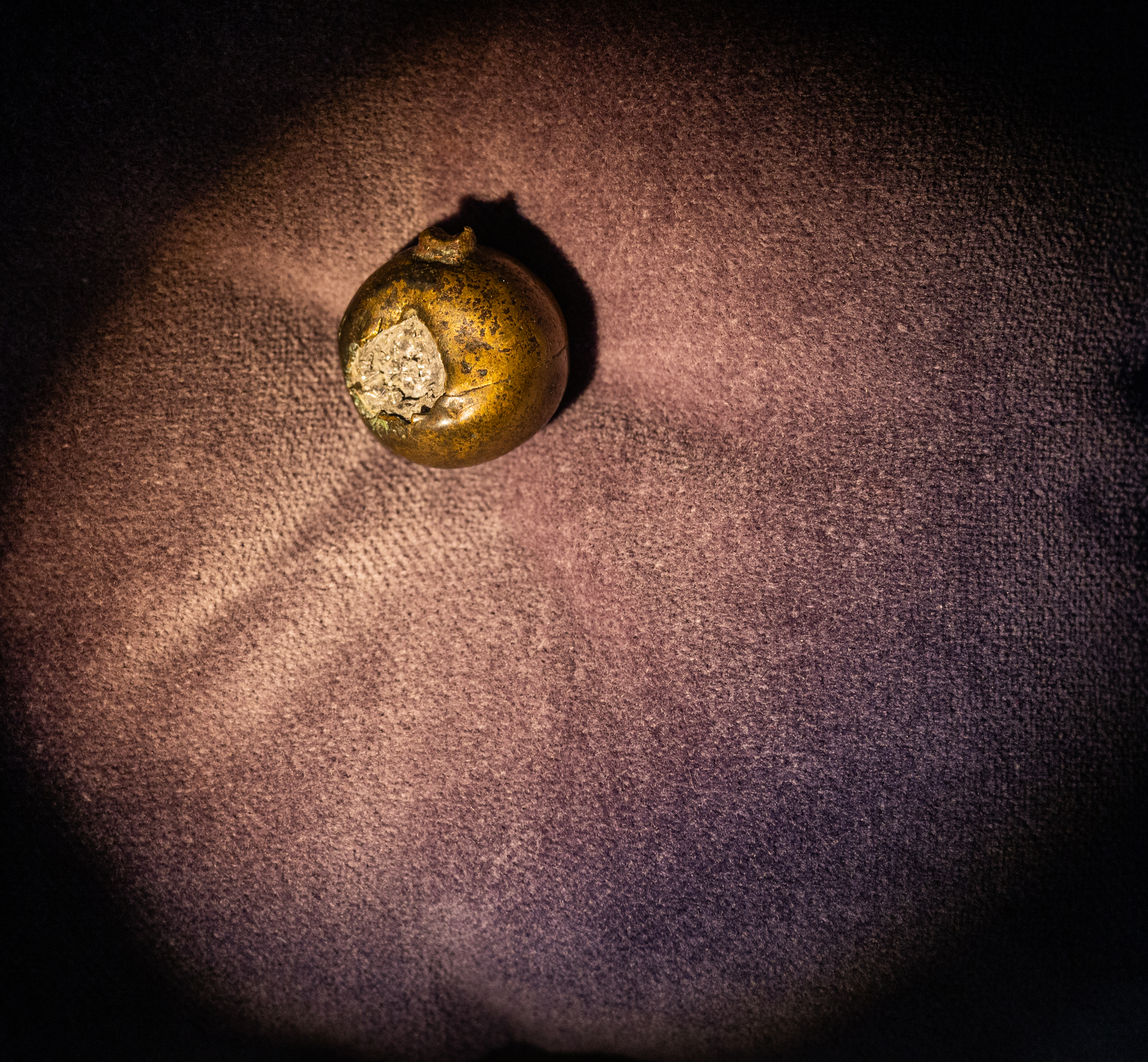
Kulknappen som enligt en sägen användes för att skjuta Karl XII. Utställd på Hallands kulturhistoriska museum.

Ett alternativ till Grenanders teori är den så kallade "kulknappen", baserad på en sägen där Karl XII påstås ha blivit skjuten från de svenska leden. Enligt denna ska den svenske soldaten Mårten Nilsson Nordenstierna ha bevittnat händelsen och hittat en omgjord knapp från Karl XII:s uniform som ammunition. Efter att ha tagit med knappen hem till Öxnevalla kastades den senare i ett grustag. Knappen återfanns av en slump 1924 för att 1932 slutligen hamna på Hallands kulturhistoriska museum i Varberg. År 2002 genomfördes DNA-undersökningar av blodresterna på kulknappen och på Karl XII:s kraghandskar som förvaras på Livrustkammaren i Stockholm. De visade sig överensstämma med Karl XII:s DNA-profil, men resultaten var för begränsade för att dra säkra slutsatser.
Både Grenanders teori om druvhagel från Overberget och kulknappsteorin betraktas av flera experter som osannolika. Peter Froms bok Karl XII:s död - gåtans lösning (2005) presenterade teorin att den dödande kulan avfyrades av en norsk soldat med musköt. From sammanställer expertis från hela världen för att stödja denna teori. Senare har historikern Dick Harrison också stött Froms uppfattning. Peter Englund stöder Svante Ståhls avhandling som pekar på ett karteschskott från Overberget, vilket överensstämmer med ögonvittnenas berättelser. Ståhl förklarar frånvaron av blyrester i såret med hjälp av bevis för smidda järnskrån i fästningens inventarieförteckning. Rolf Uppström har också granskat den senaste forskningen och förespråkar nya undersökningar, vilket visar att frågan fortfarande är långt ifrån avgjord.
Under hösten 2022 publicerade en finsk forskargrupp vid Uleåborgs universitet en studie som ifrågasatte tidigare teorier om Karl XII:s död. Enligt deras forskning dödades inte Karl XII av en muskötkula av bly, som tidigare antagits. Genom simuleringar och analys av tidigare forskning kom de fram till att den dödande projektilen hade en diameter som översteg 19,5 mm, vilket motsäger tidigare antaganden. De uteslöt möjligheten för både en blykula och "kulknappen" som den dödande projektilen. I stället föreslog de att det mest sannolika vapnet som användes var ett karteschskott med en diameter över 20 mm, vilket överensstämmer med både obduktionsresultat från 1917 och ny forskning.

### Lönnmord

Karl XII:s dödsmask, avgjuten 1930.

Kort efter Karl XII:s död spreds rykten om att han hade lönnmördats. I en recension av Algot Key-Åberg och Arthur Stilles "Konung Karl XII:s banesår" i Historisk tidskrift 1919 av Carl Hallendorff drar denne slutsatsen att deras undersökningsresultat inte utesluter lönnmord. Grenander har dock under sin tidigare undersökning kategoriskt avvisat tanken på ett lönnmord. Ryktena pekade på olika misstänkta, inklusive en svensk landsman, arvprins Fredriks generaladjutant André Sicre, och en grupp "frihetsmän" som ville minska kungamakten. Andra teorier inkluderade en komplott av rika svenskar som ville undvika en planerad förmögenhetsskatt, och en dröm från kungens fältskär Melchior Neumann om att kungen sköts av "en som kom krypande".

### Öppnandet av Karl XII:s grav

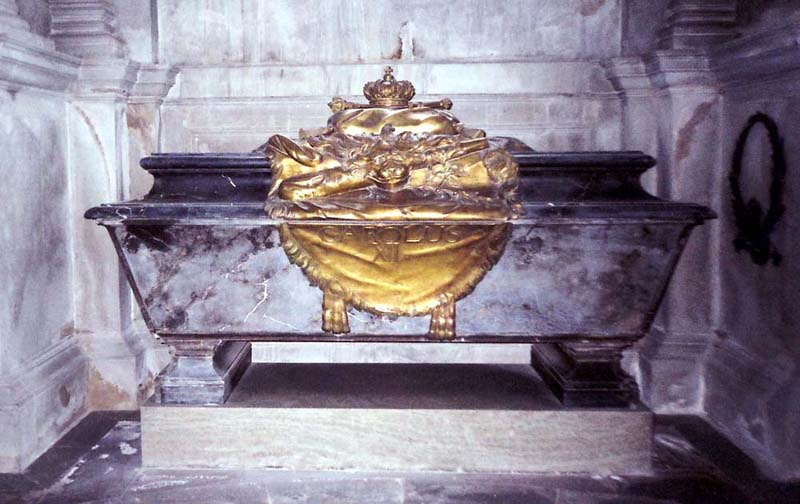
Karl XII:s sarkofag i Karolinska gravkoret i Riddarholmskyrkan.

På framställan av Karolinska förbundets styrelse godkände Gustaf V år 1917 att Karl XII:s sarkofag skulle öppnas för en vetenskaplig undersökning av skottskadan på kraniet, samt benbrotten och skottskadan i foten. Professor Carl Magnus Fürst ledde undersökningen den 18 juli 1917 i det Gustavianska gravkoret, med Algot Key-Åberg och andra medicinska experter. Röntgenfotograferingar av skallen, bäckenet, benen och fötterna kompletterade inspektionen.
Undersökningens resultat visades först vid ett föredrag vid Karolinska förbundets sammankomst den 30 november 1917. Det sammanfattades i publikationen Konung Karl XII:s banesår (1918), författad av Algot Key-Åberg och Arthur Stille. Enligt undersökningen var den dödande projektilen rund och av kalibern 18–20 mm. Den passerade genom hjärnskålen med en öppning i vänstra tinningen och en i den högra. Skottkanalen hade en vinkel på 11 grader bakåt och 2,5 grader uppåt. Projektilen hade stor kraft och färdades genom huvudet med stor hastighet.
En undersökningsgrupp bildades vid Kungliga Tekniska högskolan i Stockholm 2007 på initiativ av Bengt Grisell. De planerade att ansöka om gravöppning för att undersöka Karl XII:s kvarlevor. Riksmarskalken Svante Lindqvists gav sitt stöd, men gruppen saknar fortfarande (2018) finansiering för detta. Om gravöppningen tillåts skulle undersökningarna inkludera förnyade fotograferingar av kraniet och elektronmikroskopisk analys av lösa benbitar för att identifiera eventuella metallrester.
Tidigare gravöppningar hade skett 1746, 1799 och 1859, varav endast den sista kan räknas som rättsmedicinsk, då läkaren Gustaf von Düben förde protokoll. Med största sannolikhet har graven även öppnats inofficiellt vid flera tillfällen.

## Bilden av Karl XII

### Utseende och karaktärsdrag

Uniform buren av Karl XII i Fredrikshald den 30 november 1718, då han dog. Finns idag i Livrustkammaren.

Vid trettiosex års ålder beskrevs Karl XII som reslig och ansenligt lång för sin tid, med en längd på 178 centimeter och en smal midja på cirka 70 centimeter. Han hade mörkblå ögon, en kraftig näsa och en framskjuten underläpp. Hans hår var ursprungligen kastanjebrunt och kortklippt men började tunnas ut och gråna runt trettioårsåldern. Karl XII bröt med dåtidens normer genom att vägra bära peruk och hade under kriget på sig en enkel men högkvalitativ karolinsk soldatuniform, bestående av blått kläde med förgyllda knappar och utrustad med en lång värja.
Karl XII fick under sin samtid ett rykte om att leva spartanskt, nästan som en vanlig bonddräng, vilket ansågs värdefullt i det svenska bondesamhället. Han beskrevs i folktron som ödmjuk och utan högfärd. Även om han delade sina soldaters vedermödor, försummade han aldrig sitt utseende. Påståenden om att han blev absolutist innan han tillträdde tronen har ifrågasatts av vissa forskare. Vid måltider drack Karl XII rikligt med öl och vin, men det finns inga vittnesmål om att han någonsin var berusad under sin tid som kung.
Armémuseums utställning som karakteriserade Karl XII som en psykopat med autistiska drag väckte stor uppmärksamhet när museet återöppnades våren 2000. Bengt Lagerkvist, docent i pediatrik, tog exempel från kungens barndom och vuxna liv för att sätta dem i ett diagnostiskt sammanhang. Han drog slutsatsen att Karl XII skulle kunna ha fått diagnosen Aspergers syndrom om han hade sökt vård i dagens neuropsykiatriska tidevarv. Studier av bevarade dokument och samtida vittnesskildringar talar dock mot en sådan diagnos. Historikern Hans Villius föreslog att Karl XII:s tidiga trontillträde vid femton års ålder och det tunga ansvaret som det medförde ledde till en inåtvändhet för att dölja sin osäkerhet. Denna slutenhet fortsatte prägla hans vuxenliv, där han aldrig öppnade sitt hjärta för någon. I stället följde han strikta regler för sitt handlande, vilket kombinerat med en strängt religiös uppfostran resulterade i en ovilja att kompromissa och en tendens att underskatta psykologiska faktorer.

### Sexualitet

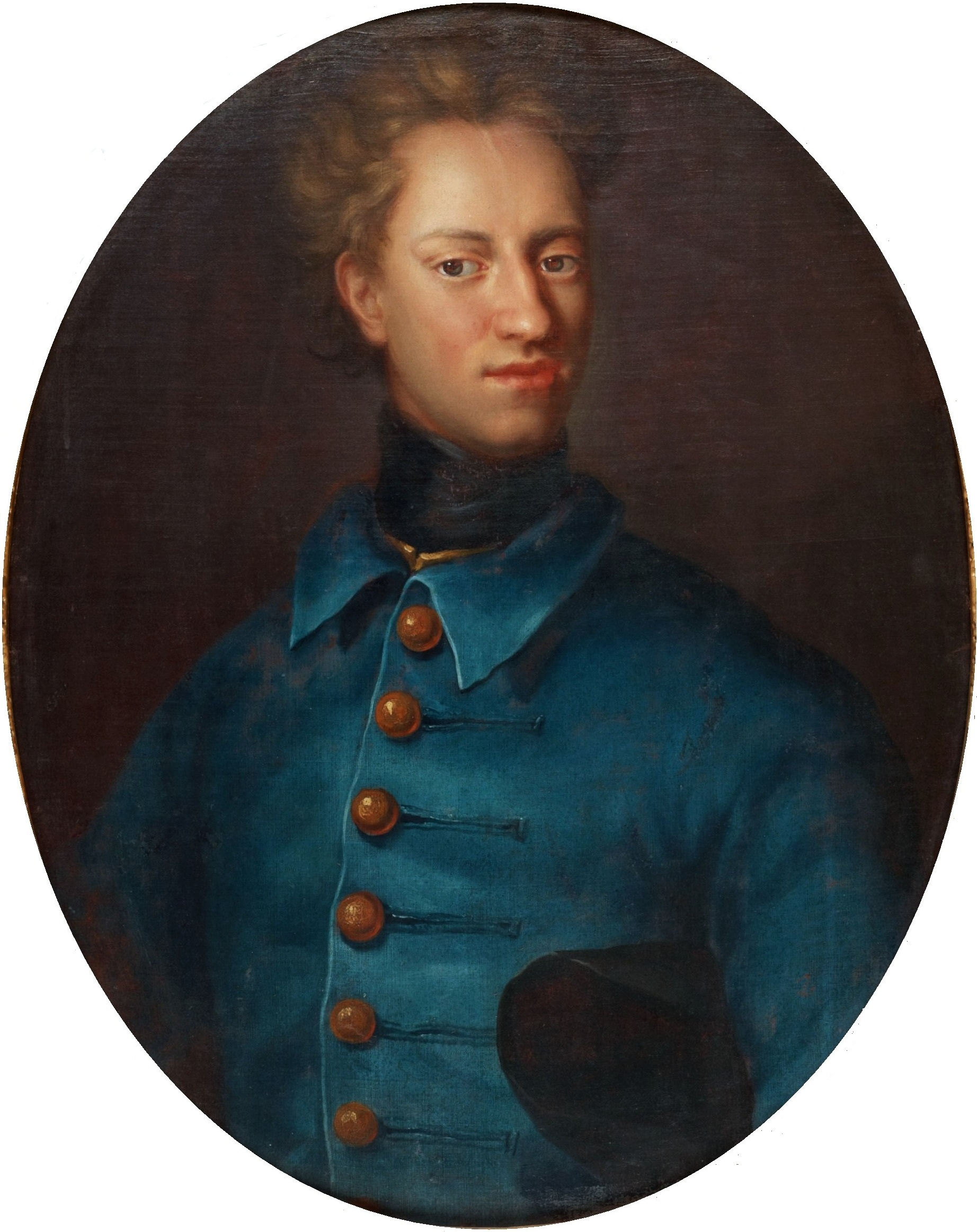
Karl XII av David von Krafft.

Karl XII förblev ogift och utan barn under sin levnad. Under större delen av sitt liv var han sällan i kvinnors närvaro, vilket antyder begränsade eller obefintliga sexuella erfarenheter. Orsaken till denna avhållsamhet gentemot kvinnor har varit föremål för debatt. När hans farmor bad honom uppfylla sitt löfte om äktenskap vid trettio års ålder, sköt han upp det till fyrtio, med hänvisning till kriget. Han föredrog kärleksbaserade äktenskap framför politiskt motiverade. Under sin tid i Bender delade han förtroliga samtal med kaptenen Axel Löwen och avslöjade sin rädsla för att bli förälskad och förlora kontrollen över sitt liv:
| ”           | "Lyckan gör dem inte stora, lika lite som olyckan kan beröva dem något av deras värdighet. Ödet, som är en kokett sköka, bör inte avgöra den sanna äran, lika lite som en otrogen hustru borde få ödelägga sin mans rykte. Falska föreställningar hos folk som tar det falska för sant har ingen verkan på en solid och rättfärdig mans uppfattning; han är tillräckligt säker i sig själv och lägger lika liten vikt vid okunniga människors mening som månen som går sin gång trots hundgläfs." | „ |
| – Karl XII. | |   |

Kungen påstod vidare för Löwen att en kärleksrelation skulle distrahera honom från sina regentplikter:
| ”           | "Henrik IV gifte sig men hade alltför stor svaghet för sina mätresser och var alltför flyktig för en riktig kärlek, som jag skulle känna mig mäktig, om jag en gång fäste mig vid någon. Jag har beslutat mig för, att icke hava någon förbindelse, så länge jag är i fält, för att därigenom undgå all distraktion. Alla furstar, som icke kunna behärska sina lidelser, äro ej värdiga att härska över andra. Känslan för vackra kvinnor är icke mindre hos mig än hos Er, men jag vet att besegra den." | „ |
| – Karl XII. | |   |

Universitetslektor Anders Dybelius beskrev Karl XII att han genom åren utvecklade ett blyghetsbeteende gentemot kvinnor, där kungens självkänsla i dessa situationer aldrig mognade. Dybelius noterade dock att kungen inte hade någon negativ inställning till kvinnor; när han kände sig bekväm med en kvinna var han avslappnad, men obekanta kvinnor gjorde honom obekväm. Karl XII:s biktfader, Jöran Nordberg, berättade att kungen inte var folkskygg men undvek ofta kvinnors sällskap när det var möjligt. Nordberg gav exempel från kungens tid i Polen och Sachsen där han medvetet undvek att vara i närheten av kvinnor:
| ”                 | "I Rawicz anno 1705 och i Sachsen 1707 några fruar kommo ifrån Sverige för att besöka sina herrar, gav han sig vid tillfälle patience att tala vid dem, men icke länge. Ville de bevista gudtjänsten vid Kungl. hovet lämnade han dem sin kammare men blev själv utanför i salen till dess de voro borta." | „ |
| – Jöran Nordberg. | |   |

Historikern Ragnhild Marie Hatton föreslog att Karl XII:s minnen av föräldrarna och systern Hedvig Sofia kan ha påverkat hans sexuella avhållsamhet. Hon menade att han möjligen överidentifierade sig med kvinnorna i familjen, särskilt med Hedvig Sofia, vilket hindrade honom från att utvecklas normalt. Hatton ansåg att kriget förlängde den naturliga familjetillhörigheten, vilket förhindrade utvecklingen av ett självständigt känsloliv utanför familjen. Rykten om att Karl XII var hermafrodit cirkulerade under tidigt 1900-tal, men detta motbevisades när hans kropp undersöktes 1917 och man fann spår av skäggväxt. En röntgen av hans bäcken visade också en typiskt manlig form.
Historikerna Tim Blanning och Simon Sebag Montefiore ansåg att Karl XII var homosexuell. Författaren Bengt Liljegren föreslår detta baserat på ett uttalande av den hosteinske diplomaten Friedrich Ernst von Fabrice, där kungen beskrev en son till en Krimkhan som attraktiv. Hatton noterar kungens tillgivenhet för prins Maximilian Emanuel av Württemberg-Winnental, men hon påpekar prinsens heterosexuella läggning och att Karl XII inte utforskade sin egen sexualitet. Författaren Herman Lindqvist förkastar teorin om homosexualitet och hävdar att homosexuella relationer skulle ha varit uteslutna för någon i Karl XII:s ställning, vilket han framhåller i sin bok Storhet och fall (1995). I stället betonar Lindqvist kungens starka religiösa övertygelser som förklaring till hans bristande intresse för kvinnor. Historikern Carl Grimberg avfärdar också påståenden om en "sexuell abnormitet" hos Karl XII.

## Eftermäle
"Det är naturligtvis en intressant men svårlöst fråga varför just karolinernas kung

ensam bland alla hållit sig levande i folkets minne och haft förmågan att genom

århundradena väcka andarna till strid. En förklaring ligger nära till hands.

Varje ny generation av svenskar har i hans öde speglat något av sin egen erfarenhet.

I det karolinska dramat har de tyckt sig känna igen sin aktuella livssituation.

Karl XII:s historia har på gott och ont blivit deras egen."

―Alf Åberg, 1964.
Karl XII är en av de mest omdebatterade och kontroversiella bland de svenska kungarna. Bilden av honom varierar väldigt mycket i de olika verk som finns om honom. Till stor del beror detta på under vilken tid som verket är skrivet, liksom vilka ideal och vilken syn på samhället som rådde då. Under hans regeringstid hade europeiska kungar stor makt, medan kyrkan tappade inflytande. Han hyllades som ett militärt geni och ansågs rättvis av sina karoliner, som uppskattade hans enkla levnadssätt och starka rättspatos. Författaren Karl-Gustaf Hildebrand menar dock att denna bild av kungen huvudsakligen är grundad på de propagandaskrifter som hans kansli utfärdade under krigsåren, vilka framställde Karl XII som "rättstankens osjälviske försvarare, upphöjd över världens lockelser och oförstående för alla fala beräkningar och kompromisser."

### Frihetstidens hjälteromantik och den gamla skolan

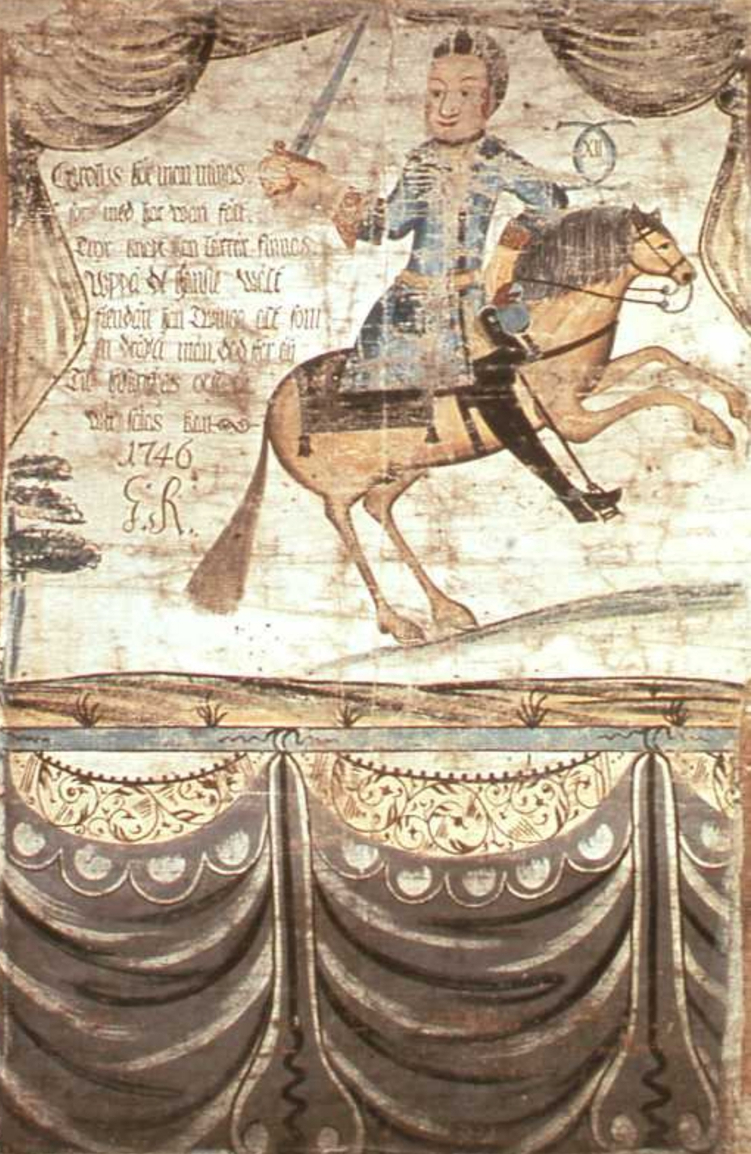
I de svenska bygderna levde minnet av Karl XII:s bragder kvar länge. På denna allmogemålning målad 1746 av Gustaf Reuter avbildas kungen till häst med dragen värja. Nordiska museet.

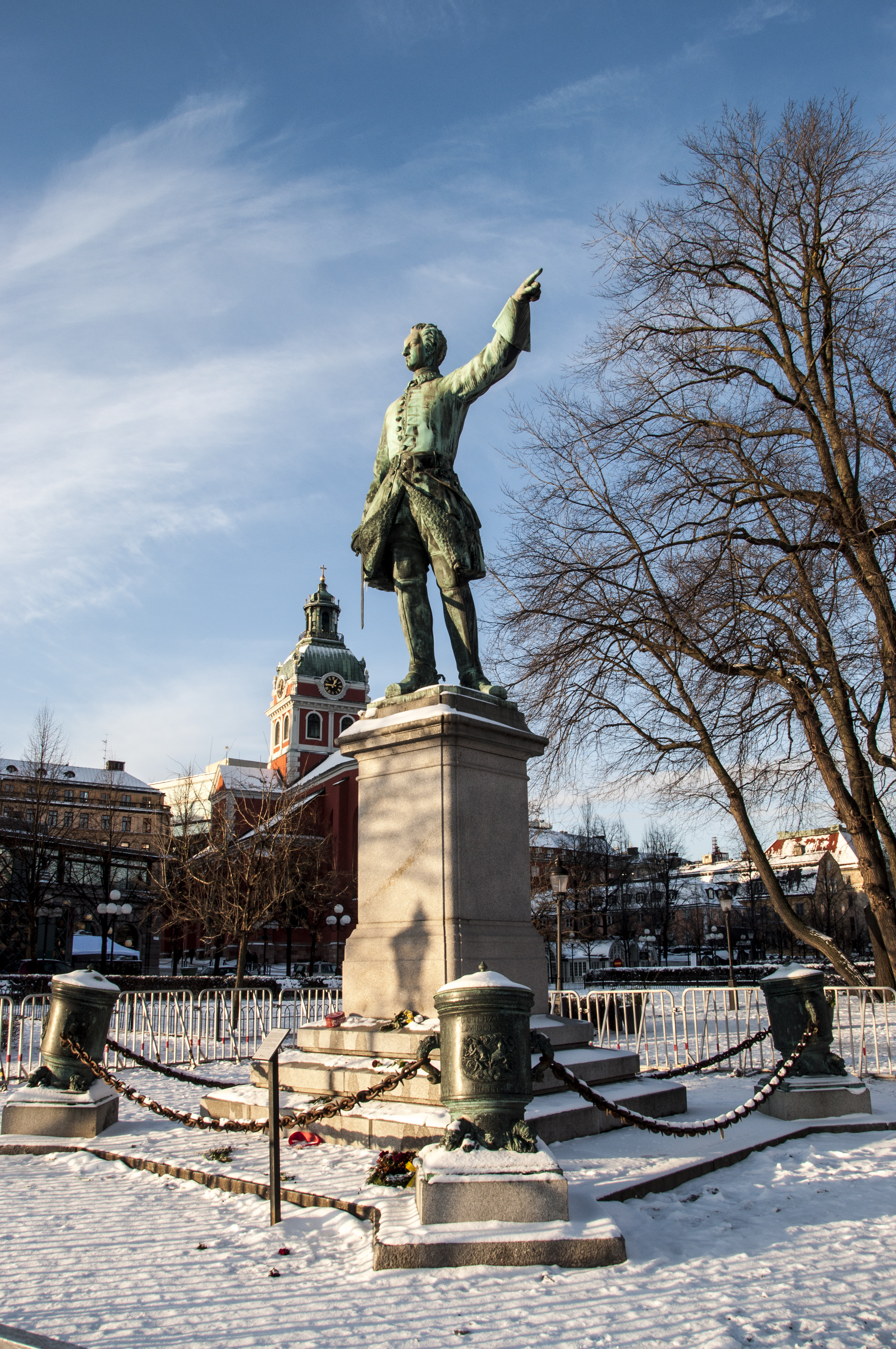
Karl XII:s staty i Kungsträdgården i Stockholm.

Daniel Defoe skrev redan 1715 en biografi om Karl XII, kallad The History of the Wars, Of his Present Majesty Charles XII, där kungen hyllades som rättvis och human. Voltaire följde 1731 med Carl XII:s historia, som kombinerade beundran för kungen med en mer skeptisk syn på hans politik. Voltaires arbete blev grundläggande för 1700-talets bild av kungen och har översatts till flera språk. Den första svenska biografin, Konung Carl den XII:s historia, författades av Jöran Nordberg 1740 på uppdrag av Kanslikollegiet och genomgick censur innan publicering.
Under Frihetstiden blev Karl XII hjälteidealet förkroppsligad, vilket var en bild som förstärktes av verk som Anders Odels "Sinclairvisan" (1739) och Olof von Dalins "Sagan om hästen" (1740). Sven Lagerbring, Jonas Hallenberg och Axel Gabriel Silfverstolpe förmedlade hjältebilden vidare under gustavianska tiden. Gustav IV Adolf beundrade Karl XII och såg honom som en förebild under Napoleonkrigen. Carl von Clausewitz jämförde honom med Napoleon i Om kriget (1832), men betonade Fredrik II av Preussens överlägsenhet i militärteori. Esaias Tegnér hyllade Karl XII i sina dikter "Karl XII" (1818) och "Axel" (1822).
Erik Gustaf Geijer kritiserade Karl XII som "Sveriges ende illitterate krigarkung", då han såg hans misslyckade krig som början till Sveriges förfall och ryska kejsardömets tillväxt efter förlusten av Finland 1809. Samtidigt berömde Geijer kungens handlingskraft och oegennytta, och hedrade hans minne med dikten "Viken, tidens flyktiga minnen" (1818). Från 1853 har Lunds studenter årligen högtidlighållit kungens dödsdag med fackeltåg och uppläsningar av Geijers och Tegnérs dikter om kungen.
Populärhistorikern Anders Fryxell ledde "den gamla skolan" inom Karl XII-forskningen. Mellan 1856 och 1859 skrev han en omfattande skildring av kungens liv i nio delar av bokverket Berättelser ur svenska historien. Fryxell betraktade Karl XII som ett varnande exempel på hur en ädel person kan brytas ned av lidelser, krigslystnad och själviskhet till en stridslysten och hämndlysten kung. Fryxell beundrade däremot kungens mod, dygder, nykterhet och rena seder, vilket inspirerade den svenska nykterhetsrörelsen på 1860-talet.
Under 1800-talets senare del framträdde en ny syn på Karl XII, influerad av nationalromantikens framväxt och skandinavismens nedgång åren 1863 och 1864. Efter Januariupproret och dansk-tyska kriget blev försvarsfrågan central i Sverige, där både konservativa och liberala politiker inspirerades av kungens krigspolitik och stormaktstiden för att stärka det svenska försvaret. För att uttrycka dessa känslor av nationell stolthet avtäcktes Johan Peter Molins Karl XII-staty i Kungsträdgården vid 150-årsminnet av kungens död 1868. Initiativtagaren August Blanche hyllade kungen som en stridsman för folkets ideal i en artikel i Aftonbladet.
Den folkligt liberala stödet för Karl XII kompletterades av nya forskningsinsatser, som Julius Mankells uppsats om kungens militära egenskaper och karakteristiken som fältherre, vilken publicerades i Kungliga Krigsvetenskapsakademiens Tidskrift 1867. Clas Theodor Odhner höll 1868 ett tal som porträtterade kungen som en tidlös idealist. År 1881 skrev Fredrik Ferdinand Carlson om kungens liv i sitt stora verk om Sveriges historia under konungarna av pfalziska huset och använde för första gången det svenska arkivmaterialet. Hans syn på kungen som fältherre skilde sig från Mankells genom att betona kungens planlösa krigföring och meningslösa tapperhet, vilket influerade Carl Snoilskys dikter "Brandklipparen" (1881) och "På Värnamo marknad" (1881) och August Strindbergs pjäs "Karl XII" (1901). Strindbergs kritik av den "svenska kulten kring Karl XII" ledde till en intensiv debatt kallad "Strindbergsfejden" mellan 1910 och 1912.

### Den nya skolan och efterkrigstidens synsätt

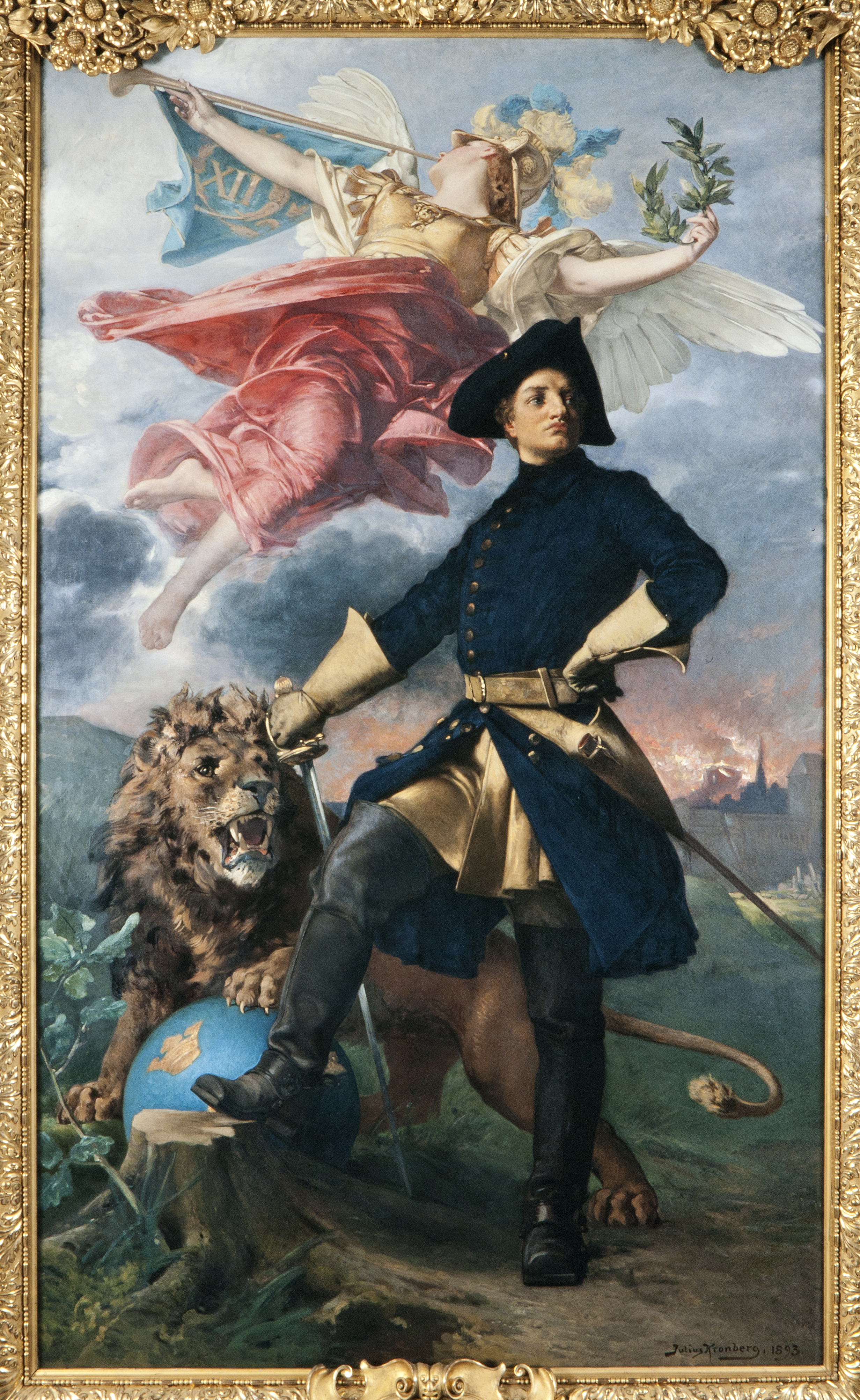
Karl XII (1891) av Julius Kronberg.

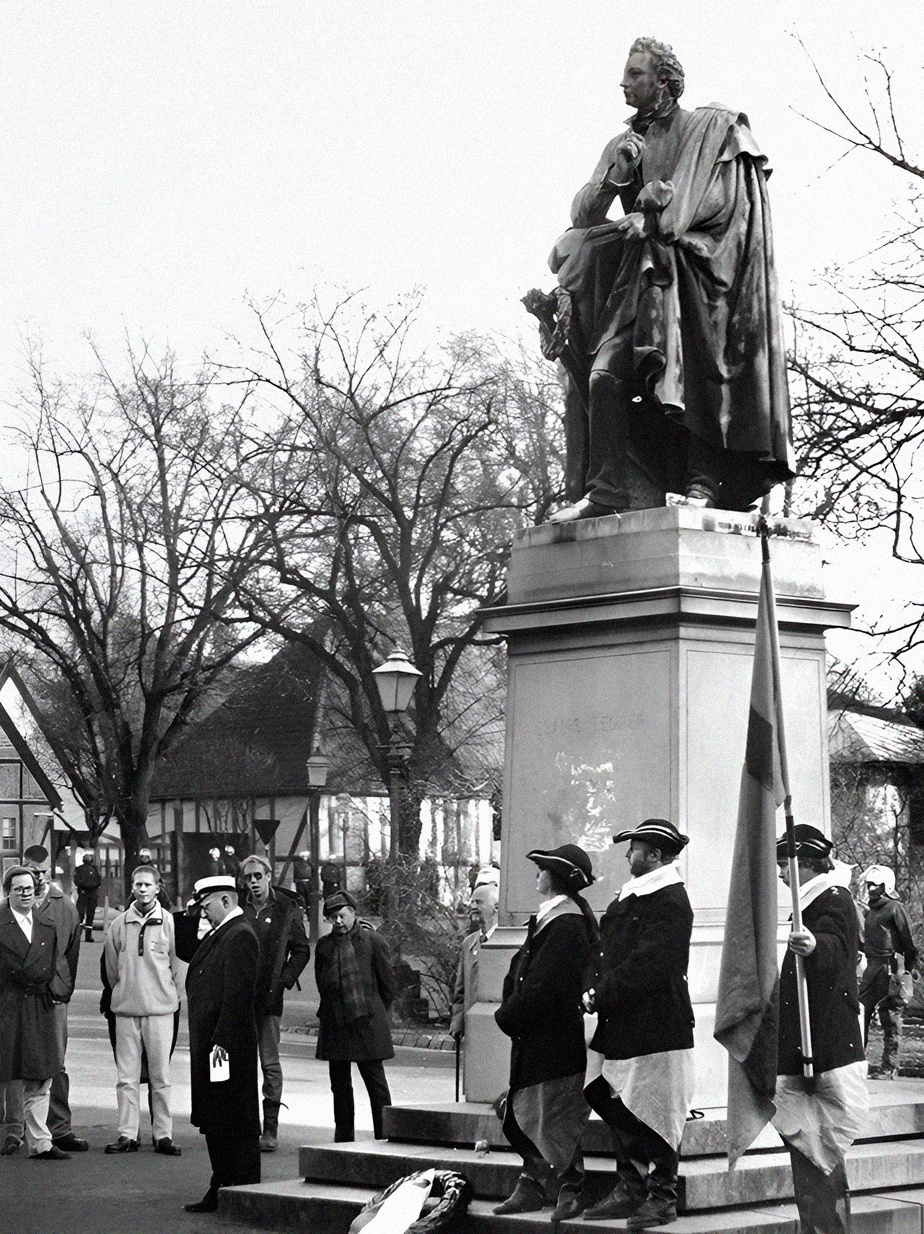
Nazisterna och SD-grundarna Gustaf Ekström och Gösta Bergquist i Karl XII-firandet vid statyn av Esaias Tegnér i Lund den 30 november 1994.

Mellan 1897 och 1898 publicerade Verner von Heidenstam novellsamlingen Karolinerna, där han kritiserade kungens handlingar och såg honom som bristfällig i mänskliga dygder. Heidenstams arbete markerade starten på "den nya skolan" inom Karl XII-forskningen. Pionjärer inom skolan var historiker som Carl Grimberg, Carl Hallendorff, Nils Herlitz, Harald Hjärne och Arthur Stille. Redan 1897 lade Hjärne fram ett program för en forskningsakademi för den karolinska tiden, vilket materialiserades i form av Karolinska förbundet år 1910. Förbundet, som är en sammanslutning av fackhistoriker och intressenter, främjade vetenskapliga studier om Karl XII och hans epok. Under dess tidiga år framhävdes Karl XII och karolinerna som föredömliga för svenskar, men senare publikationer blev mer nyanserade. Den nya skolans era såg framväxten av omfattande biografier om Karl XII, inklusive verk av Frans G. Bengtsson, Otto Haintz och Ragnhild Marie Hatton.
Under efterkrigstiden har flera historiker utmanat den nya skolans perspektiv på Karl XII. Hans Villius argumenterade i sin avhandling Karl XII:s ryska fälttåg (1951) för kungens bristande mognad och oförmåga att samarbeta med andra som orsaker till misslyckandet i krigsföretagen. Peter Englund, i sin bok Förflutenhetens landskap (1991), jämförde Karl XII med Josef Stalin och Adolf Hitler i hans metoder att nå sina mål. Englund ifrågasätter också fältherremyten och påpekar att fältherrarna vid denna tid i regel hade små möjligheter att kontrollera händelserna på slagfältet. I sin bok Tsar Peter och kung Karl (1998) menade Sverker Oredsson att kungens personliga beslut, som att kriga i Polen och hans ovilja att lyssna på rådgivare, ledde till det svenska stormaktsrikets fall. Internationellt har Karl XII fått en övervägande negativ bedömning av historiker under efterkrigstiden. Den franske historikern Claude J. Nordmann beskrev honom som en "krigsäventyrare", medan den ryske professorn Evgenij Anisimov betraktade honom som en egendomlig antidiplomat som strävade efter att isolera Sverige. De brittiska historikerna Anthony E. Upton och Michael Roberts var båda starkt kritiska till kungens krigspolitik: Upton kallade honom en "karismatisk psykopat" medan Roberts förlöjligade honom som "en despot i en turkisk kiosk".
Trots kritik har vissa forskare på senare tid visat en mer nyanserad syn på Karl XII. Sven Grauers, i Svenskt biografiskt lexikon (1975), ifrågasatte Fryxells skildring av kungen och erkände kungens ödesdigra beslut. Alf Åberg hyllade först kungens krigarkunskaper, men fokuserade senare på karolinerna som de verkliga hjältarna. Herman Lindqvist försvarade Karl XII både som fältherre och statsman i Storhet och fall (1995). I sin bok Karl XII: en biografi (2000) betonade Bengt Liljegren Karl XII:s taktiska briljans men att som strateg var kungen en katastrof för Sverige.
Under 1930- och 40-talen användes Karl XII av såväl tyska som svenska nazister i deras kamp mot bolsjevismen. Nazistiska organisationer såsom Samfundet Manhem firade hans dödsdag och som 1939 presenterade Adolf Hitler med en statyett av Karl XII. Senare under efterkrigstiden, i synnerhet med den ökade invandringen i Sverige under 1980- och 90-talen, tog svenska antidemokrater och nynazister till sig Karl XII-gestalten och använde honom som en symbol för ett renrasigt Sverige. Deras årliga fackeltåg i Lund och i Stockholm under hans dödsdag möttes av stora motdemonstrationer från antifascister under 1990-talet och början av 2000-talet. Detta ledde till debatt bland historiker och journalister som påpekade att Karl XII styrde över ett mångkulturellt rike och som under sin livstid hade kritiserats för att han hade för många utlänningar i sin tjänst.
Nuförtiden är synen på Karl XII mer kritisk, vilket beror på det moderna svenska samhällets demokratiska och fredliga ideal. Enväldet och militarismen under Karl XII:s tid har ersatts av demokrati och en strävan efter fred. Moderna svenska läroböcker är oftast relativt objektiva och pekar varken ut Karl XII som en känslokall krigshetsare eller hyllar honom som en hjälte. i stället betonar läroböckerna hans offensiva stridstaktik och ovilja att sluta kriga innan han uppnått sina mål.

## Anfäder
På faderns sida härstammade Karl XII från Gustav Vasa och på moderns sida från Birger jarl (14 generationer) samt från Magnus Ladulås, Birger jarls son.
Karl XII:s namn innebär inte att han var Sveriges tolfte kung med namnet Karl. Hans farfar Karl X Gustav fick sitt namn eftersom dennes morfar Karl IX antog sitt höga regentnummer på grundval av de fantasifyllda regentlängder, vilka vid denna tid utarbetats av historikern Johannes Magnus. I själva verket finns det endast två historiskt belagda svenska kungar med namnet Karl före Karl IX (Karl Sverkersson och Karl Knutsson som själv kallade sig Karl II), så med en korrekt räkning hade Karl XII varit Karl VI.
|          |  |  |  |  |  |  |  |                            |  |  |  |  |  |  |  |                                       |  |  |  |  |  |  |  | Johan Kasimir av Pfalz-Zweibrücken |
|          |  |  |  |  |  |  |  |                            |  |  |  |  |  |  |  |                                       |  |  |  |  |  |  |  |                                    |
|          |  |  |  |  |  |  |  |                            |  |  |  |  |  |  |  | Karl X Gustav                         |  |  |  |  |  |  |  |                                    |
|          |  |  |  |  |  |  |  |                            |  |  |  |  |  |  |  |                                       |  |  |  |  |  |  |  |                                    |
|          |  |  |  |  |  |  |  |                            |  |  |  |  |  |  |  |                                       |  |  |  |  |  |  |  | Katarina av Sverige                |
|          |  |  |  |  |  |  |  |                            |  |  |  |  |  |  |  |                                       |  |  |  |  |  |  |  |                                    |
|          |  |  |  |  |  |  |  | Karl XI                    |  |  |  |  |  |  |  |                                       |  |  |  |  |  |  |  |                                    |
|          |  |  |  |  |  |  |  |                            |  |  |  |  |  |  |  |                                       |  |  |  |  |  |  |  |                                    |
|          |  |  |  |  |  |  |  |                            |  |  |  |  |  |  |  |                                       |  |  |  |  |  |  |  | Fredrik III av Holstein-Gottorp    |
|          |  |  |  |  |  |  |  |                            |  |  |  |  |  |  |  |                                       |  |  |  |  |  |  |  |                                    |
|          |  |  |  |  |  |  |  |                            |  |  |  |  |  |  |  | Hedvig Eleonora av Holstein-Gottorp   |  |  |  |  |  |  |  |                                    |
|          |  |  |  |  |  |  |  |                            |  |  |  |  |  |  |  |                                       |  |  |  |  |  |  |  |                                    |
|          |  |  |  |  |  |  |  |                            |  |  |  |  |  |  |  |                                       |  |  |  |  |  |  |  | Marie Elisabeth av Sachsen         |
|          |  |  |  |  |  |  |  |                            |  |  |  |  |  |  |  |                                       |  |  |  |  |  |  |  |                                    |
| Karl XII |  |  |  |  |  |  |  |                            |  |  |  |  |  |  |  |                                       |  |  |  |  |  |  |  |                                    |
|          |  |  |  |  |  |  |  |                            |  |  |  |  |  |  |  |                                       |  |  |  |  |  |  |  | Kristian IV av Danmark             |
|          |  |  |  |  |  |  |  |                            |  |  |  |  |  |  |  |                                       |  |  |  |  |  |  |  |                                    |
|          |  |  |  |  |  |  |  |                            |  |  |  |  |  |  |  | Fredrik III av Danmark                |  |  |  |  |  |  |  |                                    |
|          |  |  |  |  |  |  |  |                            |  |  |  |  |  |  |  |                                       |  |  |  |  |  |  |  |                                    |
|          |  |  |  |  |  |  |  |                            |  |  |  |  |  |  |  |                                       |  |  |  |  |  |  |  | Anna Katarina av Brandenburg       |
|          |  |  |  |  |  |  |  |                            |  |  |  |  |  |  |  |                                       |  |  |  |  |  |  |  |                                    |
|          |  |  |  |  |  |  |  | Ulrika Eleonora av Danmark |  |  |  |  |  |  |  |                                       |  |  |  |  |  |  |  |                                    |
|          |  |  |  |  |  |  |  |                            |  |  |  |  |  |  |  |                                       |  |  |  |  |  |  |  |                                    |
|          |  |  |  |  |  |  |  |                            |  |  |  |  |  |  |  |                                       |  |  |  |  |  |  |  | Georg av Braunschweig-Lüneburg     |
|          |  |  |  |  |  |  |  |                            |  |  |  |  |  |  |  |                                       |  |  |  |  |  |  |  |                                    |
|          |  |  |  |  |  |  |  |                            |  |  |  |  |  |  |  | Sofia Amalia av Braunschweig-Lüneburg |  |  |  |  |  |  |  |                                    |
|          |  |  |  |  |  |  |  |                            |  |  |  |  |  |  |  |                                       |  |  |  |  |  |  |  |                                    |
|          |  |  |  |  |  |  |  |                            |  |  |  |  |  |  |  |                                       |  |  |  |  |  |  |  | Anna Eleonora av Hessen-Darmstadt  |
|          |  |  |  |  |  |  |  |                            |  |  |  |  |  |  |  |                                       |  |  |  |  |  |  |  |                                    |